# Московский троллейбус
Моско́вский тролле́йбус — троллейбусная сеть Москвы, осуществлявшая пассажирские перевозки с 1933 по 2020 год. До 2015 года была крупнейшей троллейбусной сетью в мире, до 2019 года — крупнейшей в России. С осени 2020 года представлена единственным музейным троллейбусным маршрутом. Эксплуатируется организацией ГУП «Мосгортранс».
В 2014 году, на момент максимального развития, действовало более 100 маршрутов, протяжённость одиночного контактного провода составляла около 1300 км, длина линий — более 600 км, существовали 9 парков, почти 1600 пассажирских троллейбусов (в том числе более 750 с низким уровнем пола и 134 сочленённых), троллейбусно-ремонтный завод. Со второй половины 2010-х годов количество маршрутов начало сокращаться.
25 августа 2020 года движение троллейбусов было полностью прекращено, вместо них запущены автобусы и электробусы. Причиной закрытия московские власти назвали устаревание концепции троллейбусного транспорта. 4 сентября «в знак уважения к троллейбусу» был запущен «музейный» маршрут Т: Метро «Комсомольская» — Елоховская площадь. С 1 апреля 2022 года по 11 ноября 2023 года маршрут был закрыт в связи с работами по благоустройству Басманного района.
В эксплуатации остались 1 филиал и 3 пассажирских троллейбуса (кроме того, 15 троллейбусов, выведенных из эксплуатации, ожидают снятия с баланса). Неиспользуемая контактная сеть почти полностью демонтирована.
Москва стала четвёртым городом России (после Владикавказа, Липецка и Перми), где было закрыто троллейбусное движение и при этом сохранилось трамвайное.
По территории Москвы также проходят маршруты Химкинского троллейбуса № 202, 203, которые обслуживает МП «Химкиэлектротранс».

## История

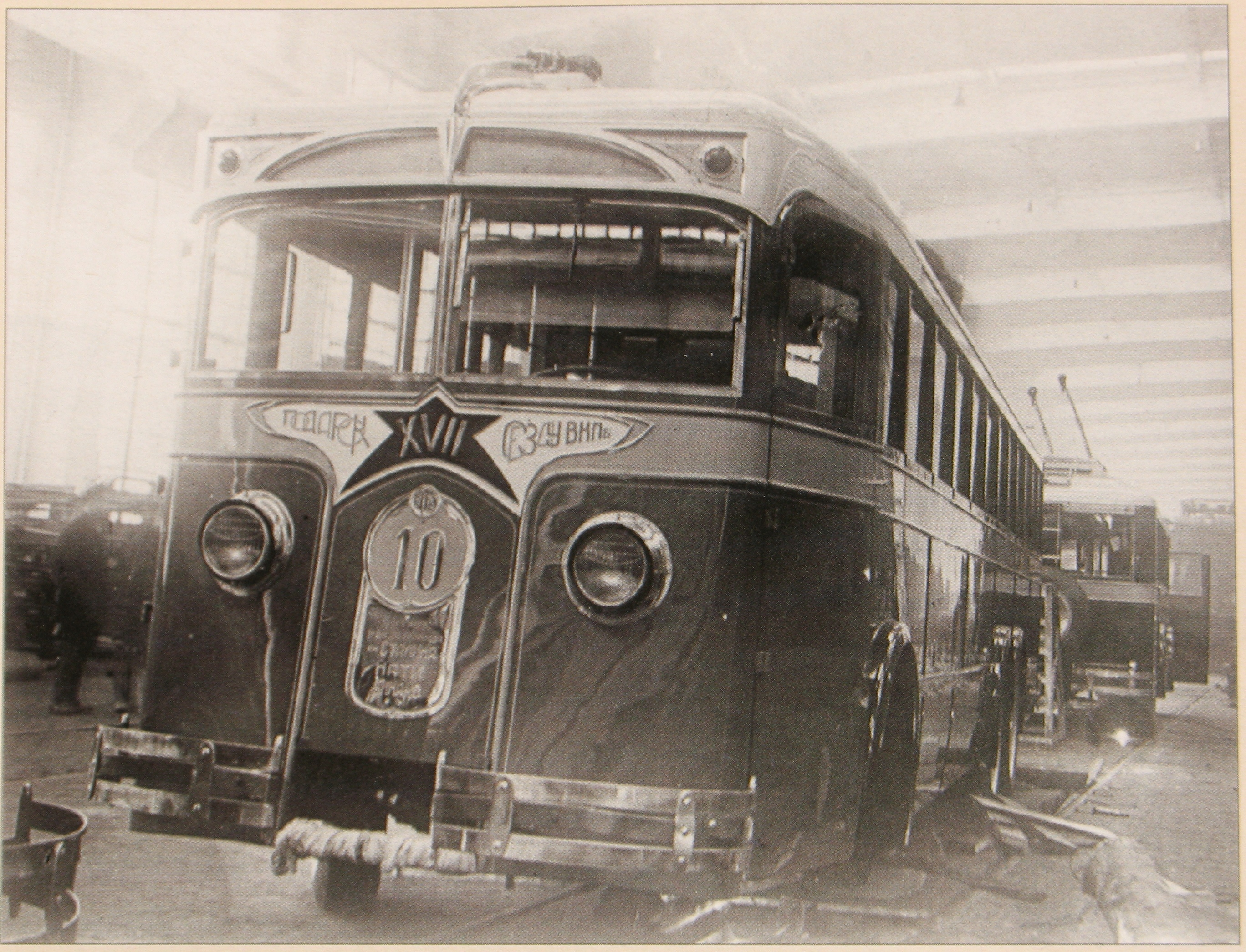
Трёхосный троллейбус ЛК-3 «Подарок 17-му съезду ВКП(б)»

Автобусные и троллейбусные маршруты города в 1938 году. Троллейбусные линии показаны жирным пунктиром

### Советский период
Троллейбусное сообщение в Москве открылось 15 ноября 1933 года, 7-километровая линия троллейбуса проходила по Ленинградскому шоссе от Белорусско-Балтийского вокзала до современной станции метро «Войковская». История сохранила имя первого водителя (а в первые дни по линии действительно ходил только один троллейбус) — Павел Михайлович Засыпкин. Постепенно троллейбус стал замещать трамвай. Первые линии проходили в северо-западной части города. 10 марта 1939 года в день открытия XVIII съезда ВКП(б) были пущены двухэтажные троллейбусы.  Бурное развитие сети происходило в 1950-е годы и к 1960 году сформировалась последняя конфигурация её центральной части. В 1960-70-е годы троллейбусные линии были проложены по основным радиальным магистралям города, где перевозили пассажиров на расстояние, обычно не превышающее один-два перегона метро. Наибольшая плотность троллейбусных линий, как и в 1930-е годы — в северо-западной части центра. По масштабу сети Москва стала «троллейбусной столицей» мира.
В конце 1980-х была разработана программа развития троллейбусной сети на окраинах города, однако ни один из её проектов так и не был реализован.

### Постсоветский период

#### Троллейбус приЮрии Лужкове
Во время пребывания на посту мэра Юрия Лужкова троллейбусная сеть развития не получила, однако производилось своевременное обновление подвижного состава. Последней вновь построенной линией был участок по Севастопольскому проспекту, улице Айвазовского, Тарусской (Ясногорской) улице от улицы Миклухо-Маклая до Голубинской улицы, открытый в 1992 году ещё до вступления мэра на должность.
Троллейбусная сеть Москвы не претерпела существенных изменений с конца 1970-х годов, строительство новых линий было фактически заморожено, движение троллейбусов в центре постепенно свёртывалось с сохранением сети. Опережающее по сравнению с ростом пропускной способности улиц увеличение количества автотранспорта, особенно в центре и на крупных магистралях существенно усложняло работу всех видов общественного транспорта Москвы. Поскольку троллейбусная сеть фактически проходила по наиболее напряжённым магистралям столицы, этот вид транспорта в наибольшей степени страдал из-за заторов, что сдерживало его развитие. В то же время возможность закрытия маршрутных линий без снятия контактной сети с переводом их в служебные (сеть не мешает движению автотранспорта) не стимулировало городские власти создавать хордовые и связующие линии за пределами центра.
В непосредственной близости от Садового кольца находились 2-й и 5-й троллейбусные парки, территории которых в перспективе могли быть использованы для застройки жилой и коммерческой недвижимостью. В 2004—2005 гг. был снесён 5-й троллейбусный парк, на его месте уже возведён элитный жилой комплекс. Были произведены передачи маршрутов между парками. В 2006 году было объявлено о предстоящей ликвидации 4-го троллейбусного парка на Лесной улице, который был закрыт 12 апреля 2014 года, однако альтернативы ему не было.
Несмотря на то, что троллейбусные линии в центре города заменяли трамвайные, постепенно их тоже начали закрывать даже до ликвидации. Так, были сняты линии на:
- Пушечной улице (1 июня 1998, последний участок закрыт в январе 2003 года и снят при обустройстве пешеходной зоны на улице Рождественка в 2012 году)[источник не указан 1018 дней],
- Кузнецком Мосту (август 1976, последний участок закрыт в январе 2003 года и снят при обустройстве пешеходной зоны на улице Рождественка в 2012 году)[источник не указан 1018 дней],
- улице Арбат (10 июня 1982, линия полностью снята, на месте улицы обустроена пешеходная зона)[источник не указан 1018 дней],
- Большой и Малой Никитских улицах (15 августа 1989, движение частично восстанавливалось в 2004—2007 годах между Никитскими Воротами и Кудринской площадью)[источник не указан 1018 дней]
- Неглинной улице (февраль 1991, оттянутый разворот у Рахмановского переулка отключён от сети в ночь с 5 на 6 октября 2012 года)[источник не указан 1018 дней]
- Манежной улице (5 августа 1993)[источник не указан 1018 дней].

Из-за постоянных заторов часть маршрутов в центре города была переведена на режим работы с укороченными рейсами.
В таблице представлено количество пассажиров, перевезенных за год, в миллионах человек.
| Год            | 1995   | 2000   | 2001   | 2002   | 2003   | 2004   | 2005   | 2006   | 2007   | 2008   | 2009   | 2010   | 2011   |
| Россия в целом | 8474,6 | 8759,3 | 8604,3 | 8181,1 | 7290,8 | 6679,7 | 4653,1 | 3774,6 | 2971,9 | 2733,0 | 2414,0 | 2205,7 | 2152,2 |
| Москва         | 1582,2 | 1054,1 | 1003,8 | 1171,2 | 921,3  | 951,8  | 722,9  | 472,9  | 416,5  | 378,3  | 346,4  | 323,4  | 319,2  |

#### Троллейбус приСергее Собянине
Первые упоминания о планах закрытия троллейбусной системы, изначально в центре, датируются ноябрём 2010 года, практически сразу после вступления Сергея Собянина в должность мэра Москвы.

В рамках запуска ночных маршрутов общественного транспорта с 30—31 августа 2013 года три маршрута № Бк, Бч, 15 перевелись на круглосуточный режим работы. С 6 декабря был переведён ещё один маршрут № 63, но только в ночь на субботу и воскресенье. С 16—17 декабря 2013 года и до окончания ремонта 30 мая 2015 года в связи с ремонтом Октябрьского тоннеля на Садовом кольце ночные троллейбусы Б (Бч) и Бк были заменены на автобусы того же маршрута.
В сентябре 2013 года в связи с закрытием конечной станции метро «Юго-Западная» была открыта новая линия по улицам Покрышкина и Озёрная, по которой были продлены маршруты № 62 и 84.
В январе 2014 года генеральный директор ГУП «Мосгортранс» Евгений Михайлов в интервью телеканалу «Москва-24» сообщил о том, что «приобретение меньшего количества троллейбусов связано с разработкой плана реформирования троллейбусного движения до 2020 года, предусматривающего вывод из эксплуатации троллейбусов и замену подвижного состава на автобусы».
В перспективе была возможна замена троллейбусов на электробусы «ЛиАЗ-6274», которые курсировали бы на текущих троллейбусных маршрутах Москвы.
В 2014 году мэр Сергей Собянин заявил о сокращении сети с ликвидацией её участков в центре с заменой на автобусы и электробусы по программам «Моя улица» и «Магистраль».
В 2014—2015 годах велось строительство линии по Лужнецкому проезду и улице Хамовнический вал. Строительство было завершено в 2015 году, но регулярное пассажирское движение по линии так и не было открыто — некоторое время по ней следовали рейсы маршрута Б на обеденный отстой на конечной «Лужники-Южные».
С 2016 года Москва начала передавать бывшие в употреблении троллейбусы в другие города. Троллейбусы из Москвы получили Ульяновск, Саратов, Йошкар-Ола, Иваново, Рязань, Махачкала, Ростов-на-Дону, Брянск, Черкесск, Орёл, Березники, Вологда, Воронеж, Энгельс, Нижний Новгород, Балаково и Тула. Всего с 2016 года регионы получили из столицы 440 единиц подвижного состава, в 2020 году была запланирована передача ещё 366 троллейбусов.
В 2016—2017 годах, в ходе выполнения программ «Моя улица» и «Магистраль», троллейбусная сеть была почти полностью демонтирована в центре города, вместо части троллейбусных маршрутов запустили автобусы.
Политика по закрытию троллейбусных маршрутов в центре города и планы по дальнейшему сокращению троллейбусного движения до 2020 года подвергалась критике экспертов и горожан. 29 января 2017 года на Суворовской площади состоялся митинг за сохранение троллейбусной сети, на котором присутствовали около 900 человек.
20 апреля 2018 года закончился приём заявок по конкурсу на поставку в Москву первых 200 электробусов, которые планировалось запустить в эксплуатацию осенью того же года на линиях, дублирующих маршруты троллейбусов № 7, 34к, 42, 76, 36, 83, 73 и 80. Водителей троллейбусов намеревались переучить на водителей электробусов, тем самым сохранив для них рабочие места. Мэрия Москвы заявляла, что к концу 2019 года по улицам столицы будет курсировать 600 электробусов, а Москва войдёт в тройку городов Европы и Америки, имеющих наибольшую долю электробусов. Однако вопреки заявлениям правительства Москвы в действительности на май 2019 года в столицу было поставлено всего лишь 100 электробусов по первым двум контрактам, согласно которым к 1 апреля 2019 года в городе должно было быть поставлено 200 машин, и разыгран третий контракт на 100 машин.
Летом 2018 года стало известно о планах полного закрытия троллейбусного движения в Москве к осени 2020 года. Предполагалось перепрофилирование оставшихся троллейбусных площадок под электробусные (площадку «Ленинградская» филиала «Центральный») и под автобусные (площадку «Ходынская» филиала «Центральный», а также филиал «Черёмушкинский»). Ранее часть из площадок предполагалось переформировать в совмещённые автобусно-троллейбусные парки.
Весной 2019 года по приказу Дептранса Москвы ГУП «Мосгортранс» начал массовый демонтаж участков контактной сети, более не использующейся действующими маршрутами. Были демонтированы и совершенно новые участки контактной сети, установленные после реконструкции по программе «Моя улица», которые никогда не эксплуатировались.
Полное прекращение троллейбусного движения изначально было запланировано на сентябрь — октябрь 2020 года. В 2018—2020 годах правительство Москвы закупило несколько сотен электробусов и автобусов, которые должны были заменить оставшиеся троллейбусы.
25 августа 2020 года оставшиеся маршруты № 28, 59, 60, 64, 72 были переведены на обслуживание автобусами, а маршрут № м4 — электробусами. В этот день в 3:14 ночи последний троллейбус БКМ-321 № 8341 заехал в 7-й парк на Нагатинской улице.
По остальным маршрутам поедут электробусы и автобусы. Сейчас в парке 450 электробусов, до конца года их будет 600, а к 2024 году – более 2,6 тыс., рассказал генеральный директор ГУП «Мосгортранс» Леонид Антонов.
4 сентября 2020 года был запущен музейный маршрут № Т: Метро «Комсомольская» — Елоховская площадь через Новорязанскую улицу (на которой с 1937 года располагался второй троллейбусный парк) как «знак уважения» троллейбусу, при этом линия по части нечётной стороны Новорязанской улицы была создана с нуля. На базе парка будет открыт Музей транспорта Москвы, в экспозицию которого войдут троллейбусы разных лет. На маршруте регулярно стали работать два троллейбуса модели СВаРЗ-МАЗ-6275, а в праздничные дни планировалась работа двух ретро-троллейбусов модели ЗиУ-5.
После закрытия движения, осенью 2020 года и в течение всего 2021 года контактная сеть была демонтирована во всех районах города, за исключением служебной линии в Новокосине.
С 1 апреля 2022 года по 11 ноября 2023 года, на период благоустройства улиц в Басманном районе, музейный маршрут Т был закрыт. В августе 2022 года была демонтирована линия в Новокосине, а также сохранявшиеся участки линии по чётным сторонам Бакунинской улицы и Стромынки. Одновременно с этим для обслуживания музейного маршрута была реконструирована линия по нечётной стороне Бакунинской улицы, а также построена никогда ранее не существовавшая линия по 5-й Сокольнической улице, улице Матросская Тишина и 1-й Боевской улице с подъездом к СВаРЗ. Таким образом, троллейбусная сеть стала состоять из двух односторонних колец с движением по часовой стрелке: малого, с маршрутным движением и большого, технического.

## Подвижной состав
На единственном маршруте № Т работает 3 троллейбуса СВаРЗ-МАЗ-6275.
Доминирующей моделью был сначала ЗиУ-5, а затем самый массовый в стране и мире ЗиУ-9/682.

### Исторический

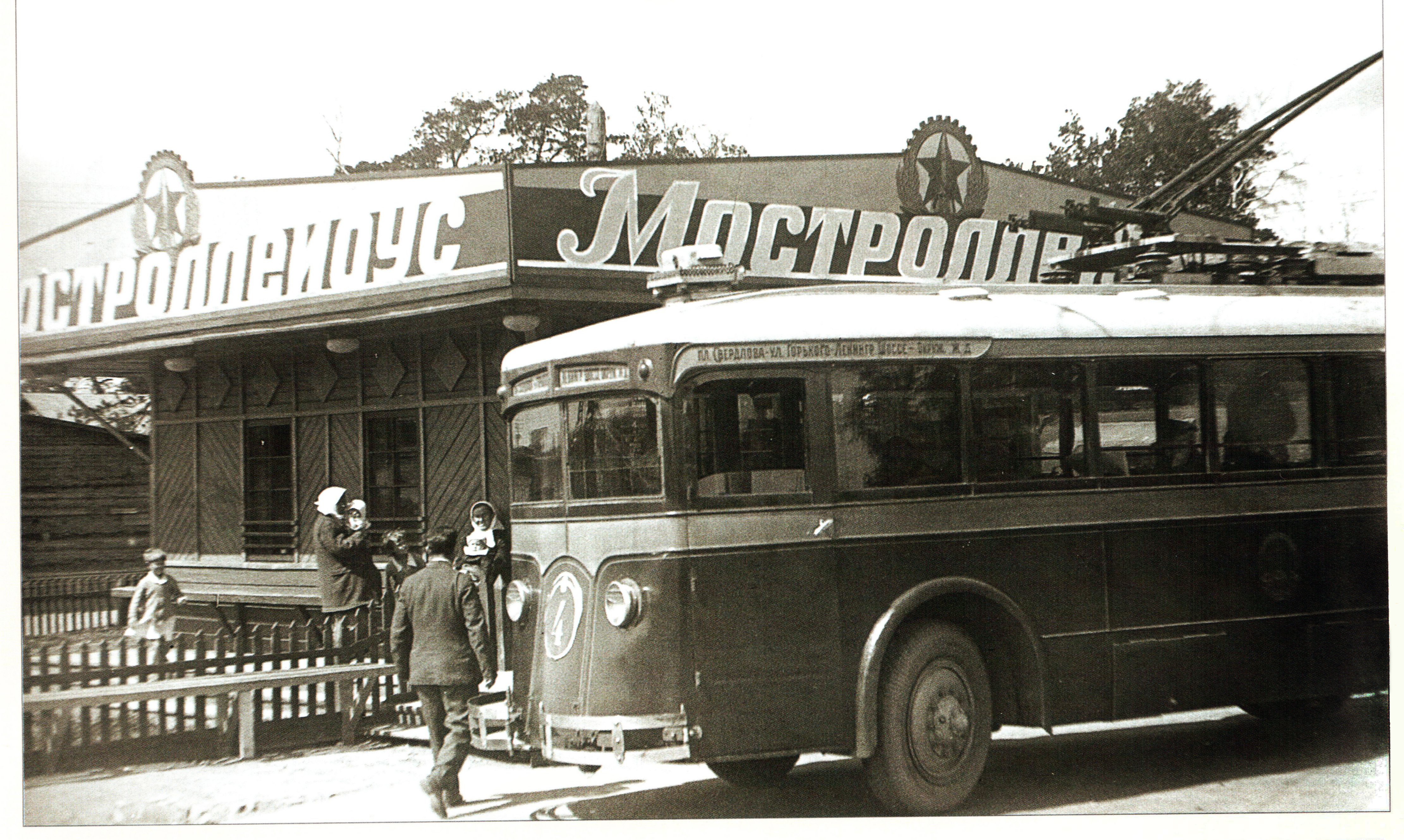
Троллейбус ЛК-2 на конечной станции в селе Всехсвятском, 1934 год

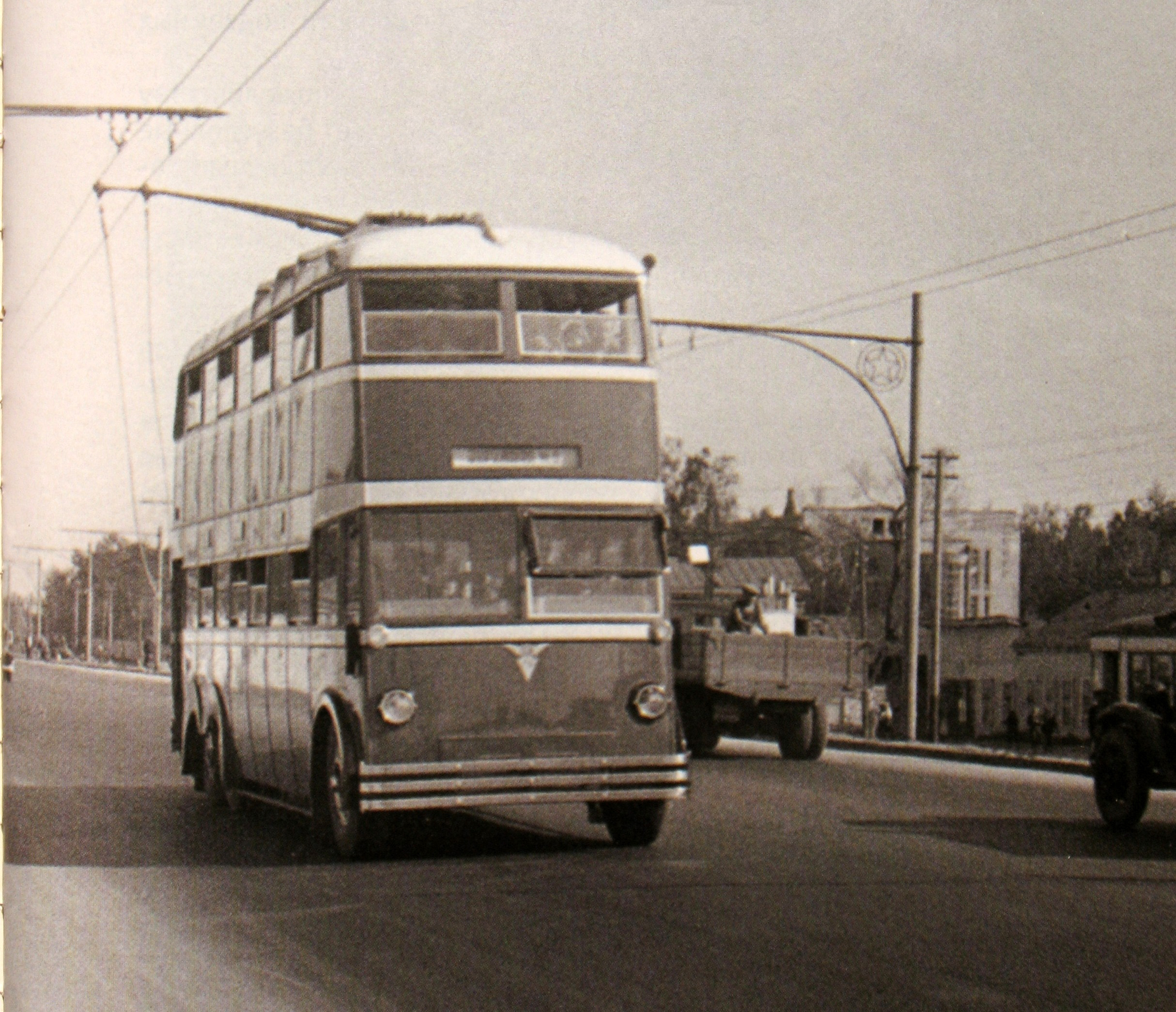
Троллейбус ЯТБ-3 на Ленинградском шоссе, 1937 год

- ЛК-1 — первый советский троллейбус
- ЛК-2, ЛК-4, ЛК-5
- ЛК-3 — первый отечественный трёхосный троллейбус
- ЯТБ-1, ЯТБ-2, ЯТБ-4, ЯТБ-4А
- AEC-664T — английский двухэтажный троллейбус
- ЯТБ-3 — единственный советский двухэтажный троллейбус
- МТБ-82, МТБ-82Д
- СВАРЗ-ТБЭС — экскурсионный троллейбус с панорамными окнами
- СВАРЗ-МТБЭС — городская версия СВАРЗ-ТБЭС
- СВАРЗ-ТС — первые советские сочленённые троллейбусы
- ЗиУ-5 и модификации
- ЗиУ-9, ЗиУ-9Б (вскоре — ЗиУ-682Б), ЗиУ-682В, ЗиУ-682В00, ЗиУ-682В-012, ЗиУ-682В-013, ЗиУ-682Г00, ЗиУ-682Г-013, ЗиУ-682Г-018, ЗиУ-682-Г01, ЗиУ-682ГН, ЗиУ-682ГП.
- ЛиАЗ-МТРЗ-6220
- ЛАЗ-52522
- СВАРЗ-Икарус
- ВМЗ-100
- ЗиУ-683
- Икарус-280T
- ЗиУ-52642
- ТролЗа-5264.01 «Столица»
- ТролЗа-5264.02 «Слобода»
- ТролЗа-5275.00
- ЮМЗ-Т2

### Современный до ликвидации

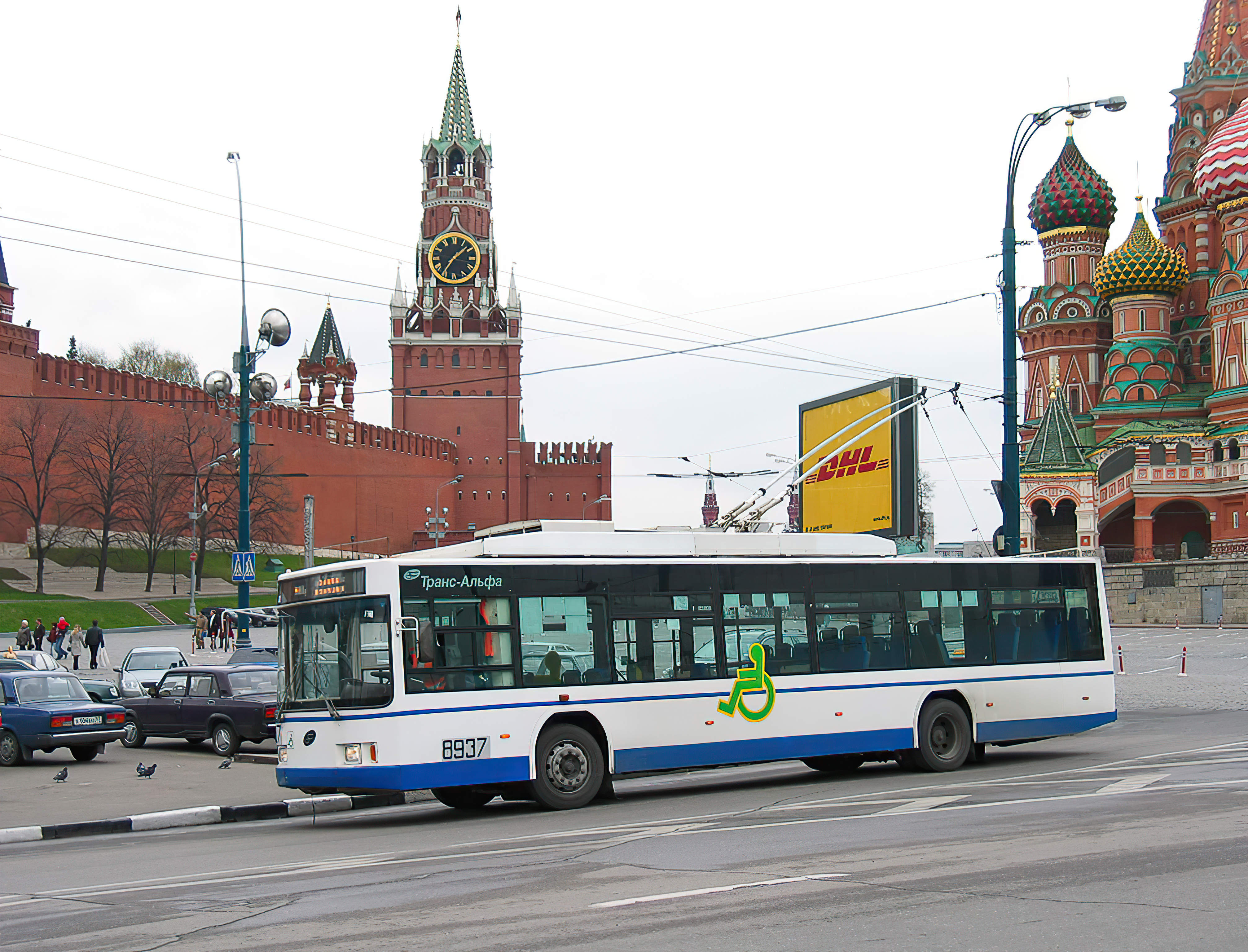
Троллейбус ВМЗ-5298.01 на фоне Кремля, апрель 2007 г.

- Модификации ЗиУ-9: ЗиУ-682Г-012, ЗиУ-682Г-014, ЗиУ-682Г-016, ЗиУ-682Г-017, ЗиУ-682Г-016.02
- Модификации ЗиУ-10: ЗиУ-6205, ТролЗа-62052.01
- ТролЗа-5275.05 «Оптима»
- ТролЗа-5265 «Мегаполис»
- ТролЗа-6206 «Мегаполис»
- АКСМ-101ПС
- АКСМ-20101 — дальнейшее развитие АКСМ-101ПС
- АКСМ-321
- АКСМ-333 — сочленённая версия АКСМ-321
- БТЗ-5276-01
- БТЗ-5276-05
- БТЗ-52761Н
- БТЗ-52761Р
- БТЗ-52763Т
- ВЗТМ-5284
- ВЗТМ-52802
- ВМЗ-5298.01
- ВМЗ-5298.01-50 «Авангард»
- ВМЗ-62151
- ЗиУ-682ГМ
- ЗиУ-682ГМ1
- МТРЗ-6223 — троллейбус на базе автобуса ЛиАЗ-5256
- МТРЗ-5279 «Русь»
- МТРЗ-52791 «Садко» — троллейбус на базе автобуса ЛиАЗ-5292
- МТРЗ-6232 — троллейбус на базе автобуса ЛиАЗ-6213
- Нижтролл
- СВАРЗ-6234 (аналог МТРЗ-6232)[35]
- СВАРЗ-6235.00
- СВАРЗ-6235.01
- ТМЗ-5235
- ЛиАЗ-52802 (аналог МТРЗ-52791)
- СВАРЗ-МАЗ-6275

### Передача троллейбусов в другие города
В 2016—2022 годах московские троллейбусы раздавались в регионы.
| Город            | Количество |
| 2016 год         | 2016 год   |
| ---------------- | ---------- |
| Тула             | 25         |
| Саратов          | 20         |
| 2017 год         |            |
| Брянск           | 14         |
| 2018 год         |            |
| Иваново          | 20         |
| Рязань           | 10         |
| Махачкала        | 15         |
| Ростов-на-Дону   | 14         |
| Черкесск         | 7          |
| Березники        | 7          |
| Орёл             | 13         |
| Йошкар-Ола       | 32         |
| Ульяновск        | 15         |
| 2019 год         |            |
| Вологда          | 15         |
| 2020 год         |            |
| Рязань           | 78         |
| Балаково         | 20         |
| Энгельс          | 20         |
| Нижний Новгород  | 30         |
| Воронеж          | 15         |
| Ростов-на-Дону   | 60         |
| Кострома         | 30         |
| Саратов          | 90         |
| Красноярск       | 10         |
| Петрозаводск     | 10         |
| Чита             | 30         |
| Чебоксары        | 8          |
| Новочебоксарск   | 8          |
| Кемерово         | 20         |
| Смоленск         | 30         |
| Таганрог         | 10         |
| Миасс            | 10         |
| Ульяновск        | 30         |
| Дзержинск        | 40         |
| Химки            | 17         |
| 2021 год         |            |
| Томск            | 40         |
| Великий Новгород | 10         |
| Тула             | 25         |
| Хабаровск        | 20         |
| Нижний Новгород  | 40         |
| Калуга           | 10         |
| Ижевск           | 50         |
| Смоленск         | 30         |
| Курск            | 20         |
| Орёл             | 10         |
| 2022 год         |            |
| Миасс            | 9          |
| Всего            |            |
| 2016—2022 годы   | 1037       |

### Троллейбусные поезда
В 1970 году на московском троллейбусном ремонтном заводе был изготовлен троллейбусный поезд киевского изобретателя Владимира Веклича из двух троллейбусов МТБ-82/82Д. В 1986 году в 7-м троллейбусном парке проходили испытания два поезда из двух троллейбусов ЗиУ-682, соединённых по системе Владимира Веклича. К этому времени в СССР троллейбусные поезда успешно эксплуатировались более чем в 20 городах страны (только в Киеве в поездах использовалось 55 процентов всего парка троллейбусов (296 сцепок)). Однако из-за интенсивного движения в городе ГАИ запретила эксплуатацию троллейбусных поездов в Москве.

## Фотогалерея

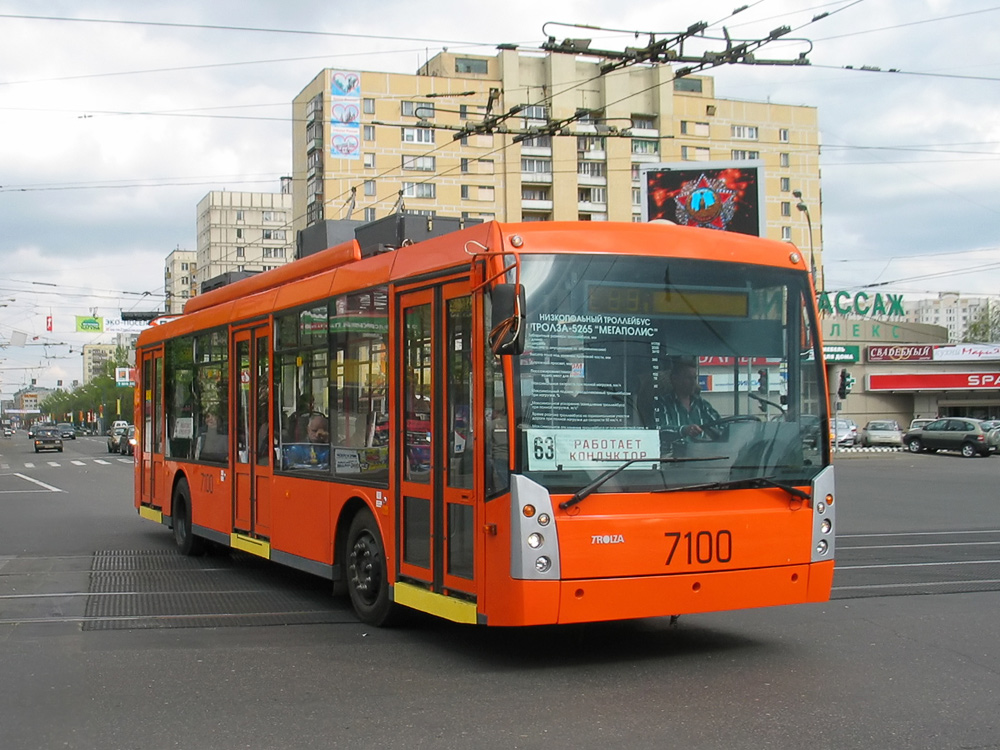
Опытный троллейбус Тролза-5265 «Мегаполис» на испытаниях в Москве, первые дни работы
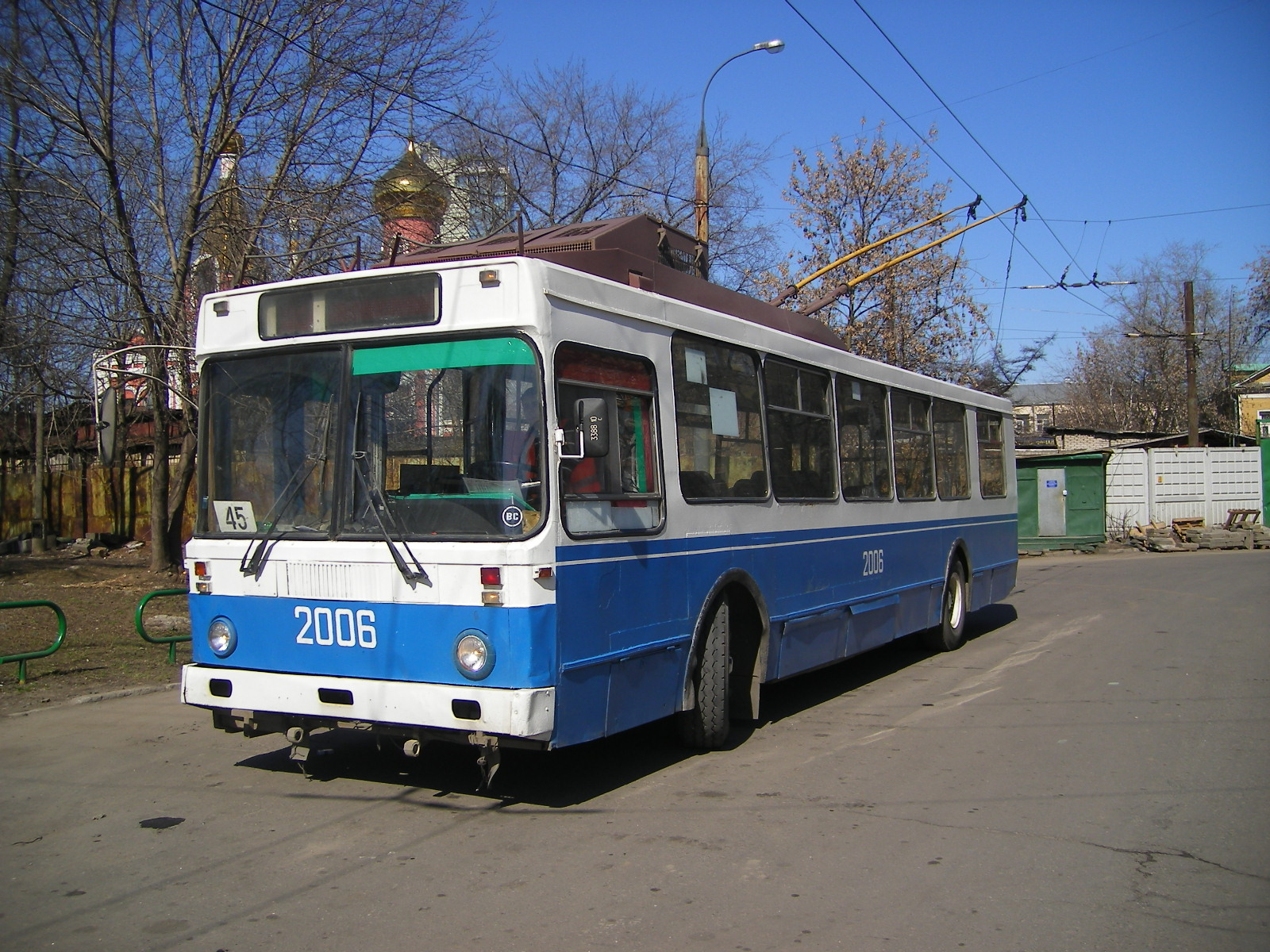
Троллейбус МТРЗ-6223 № 2006
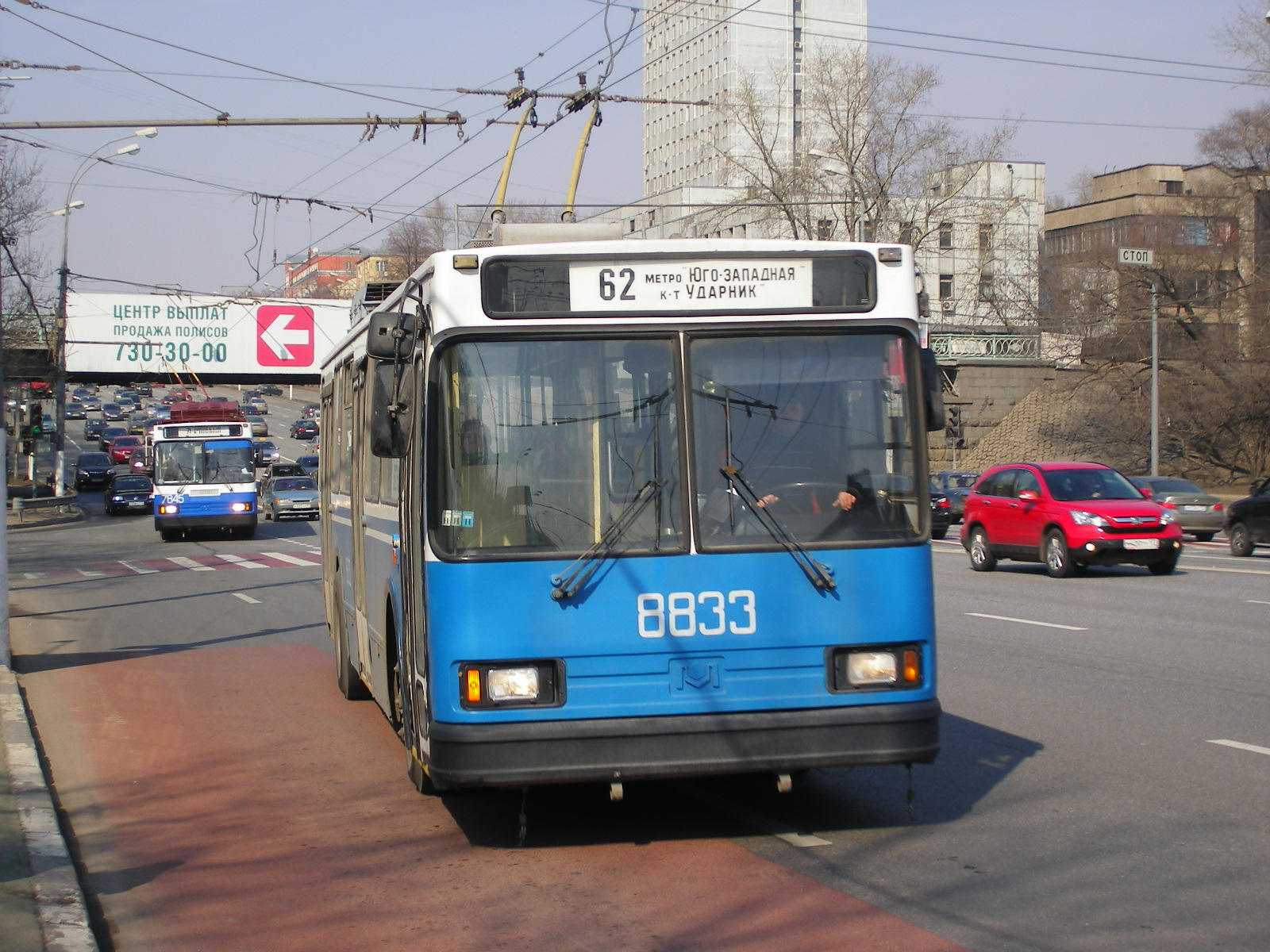
Троллейбусы АКСМ-20101 № 8833 и 7845
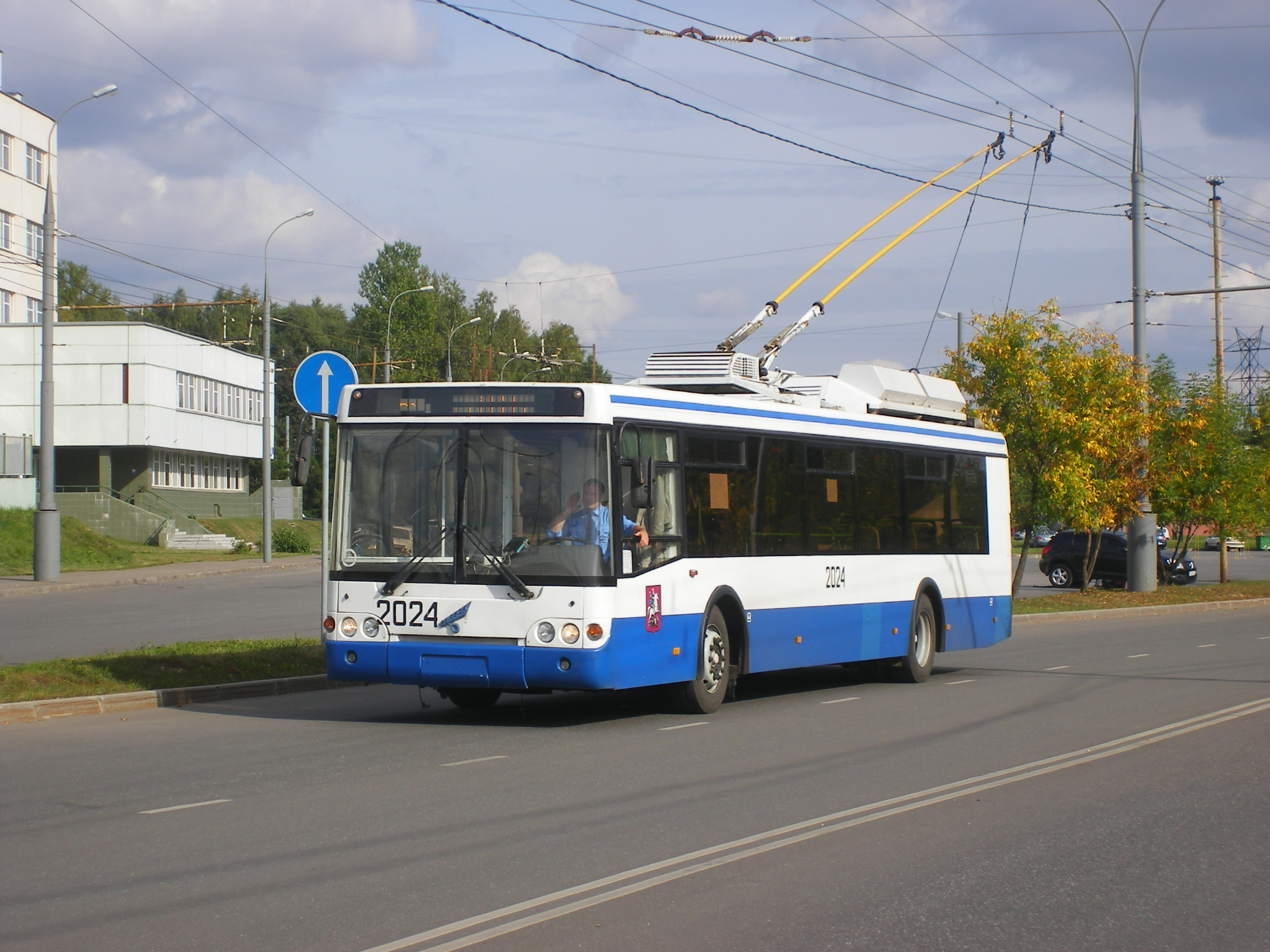
Троллейбус МТРЗ-52791 «Садко» № 2024
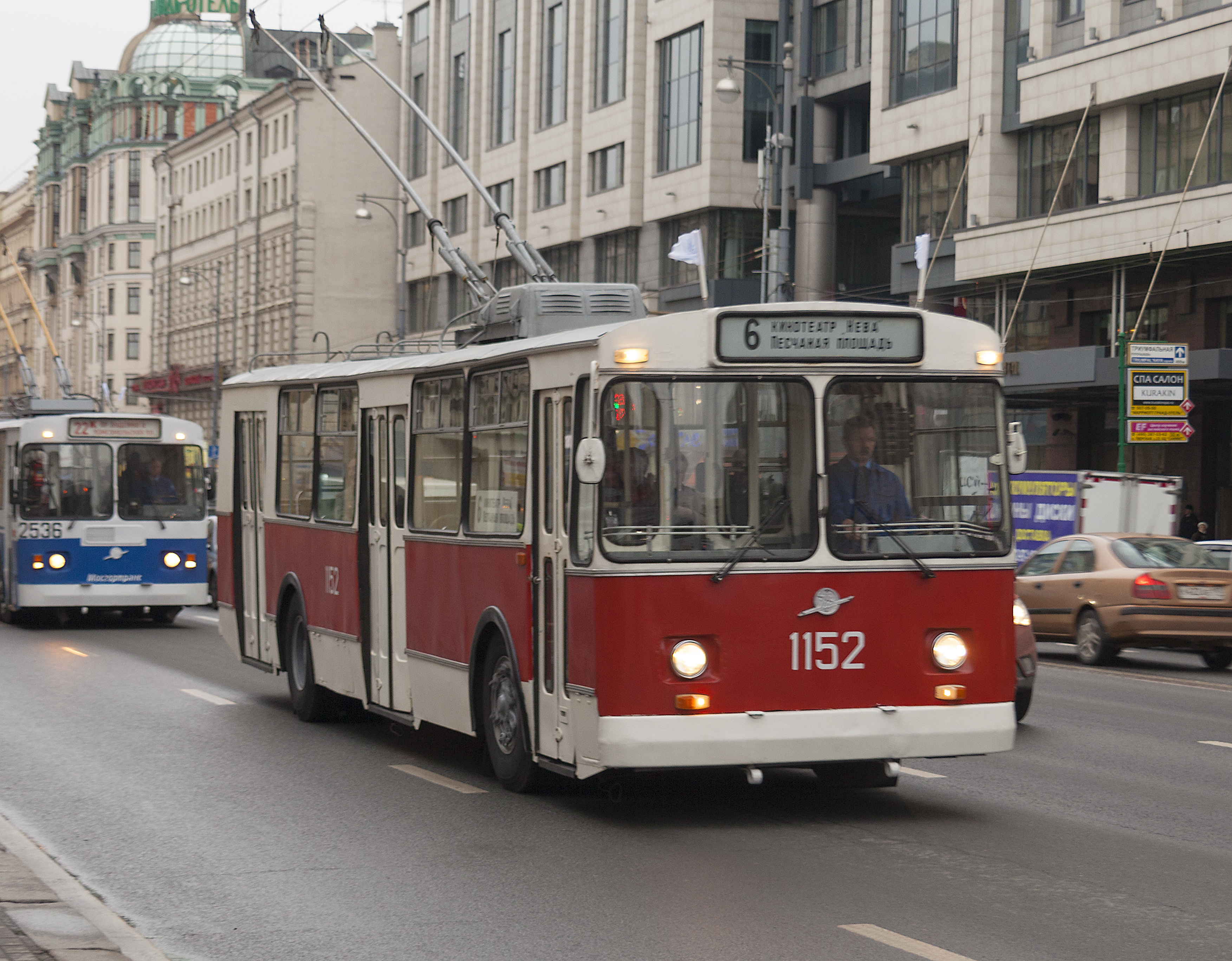
Музейный троллейбус ЗиУ-682В № 1152 с лодочками
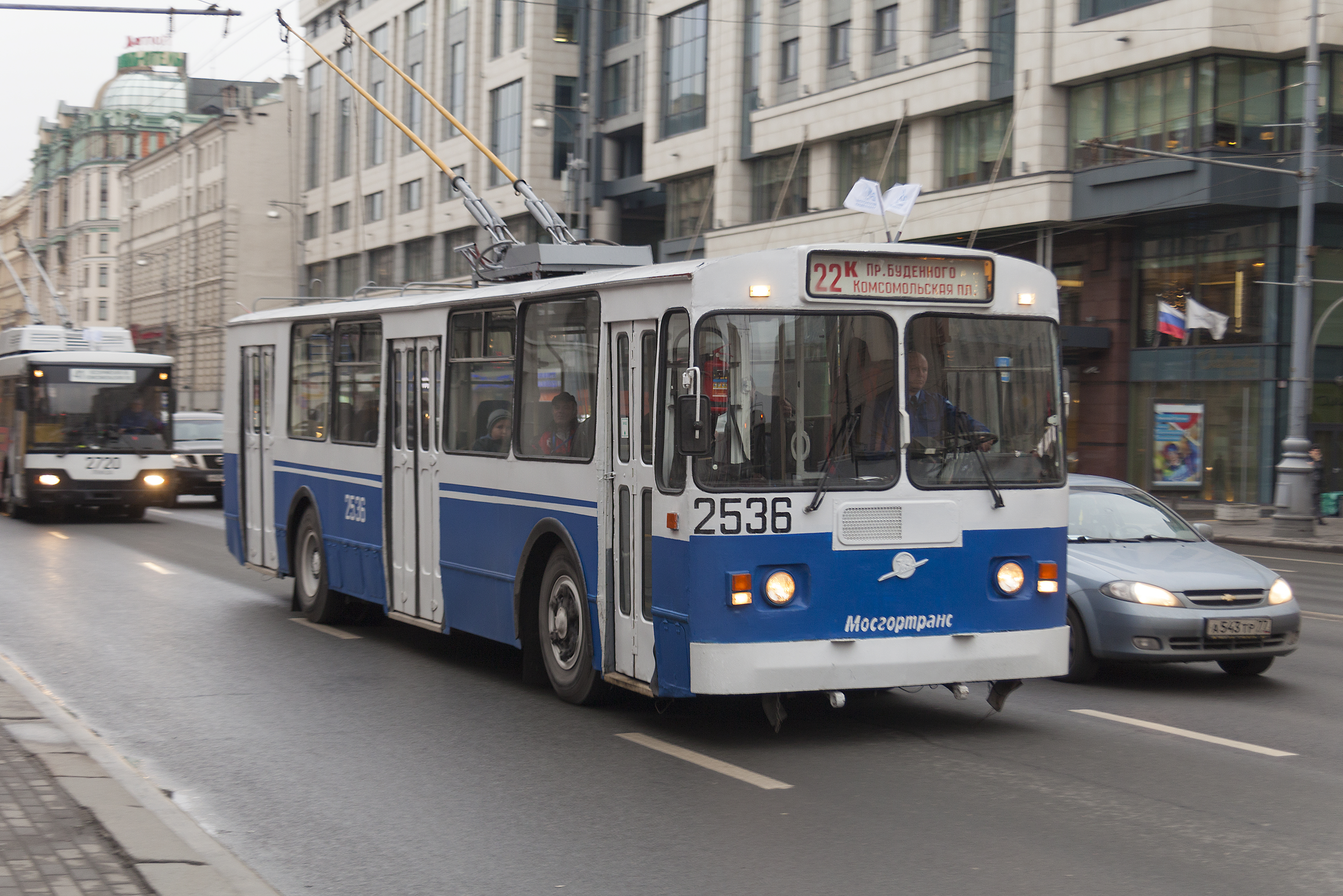
Троллейбус ЗиУ-682Г № 2536
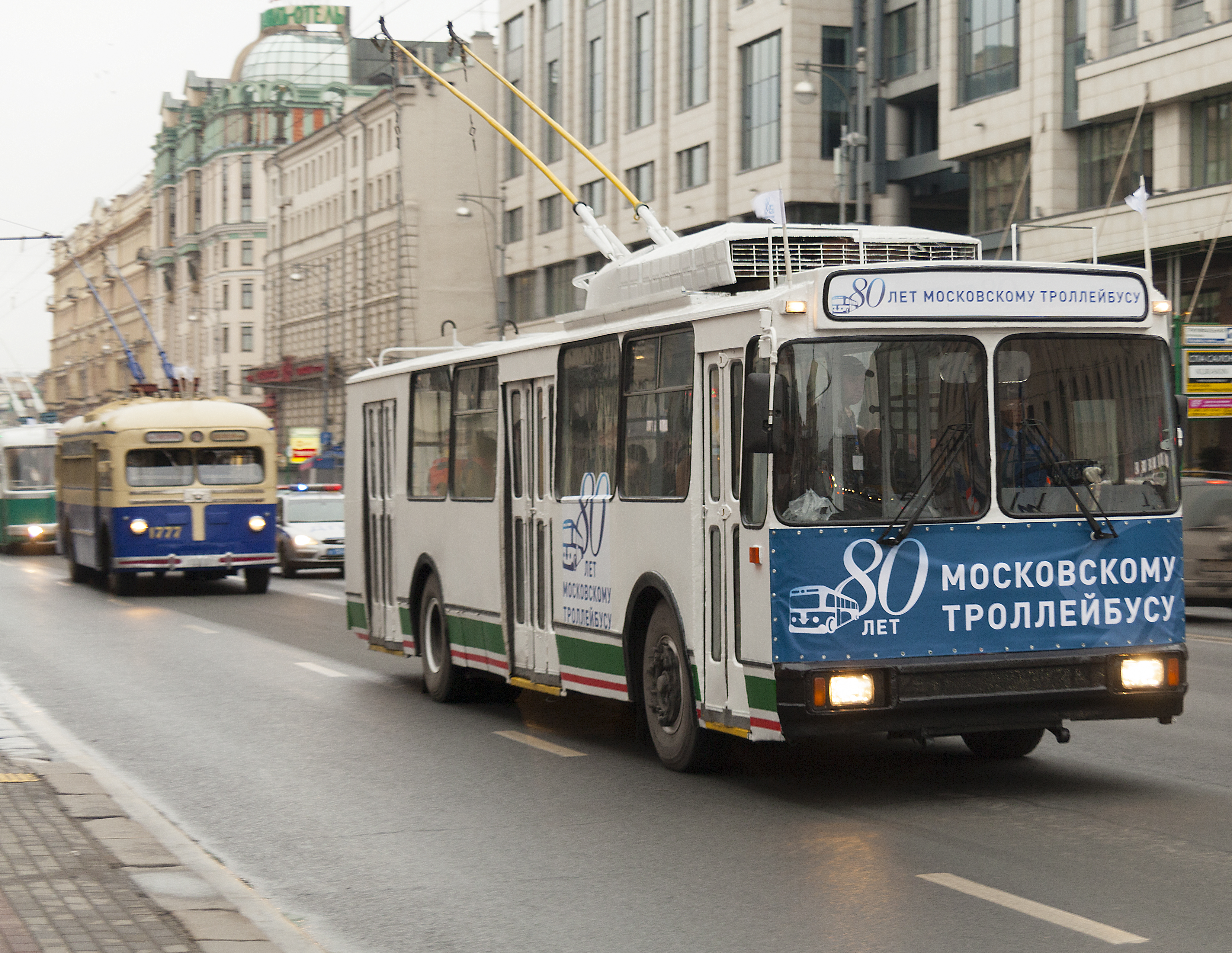
Троллейбус АКСМ-101ПС № 7843
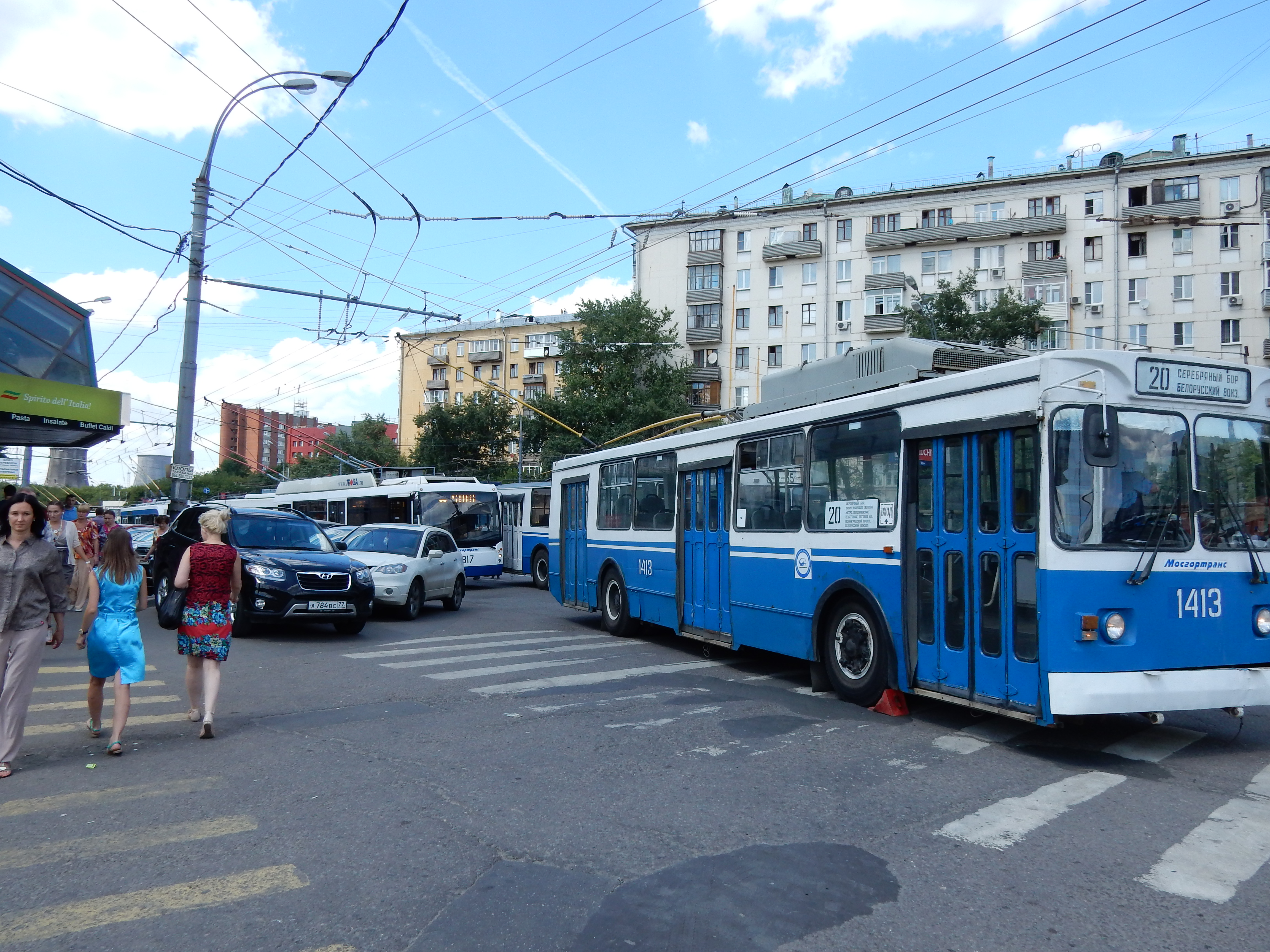
Троллейбус ЗиУ-682ГМ1 (с широкой передней дверью) № 1413
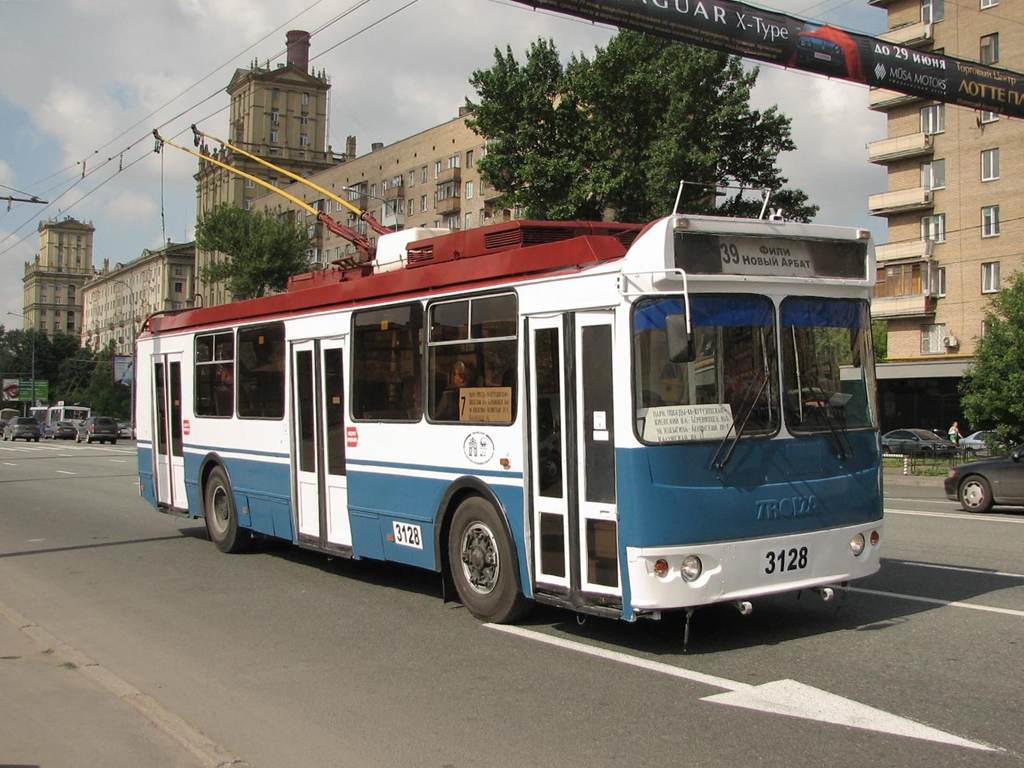
Троллейбус ЗиУ-682Г-016.02 (с широкой 1-й дверью) № 3128
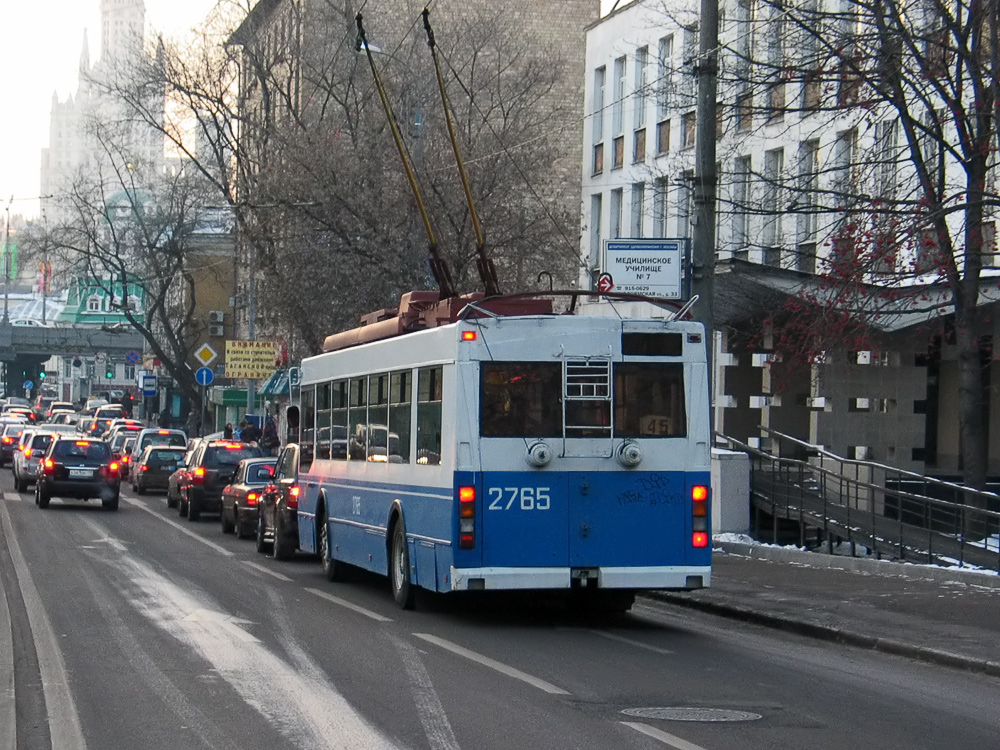
Троллейбус ТролЗа-5275.05 «Оптима» № 2765
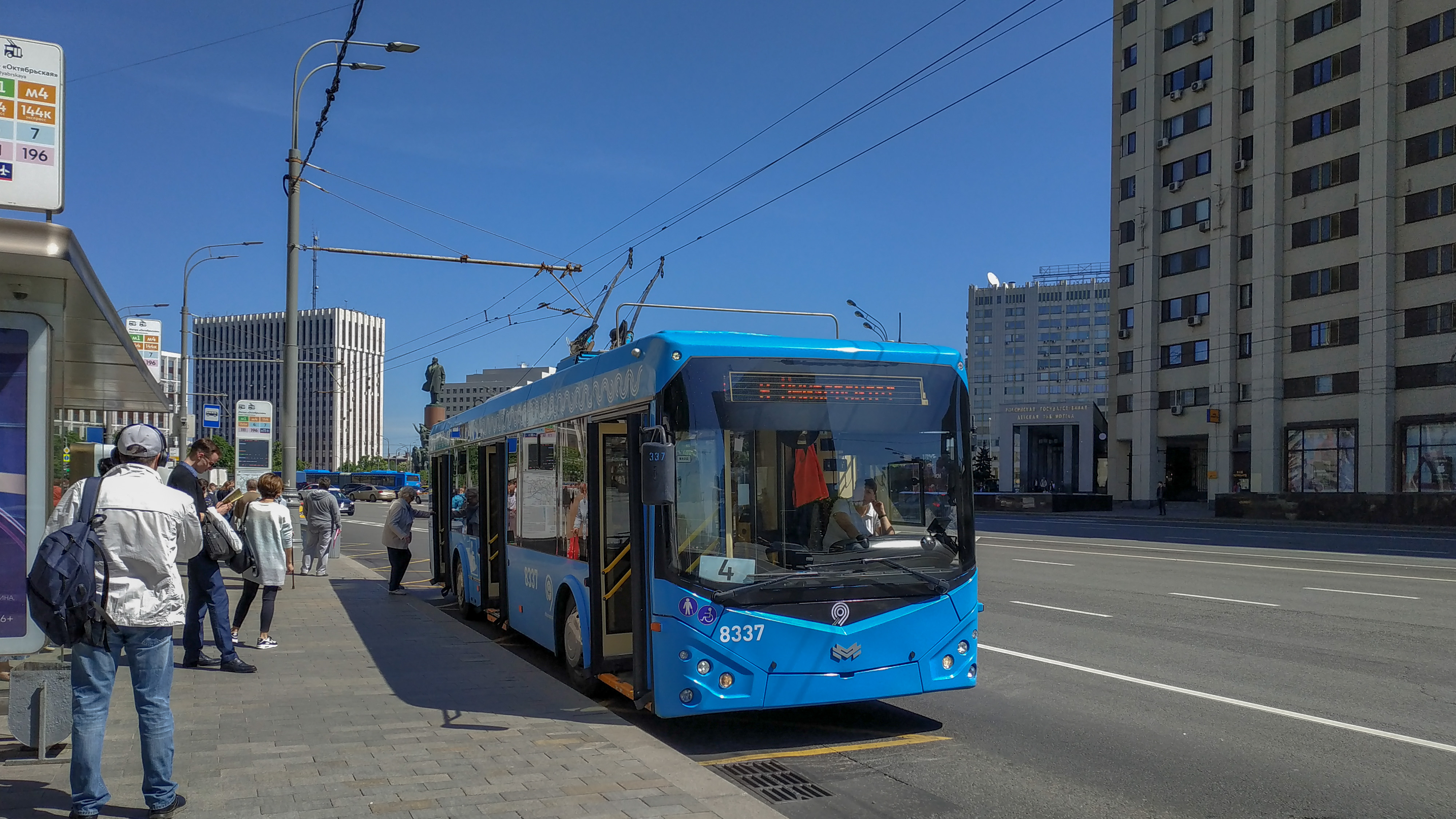
Троллейбус БКМ-32100D, следующий по маршруту № 4 у остановки «Метро „Октябрьская”», май 2019 года
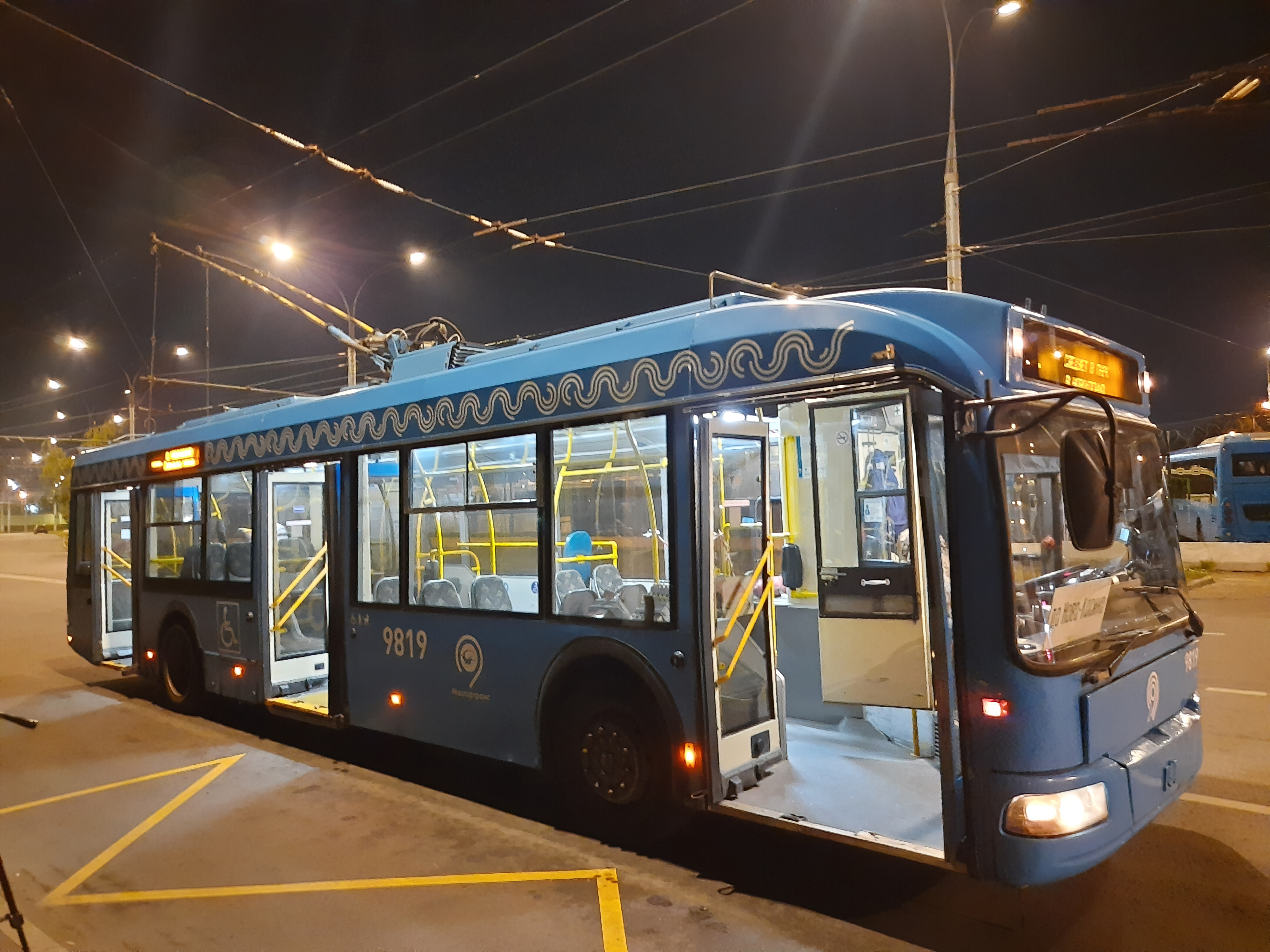
Троллейбус БКМ-321 № 9819 возле парка в Новокосине выполнил последний рейс по маршруту № 64 в Москве
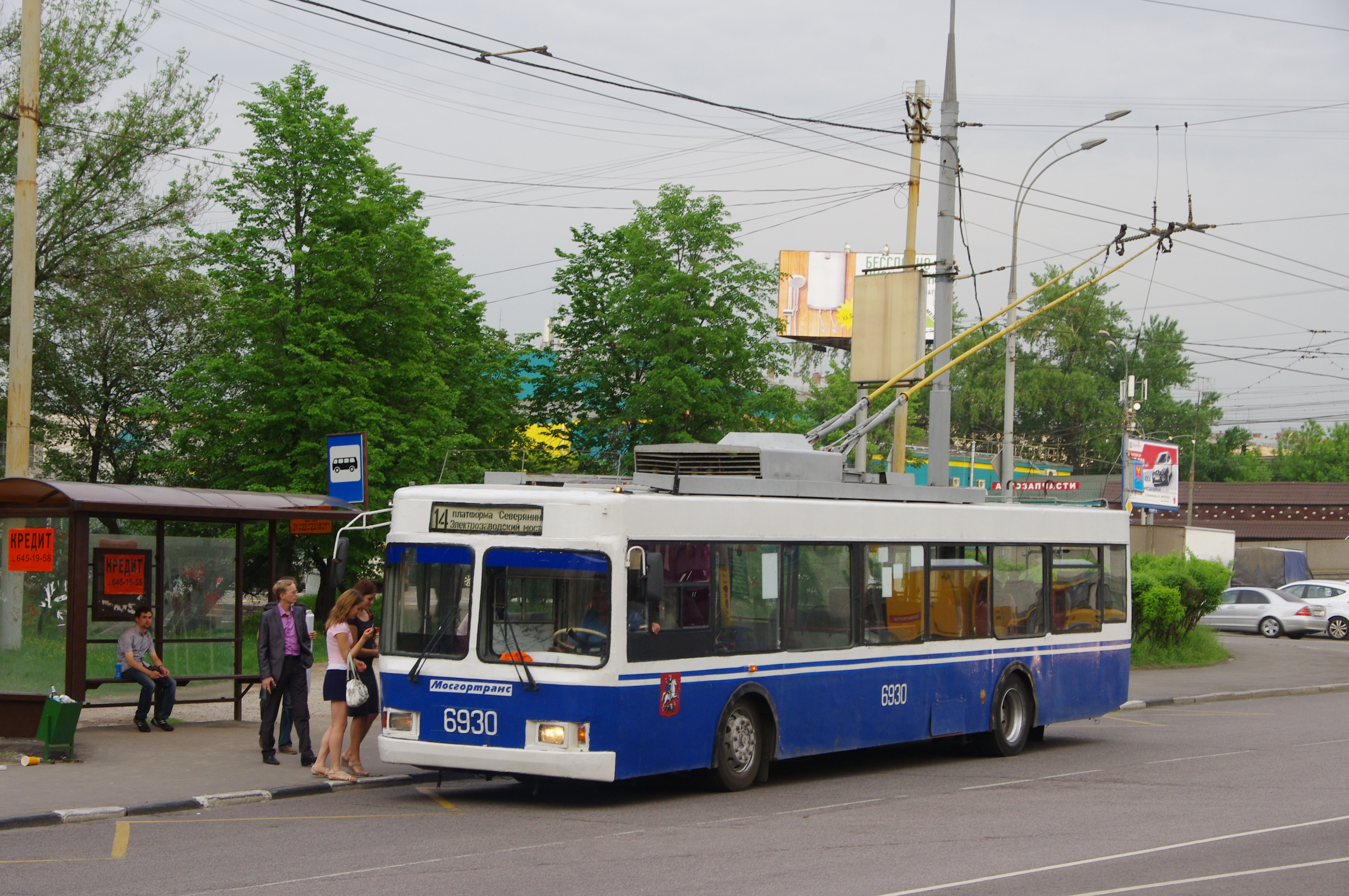
Троллейбус ВМЗ-5298.01 (ВМЗ-475, РКСУ)
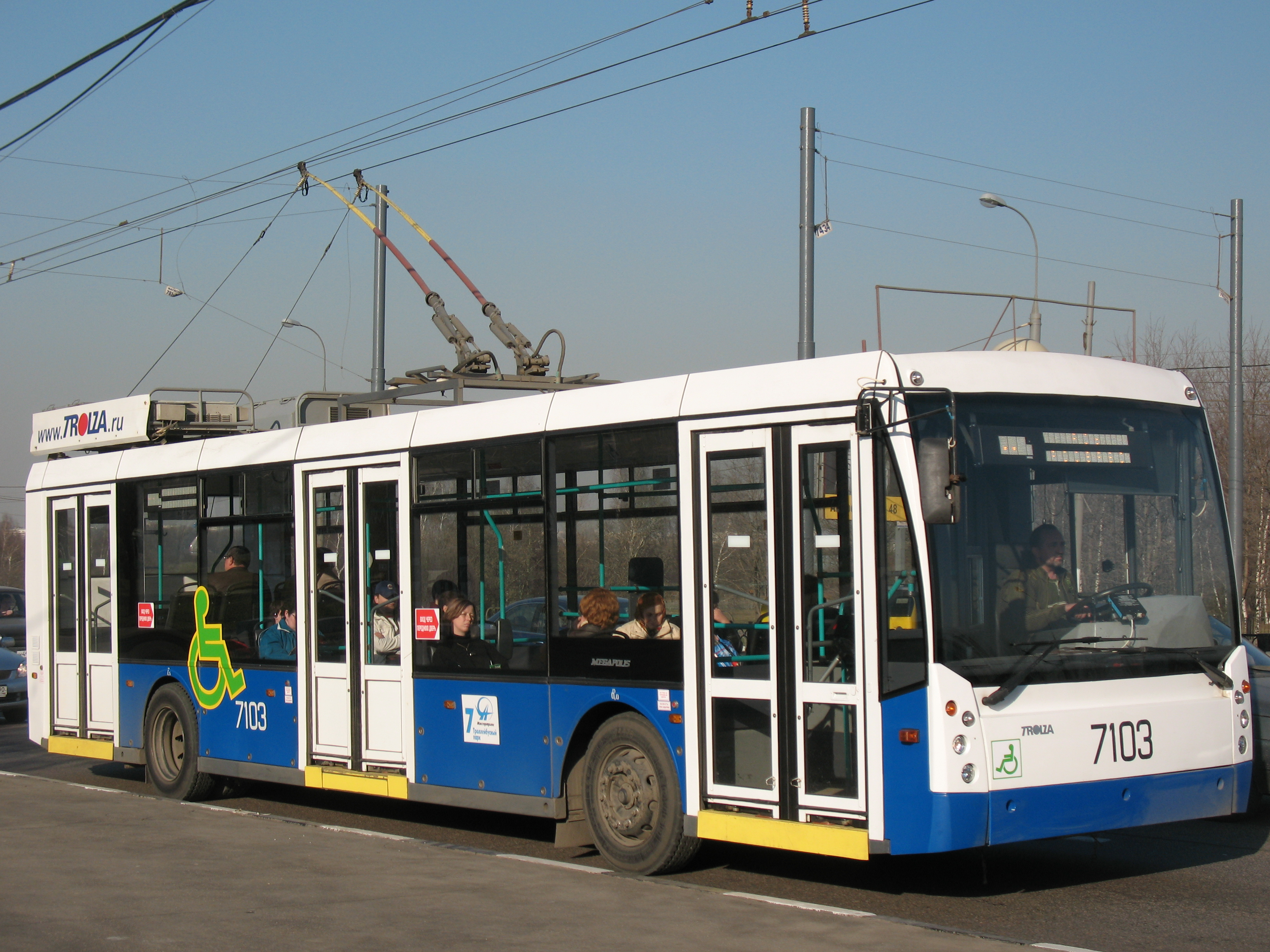
Троллейбус Тролза-5265.02 «Мегаполис» № 7103 в 2007 году
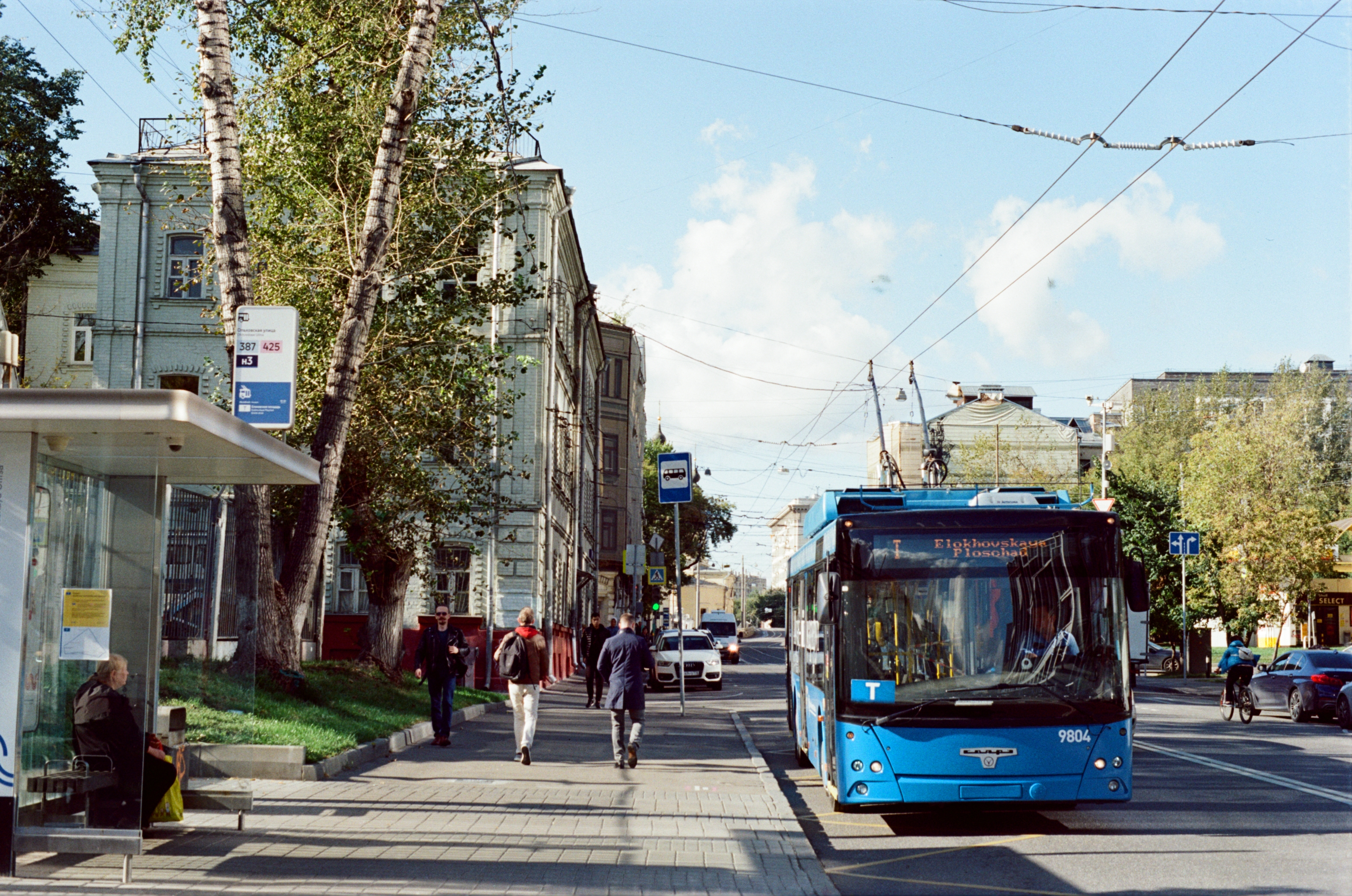
Троллейбус СВАРЗ-МАЗ-6275 на маршруте «T», сентябрь 2020 года
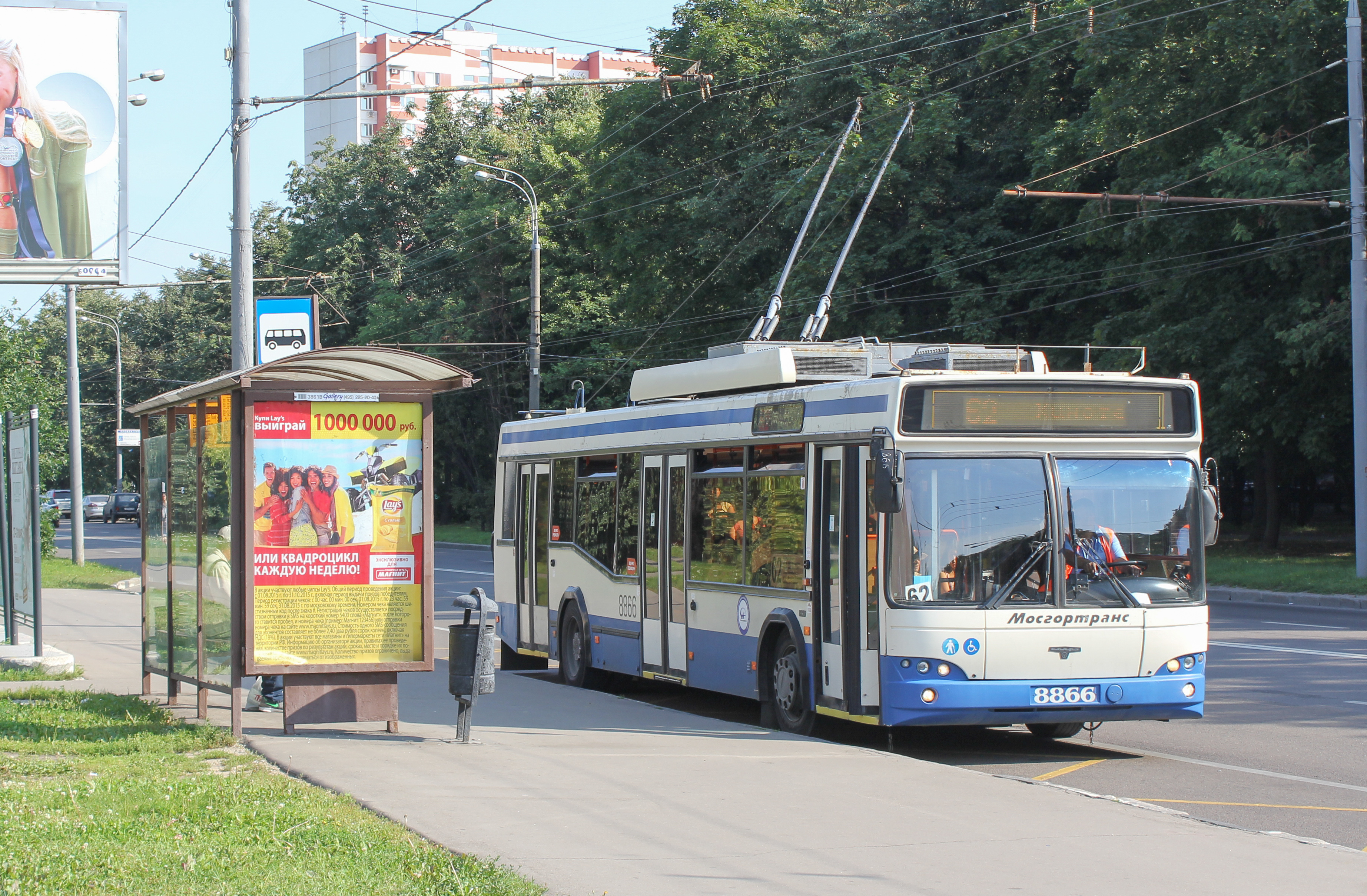
Троллейбус СВАРЗ-6235.00 № 6829
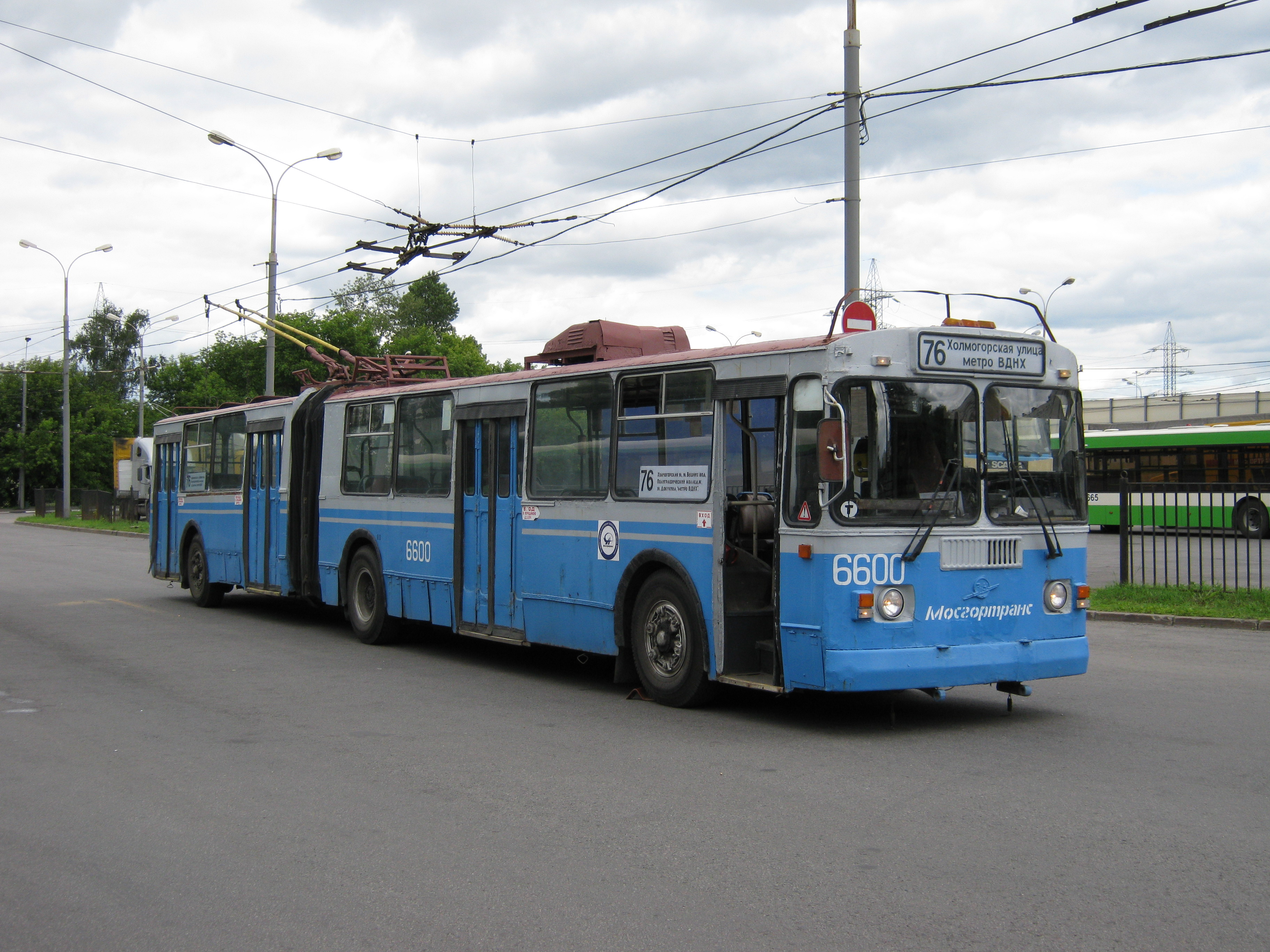
Сочленённый троллейбус ЗиУ-683
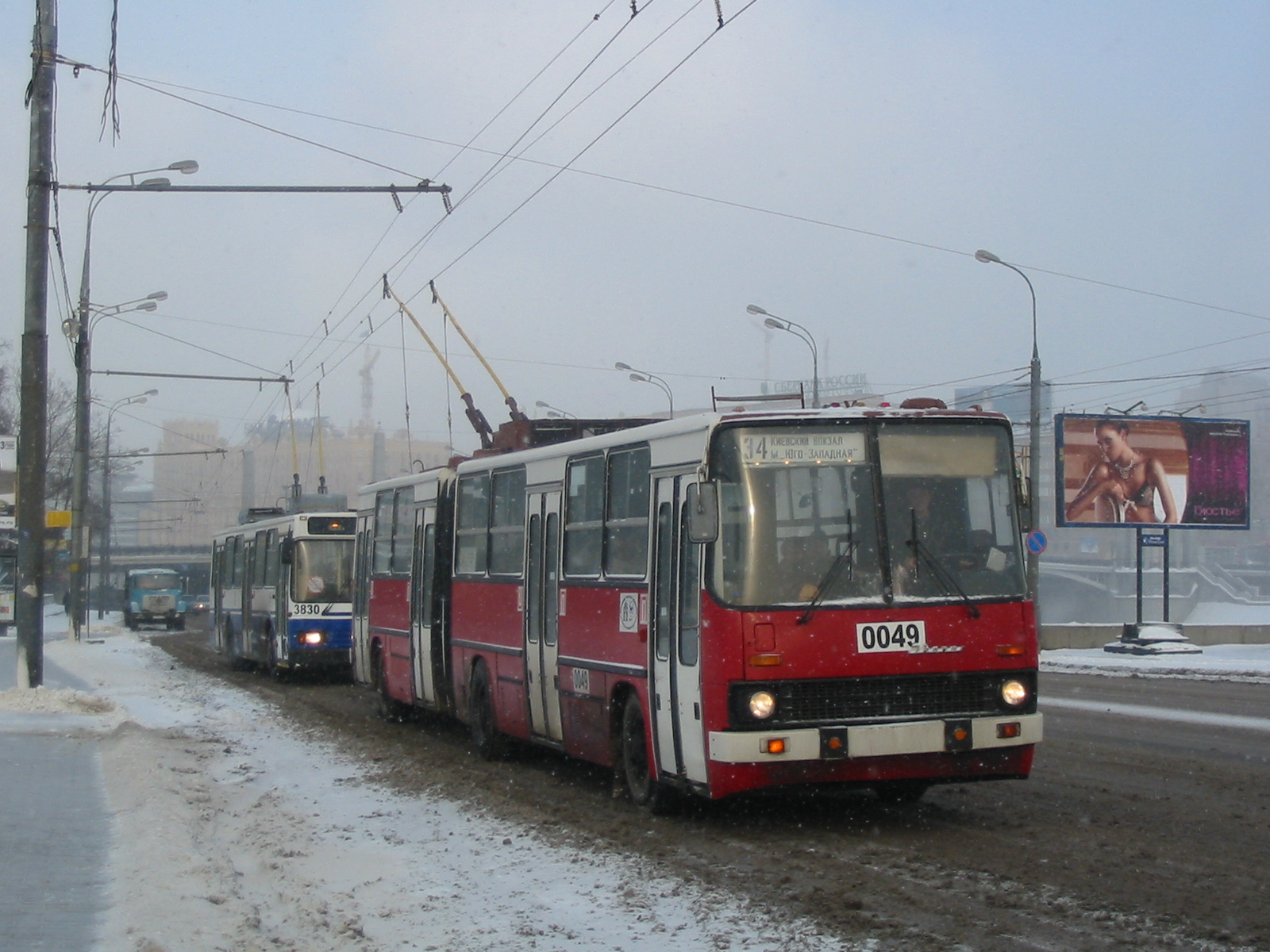
Сочленённый троллейбус Икарус 280Т
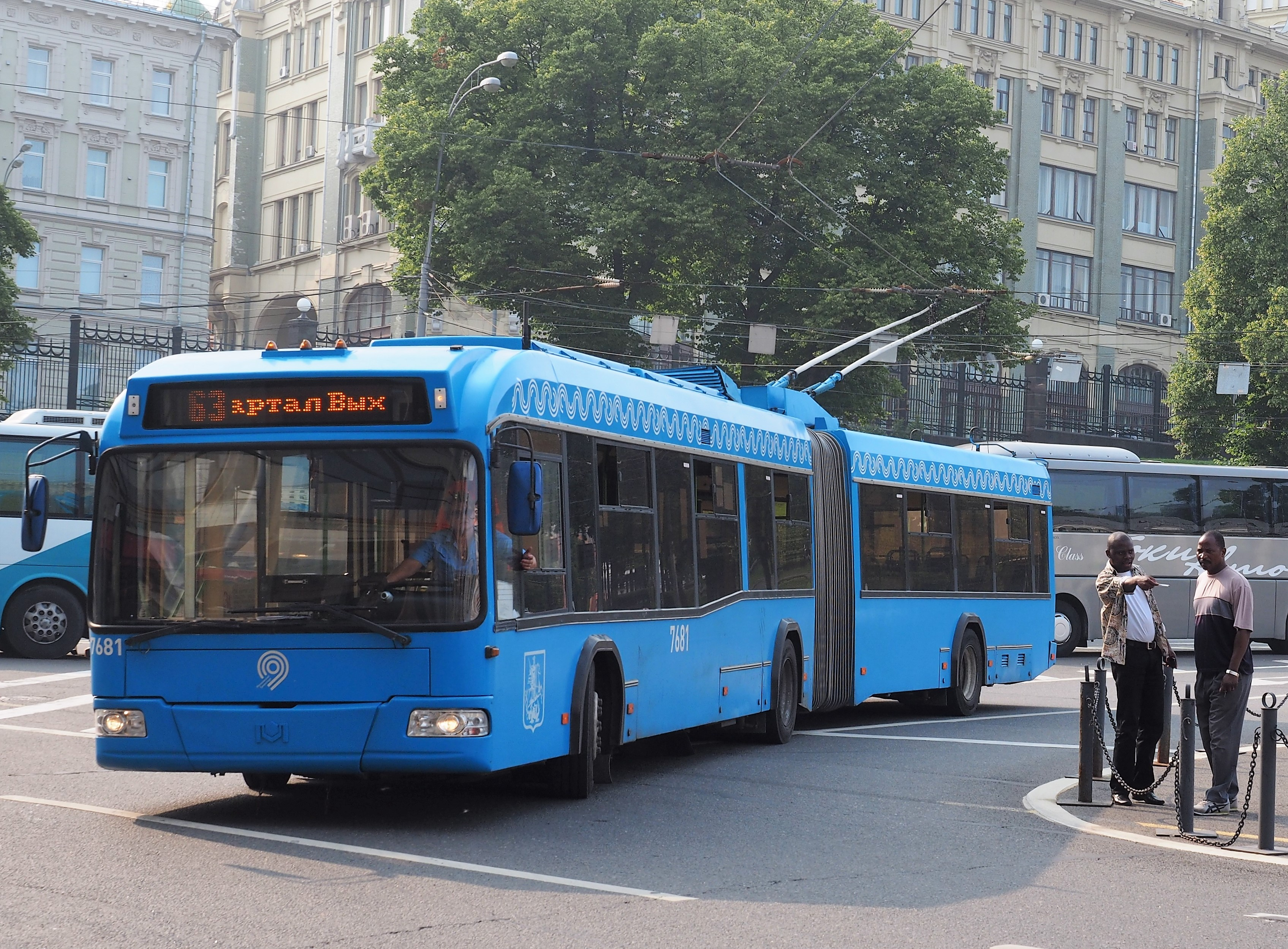
Сочленённый троллейбус АКСМ-333 № 7681
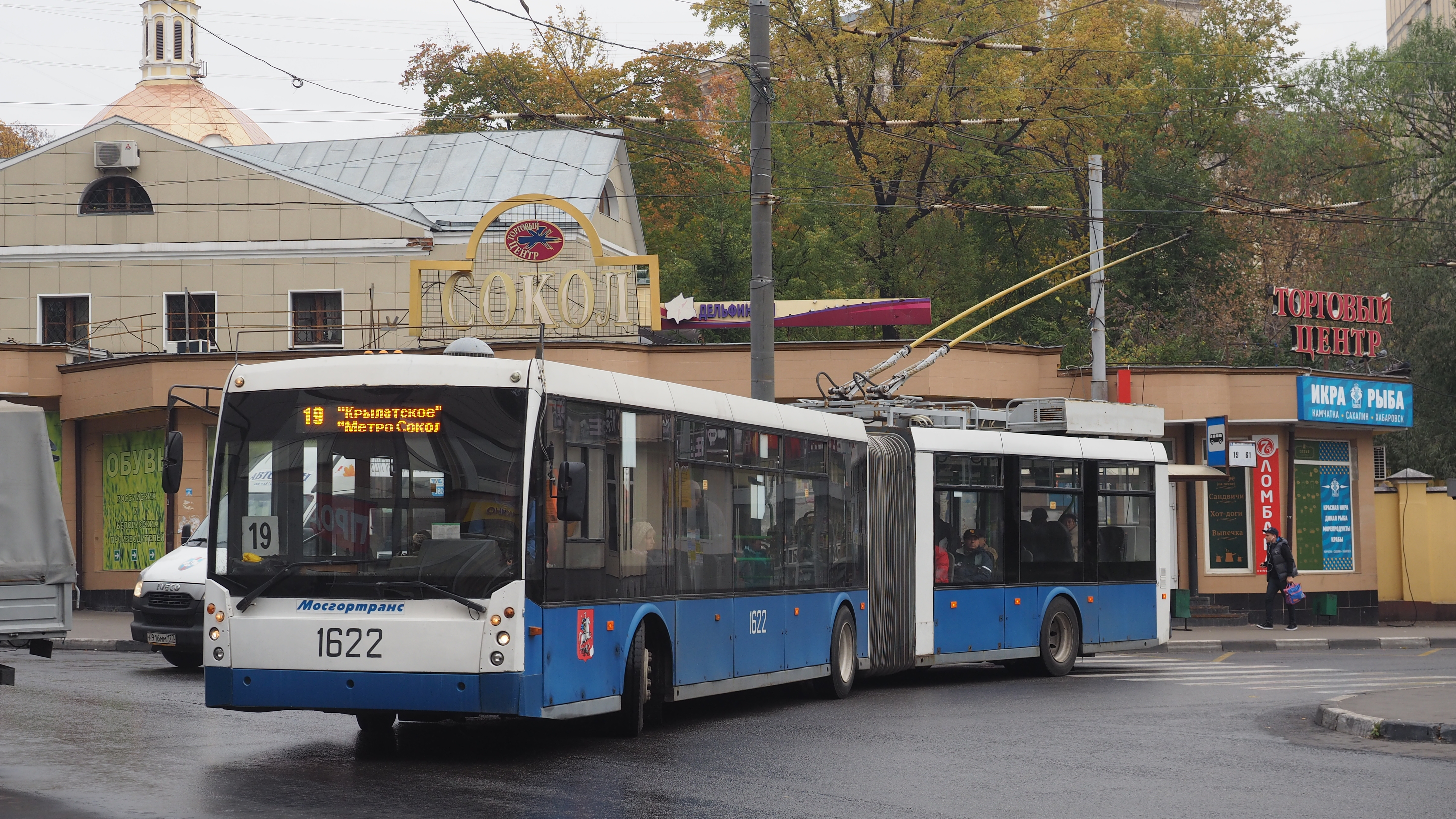
Сочленённый троллейбус Тролза-6206.0 «Мегаполис»
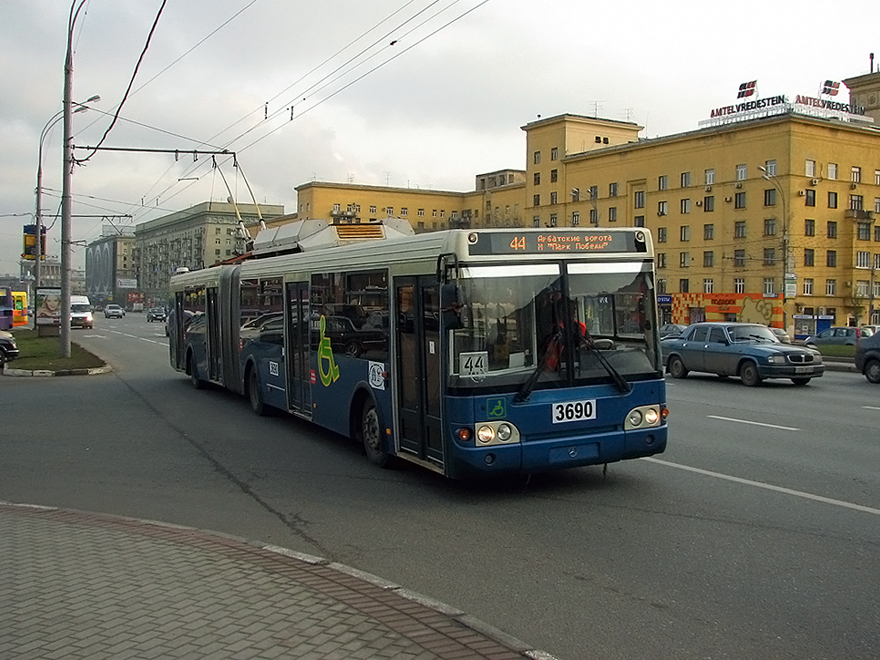
Сочленённый троллейбус МТРЗ-6232
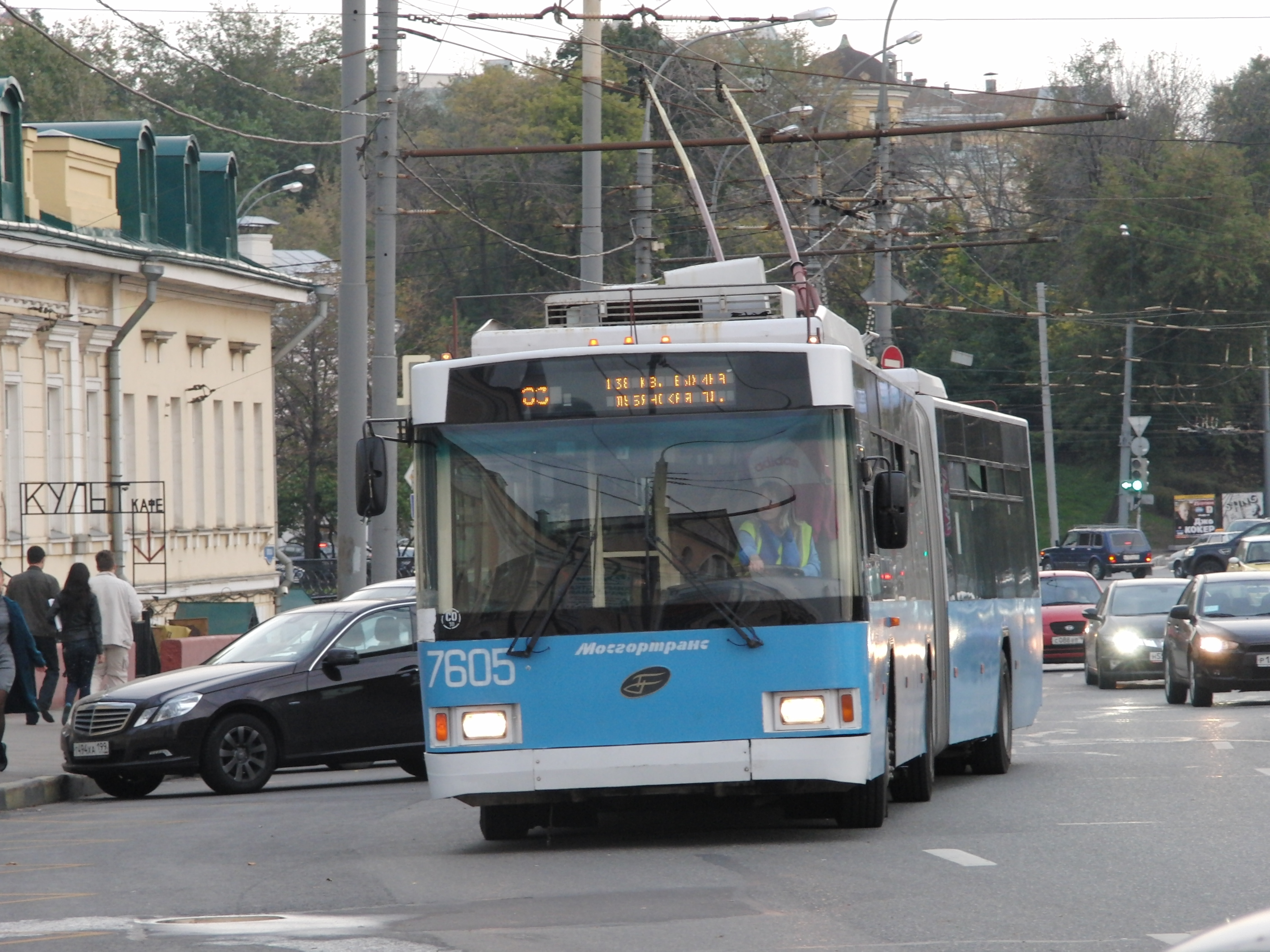
Сочленённый троллейбус ВМЗ-62151 «Премьер» № 7605
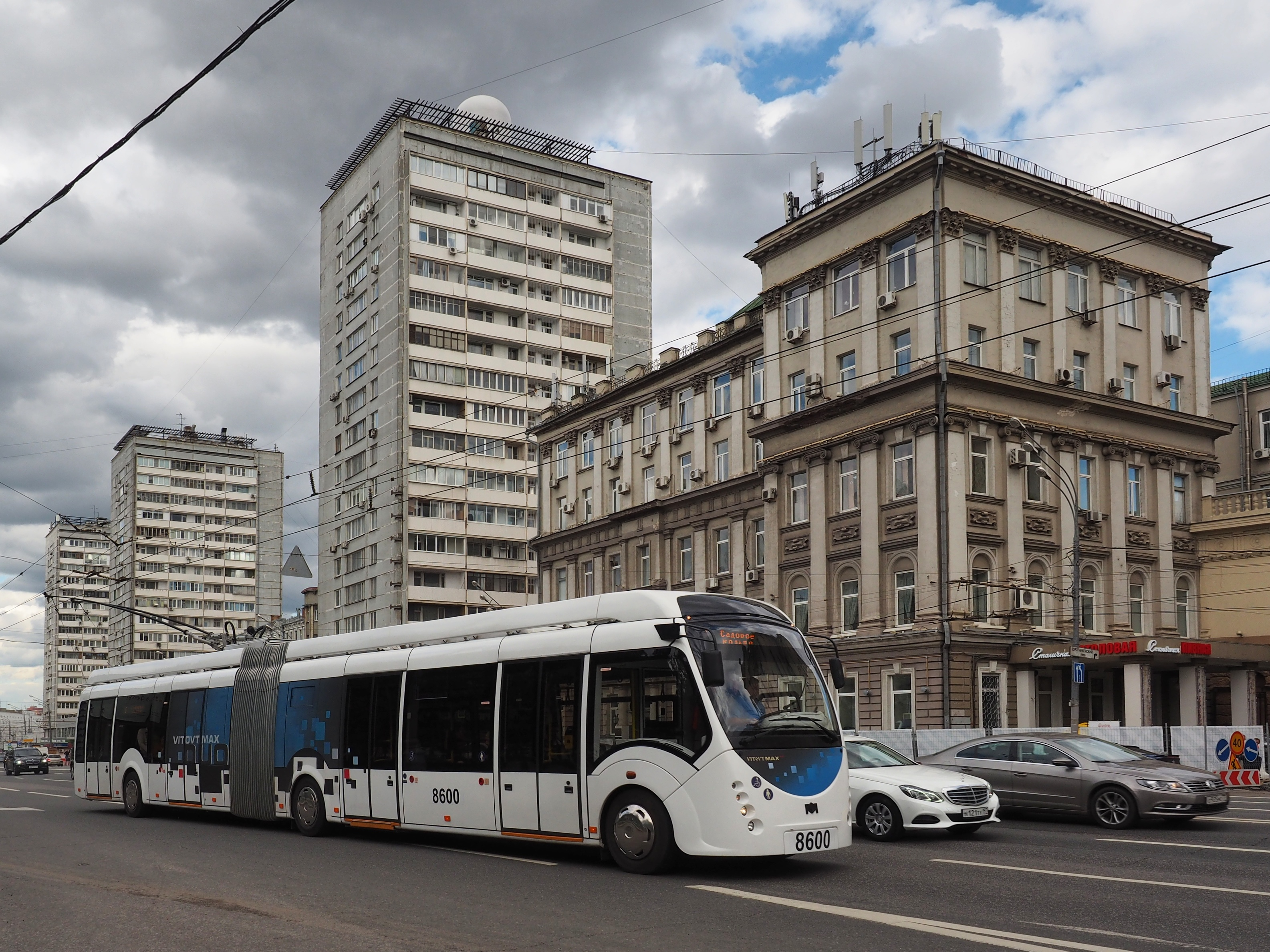
Сочленённый дуобус БКМ-43303A Витовт Max Duo № 8600
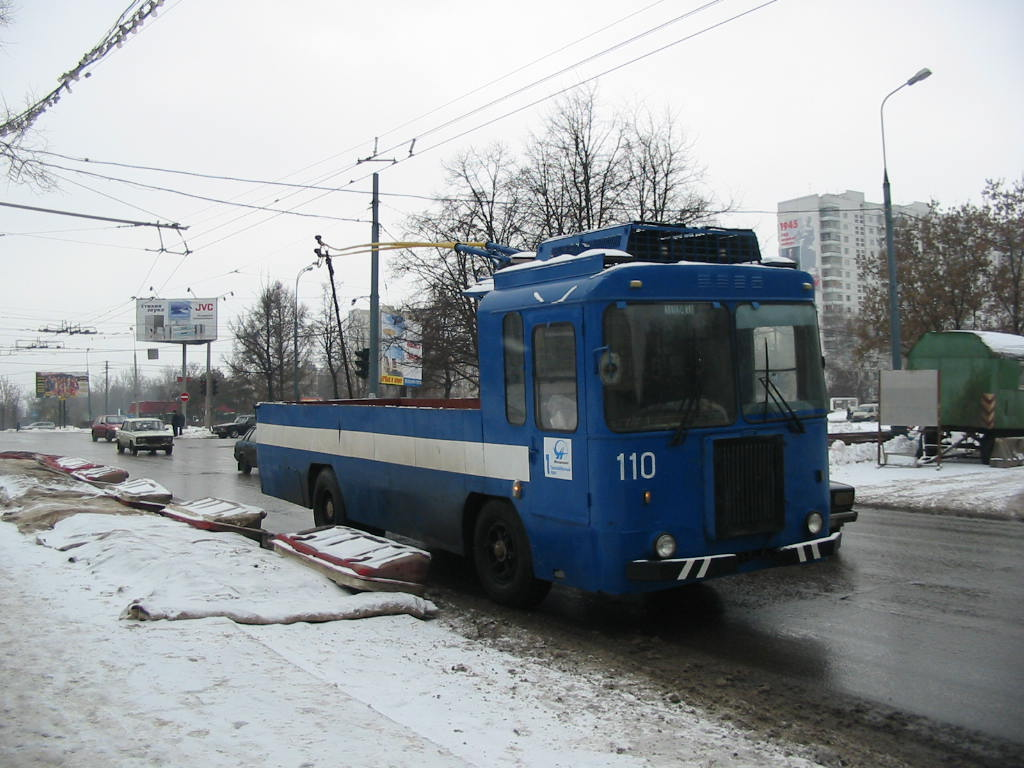
Грузовой троллейбус КТГ-2
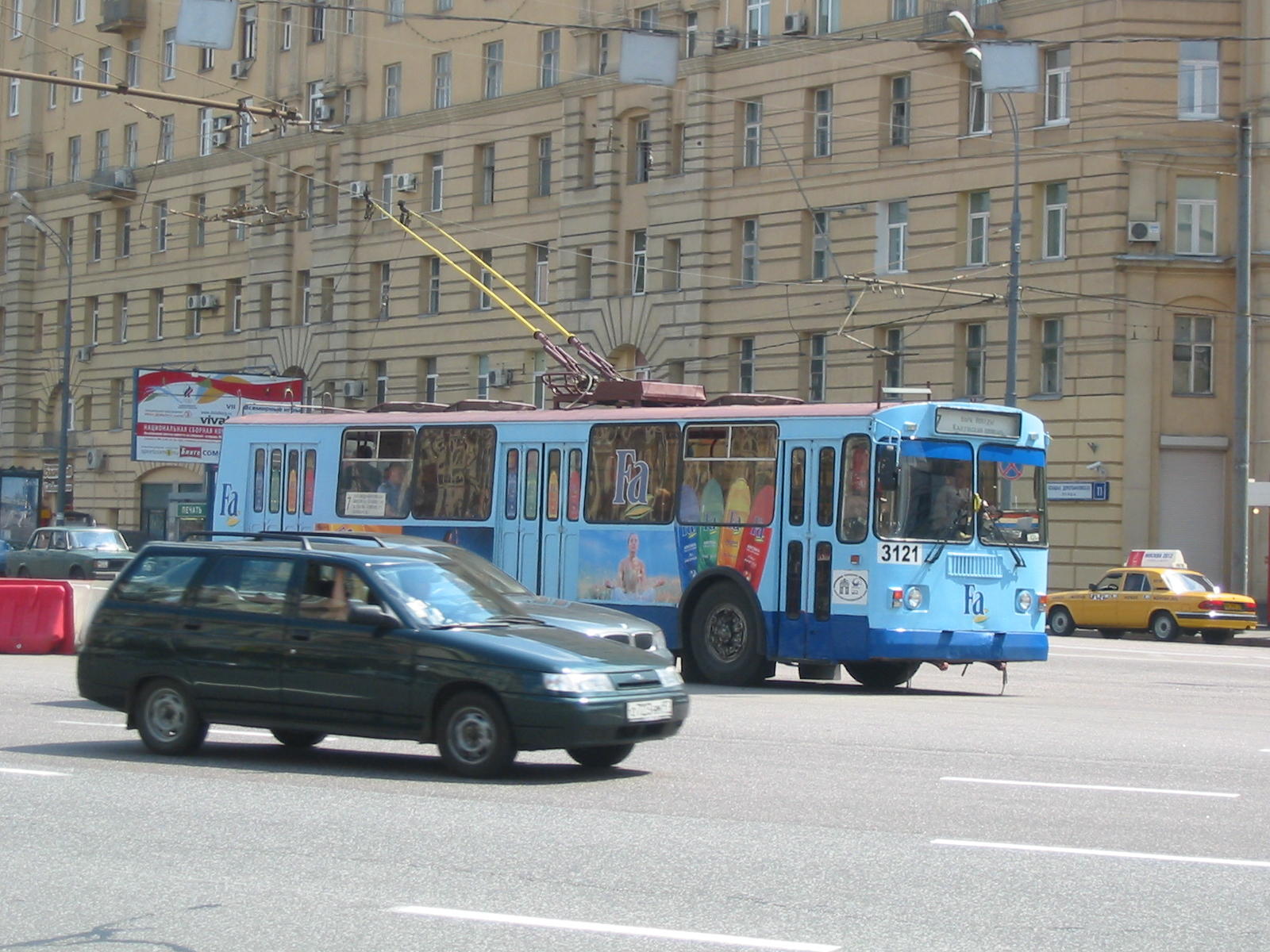
Троллейбус ЗиУ-9 № 3121 с рекламой Fa
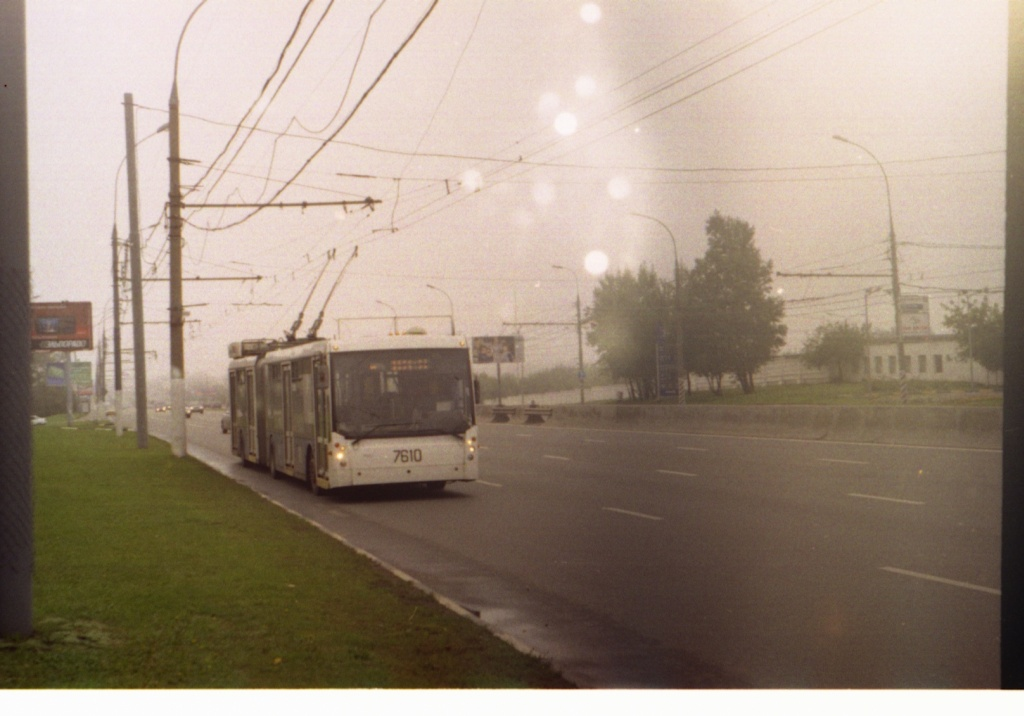
Троллейбус Trolza 6206 в Москве
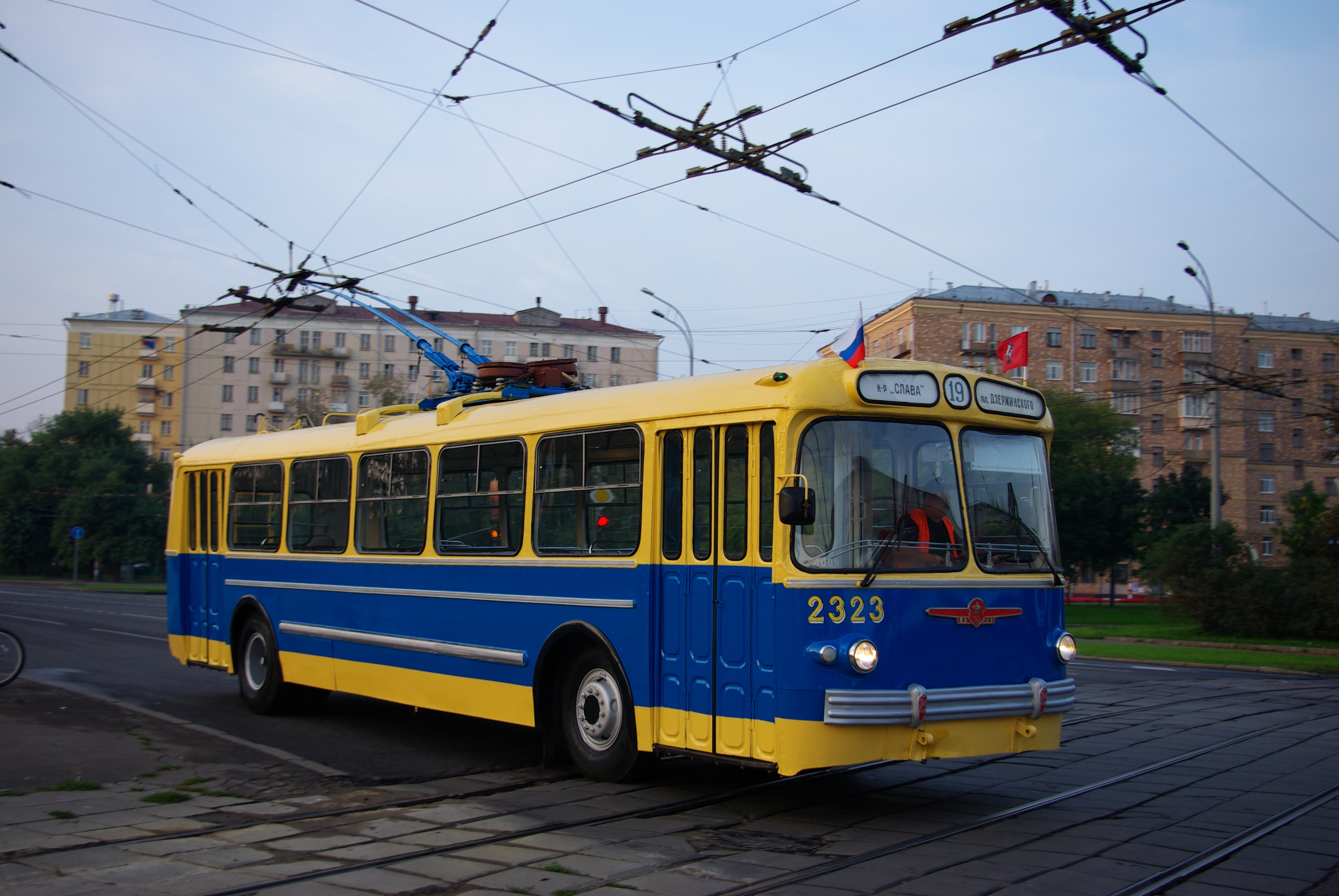
ЗиУ-5Г №2323 из Музея транспорта Москвы
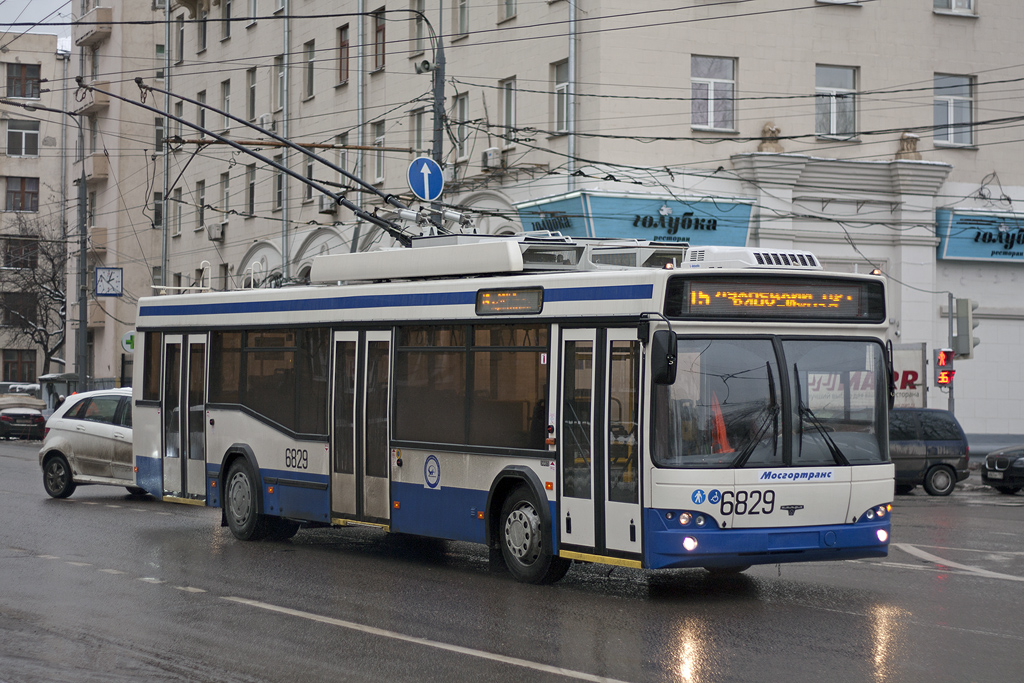
СВАРЗ-6235.00 №6829
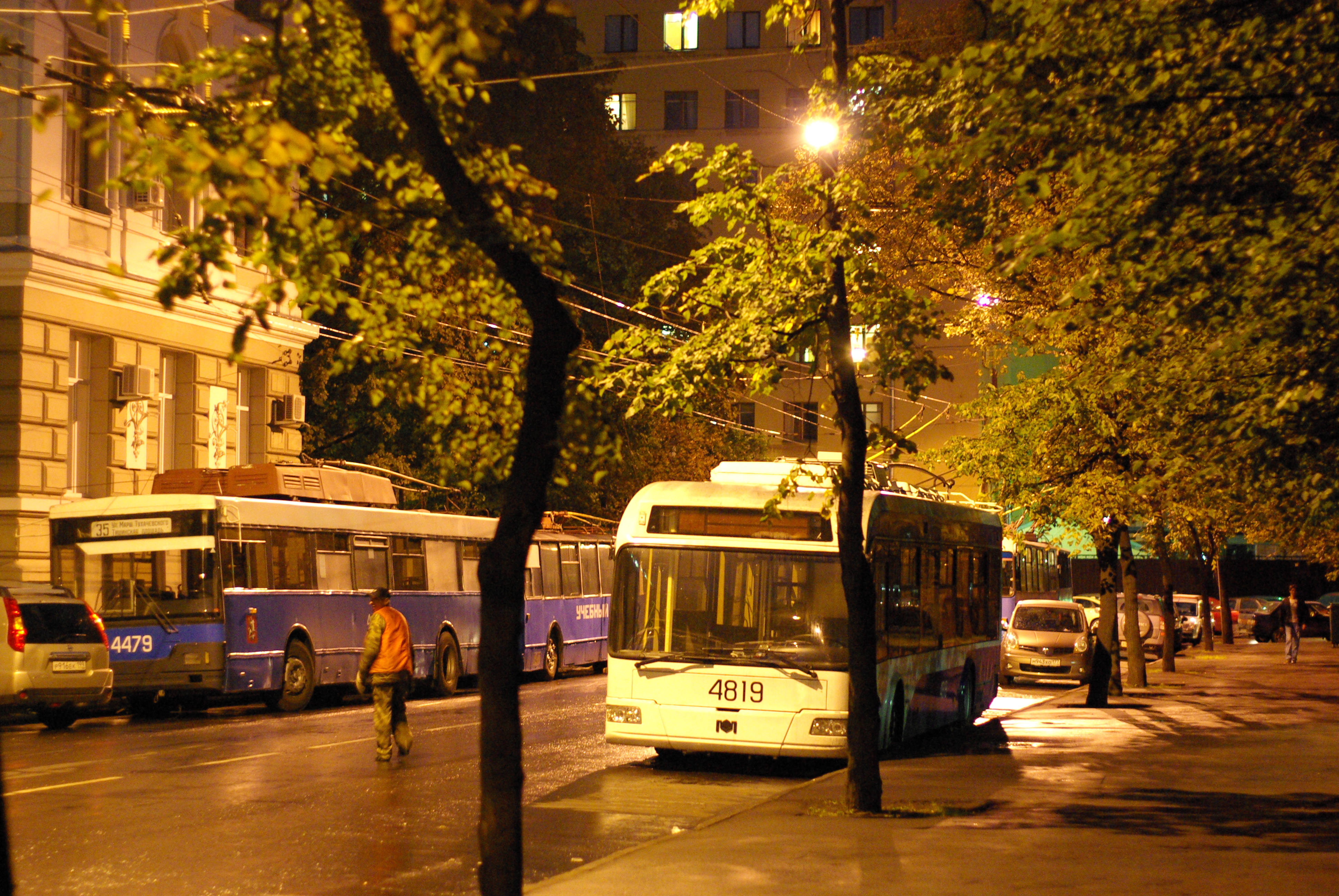
БКМ-321 №4819 на отстое
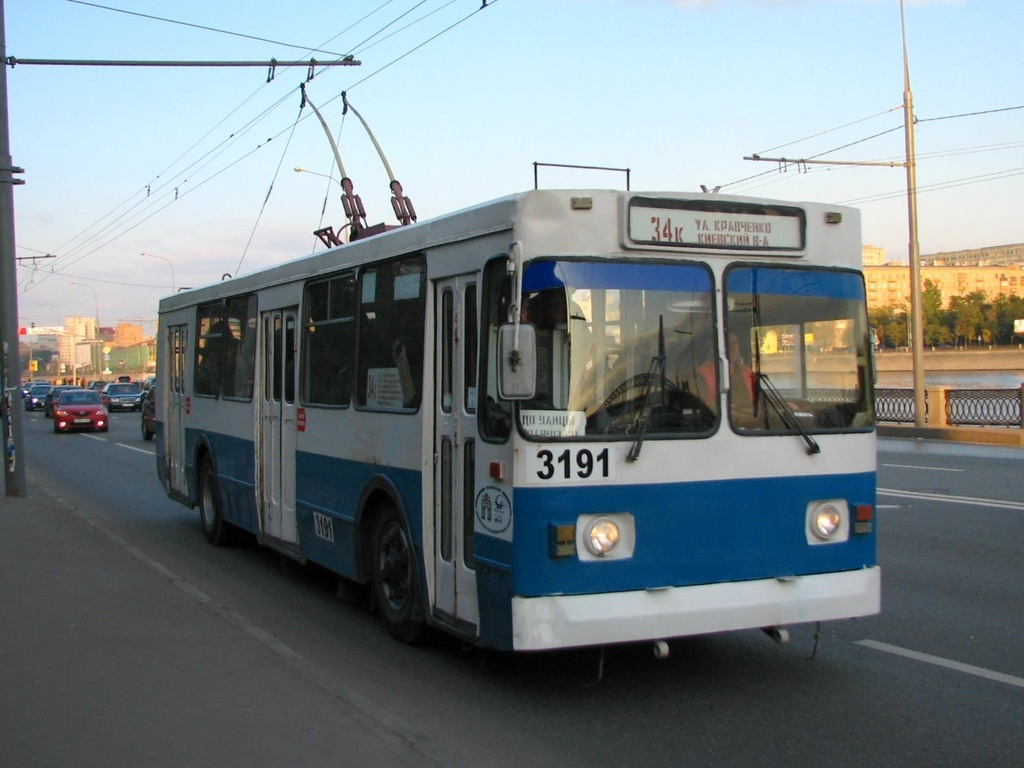
ЗиУ-682ВМ в Москве
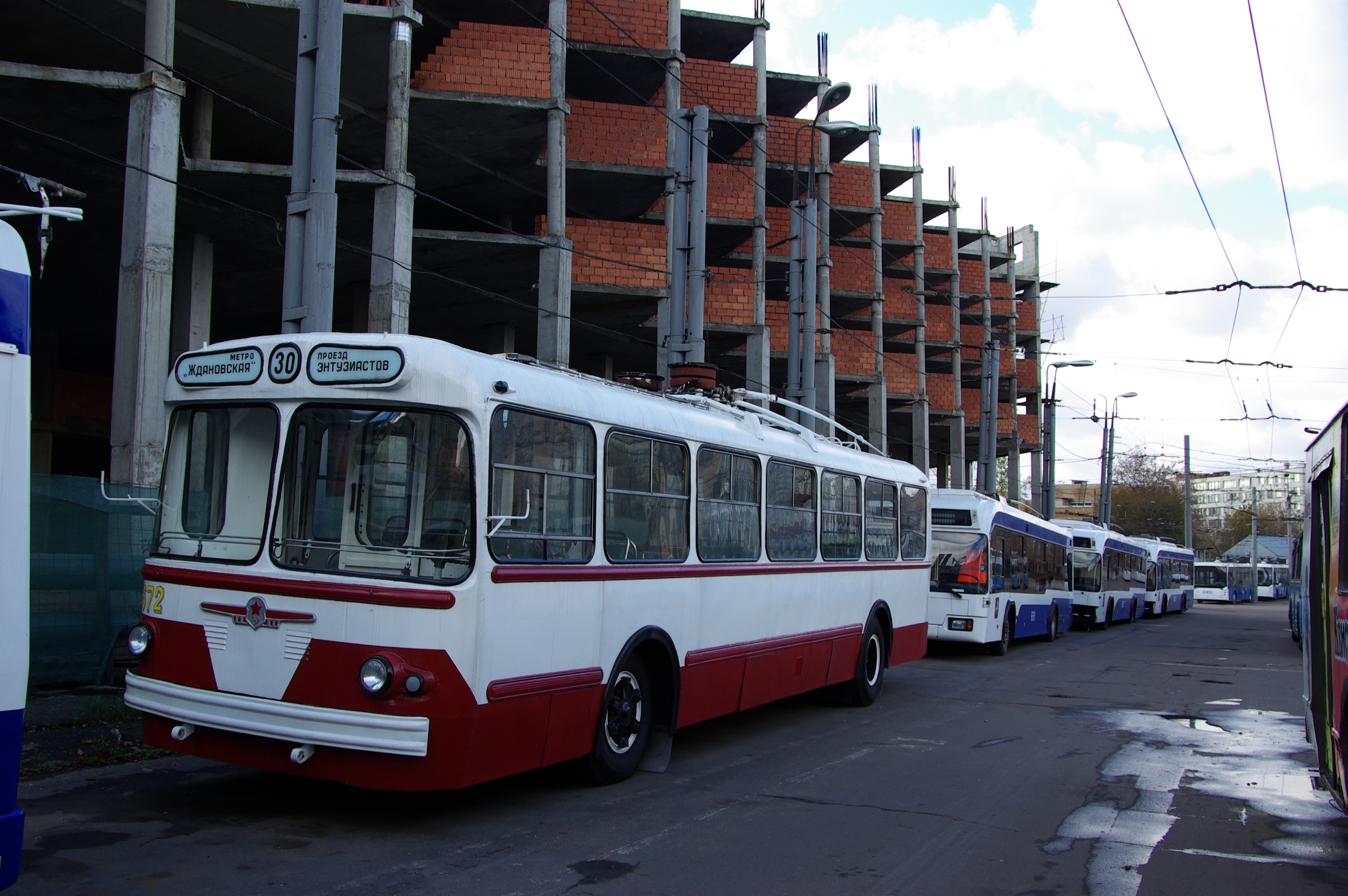
Музейный ЗиУ-5Г №2672 из Музея транспорта Москвы
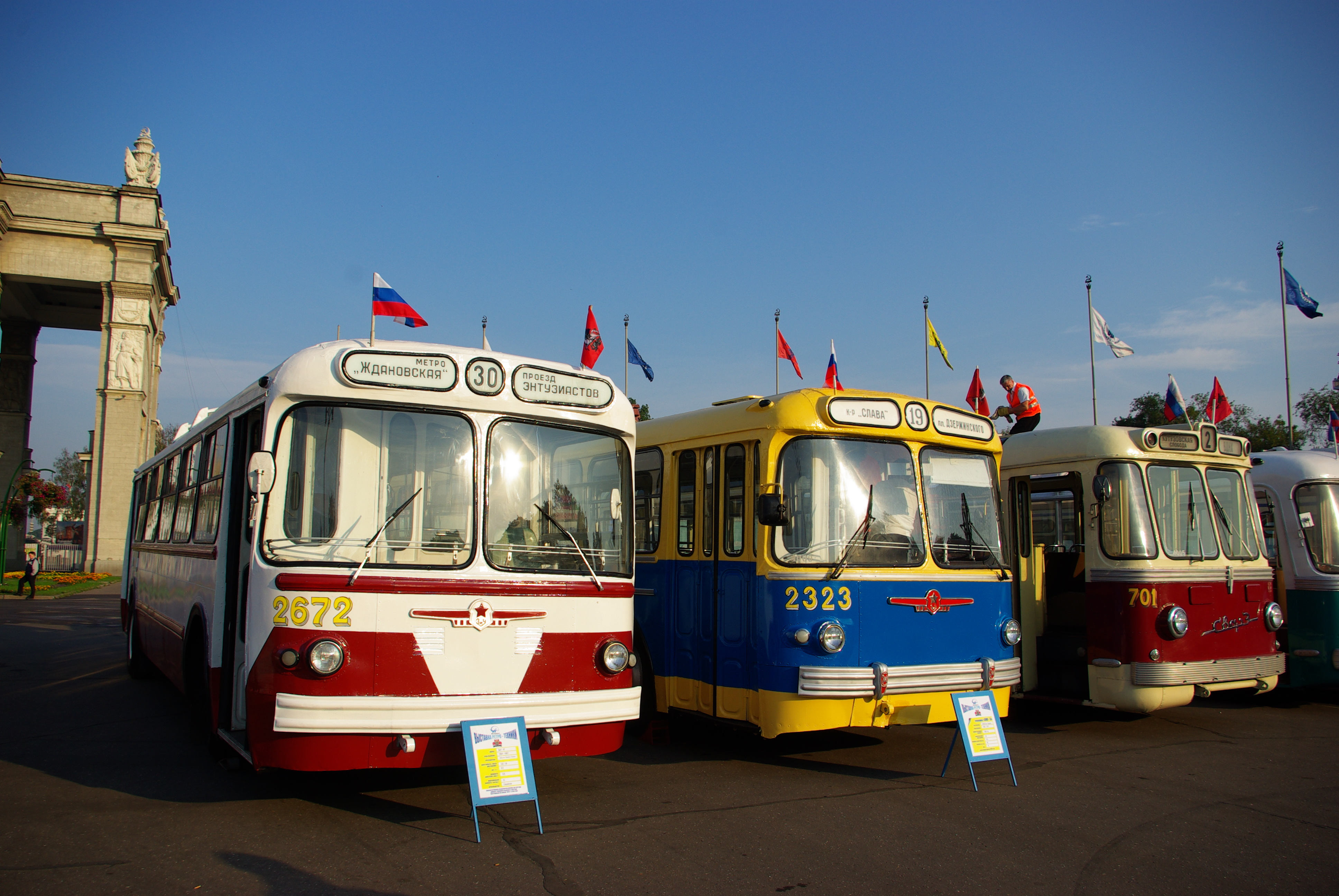
ЗиУ-5Г №2323 и №2672 и СВАРЗ МТБЭС №701 на выставке в ВДНХ
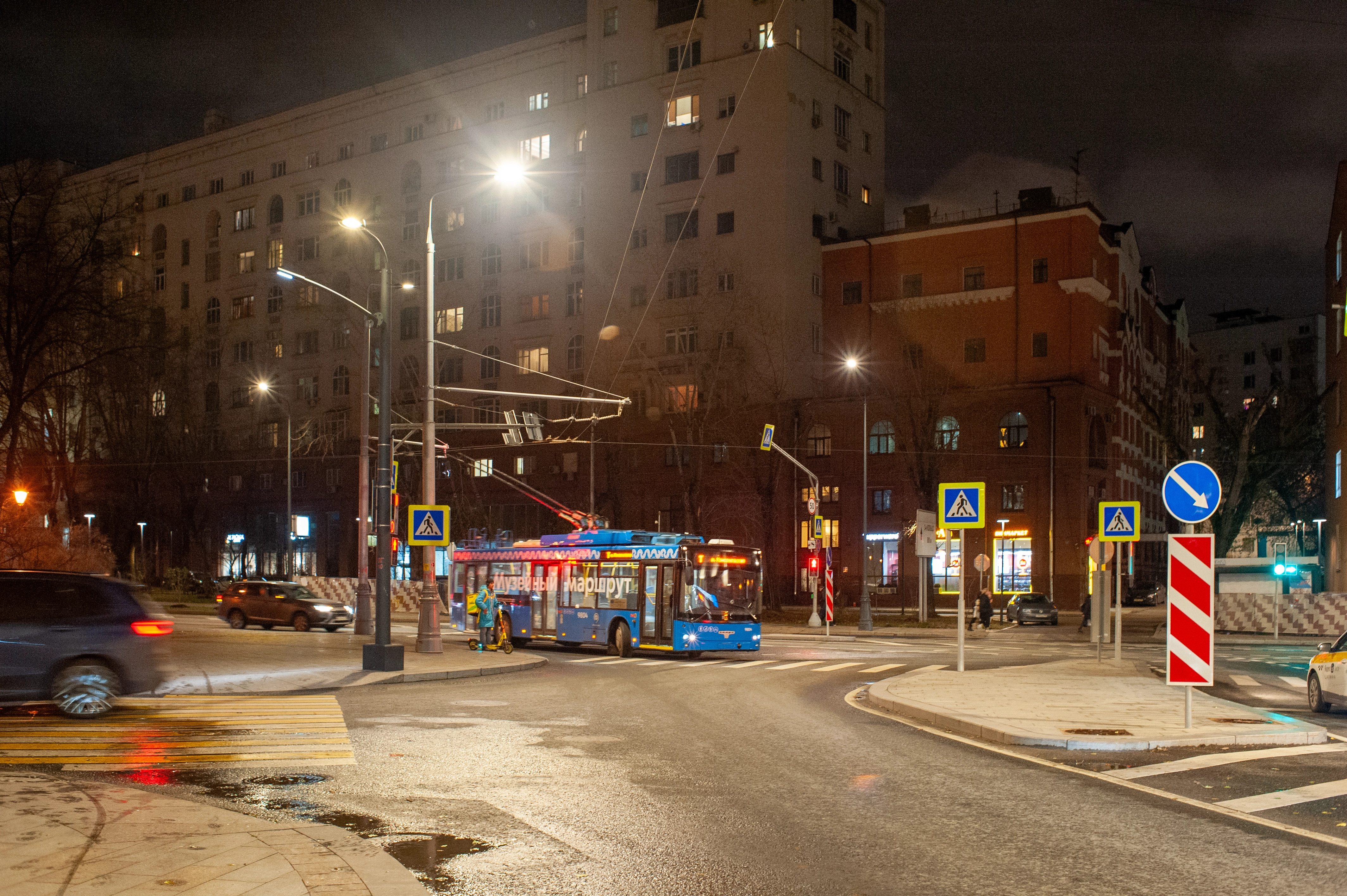
СВАРЗ-МАЗ-6275 №9804 на маршруте Т ночью (Троллейбус едет в парк на заводе СВАРЗ)
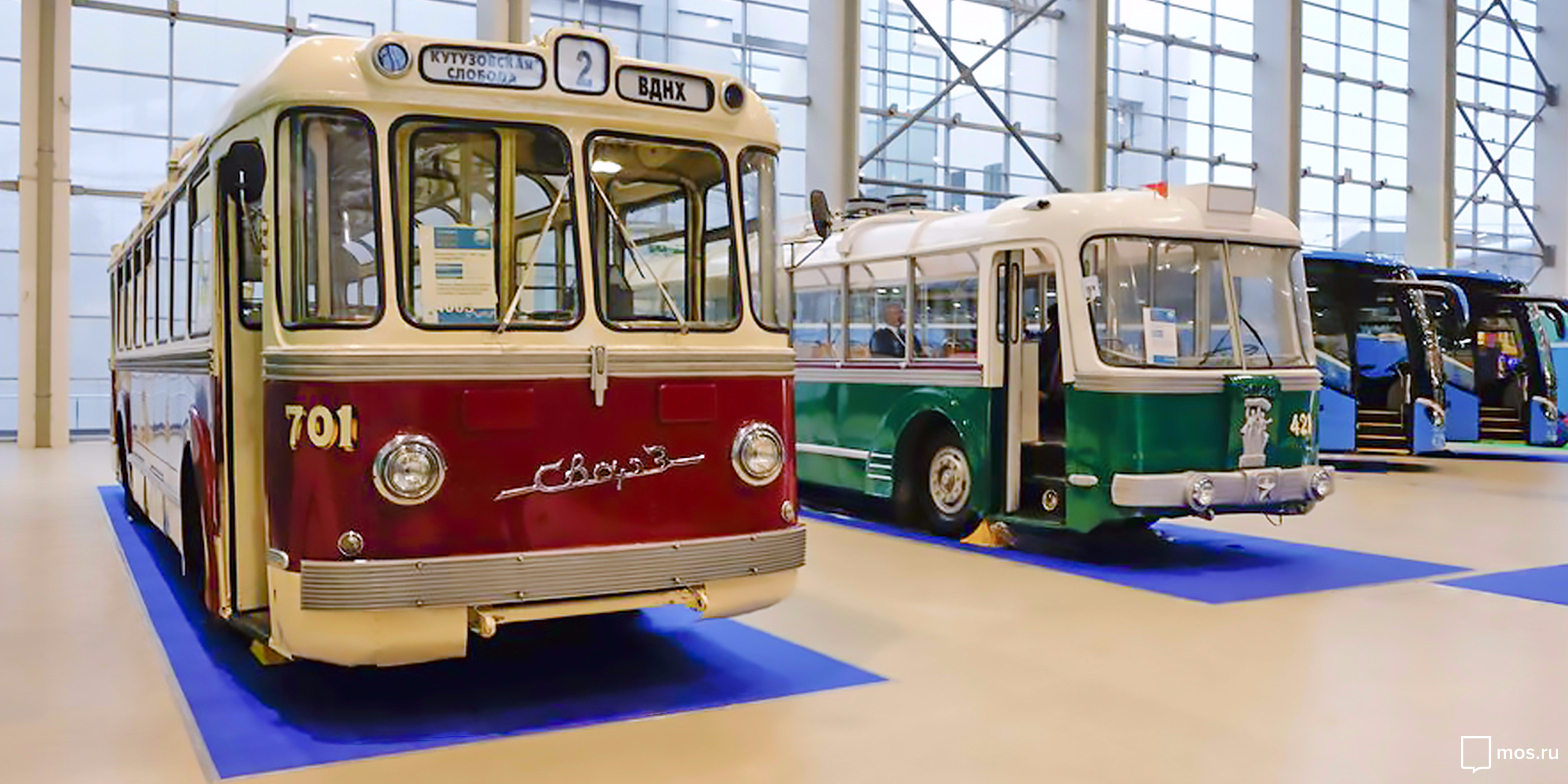
СВАРЗ-МТБЭС №701 и СВАРЗ-ТБЭС №421 на выставке транспорта в Москве
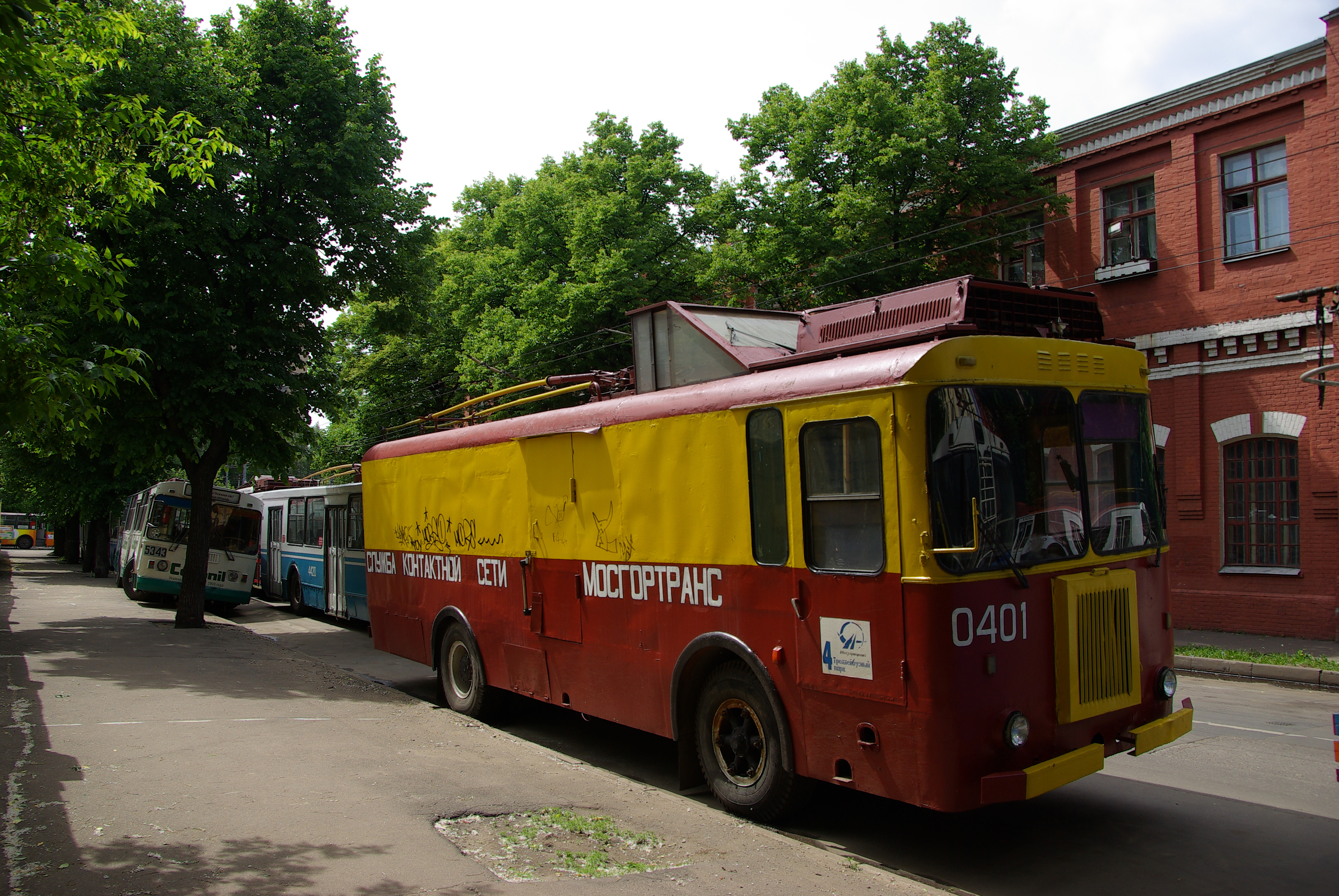
Технический троллейбус КТГ-1 №0401
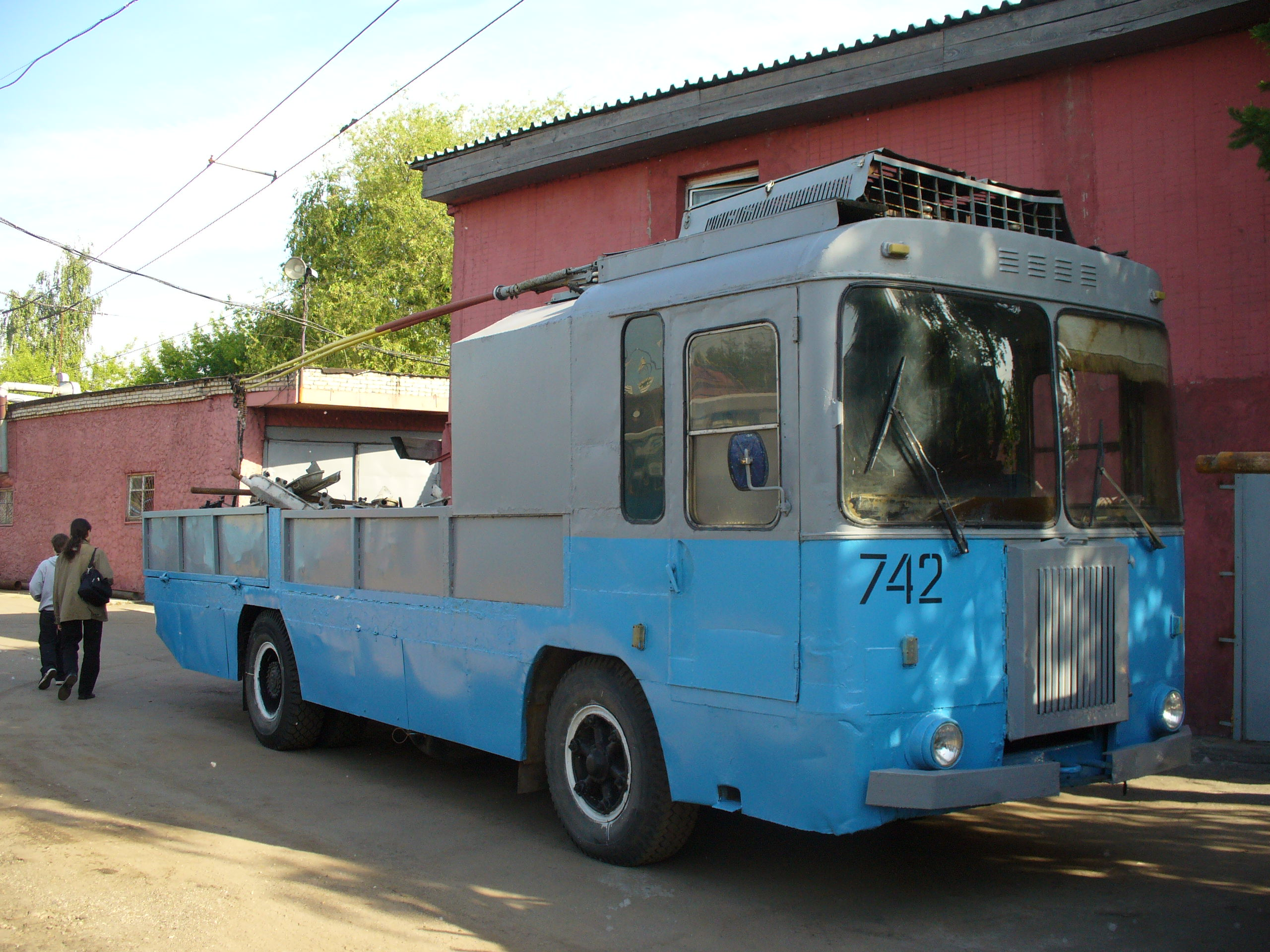
Грузовой троллейбус КТГ-2 №742
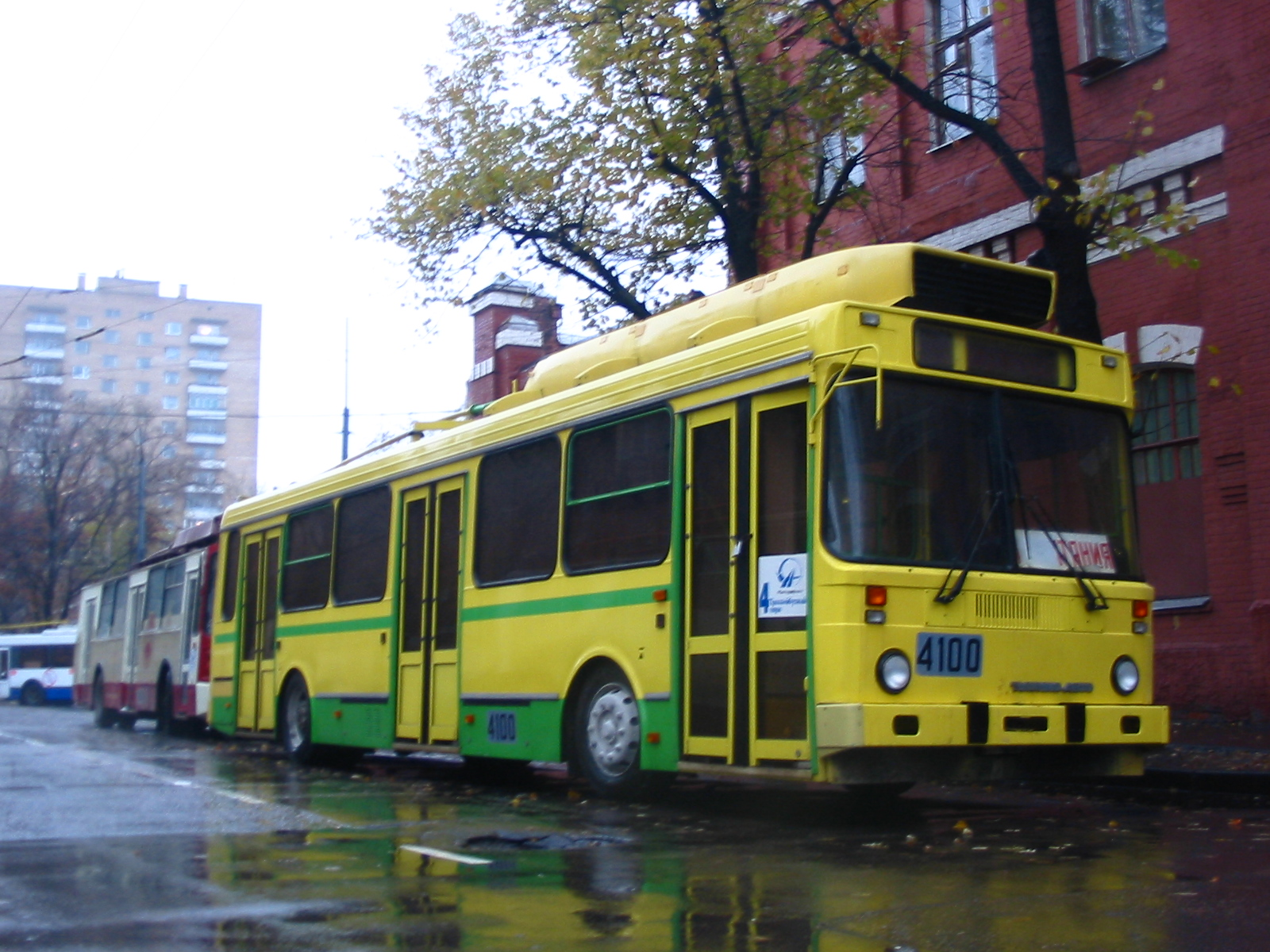
Опытный троллейбус МТБ-5284 №4100
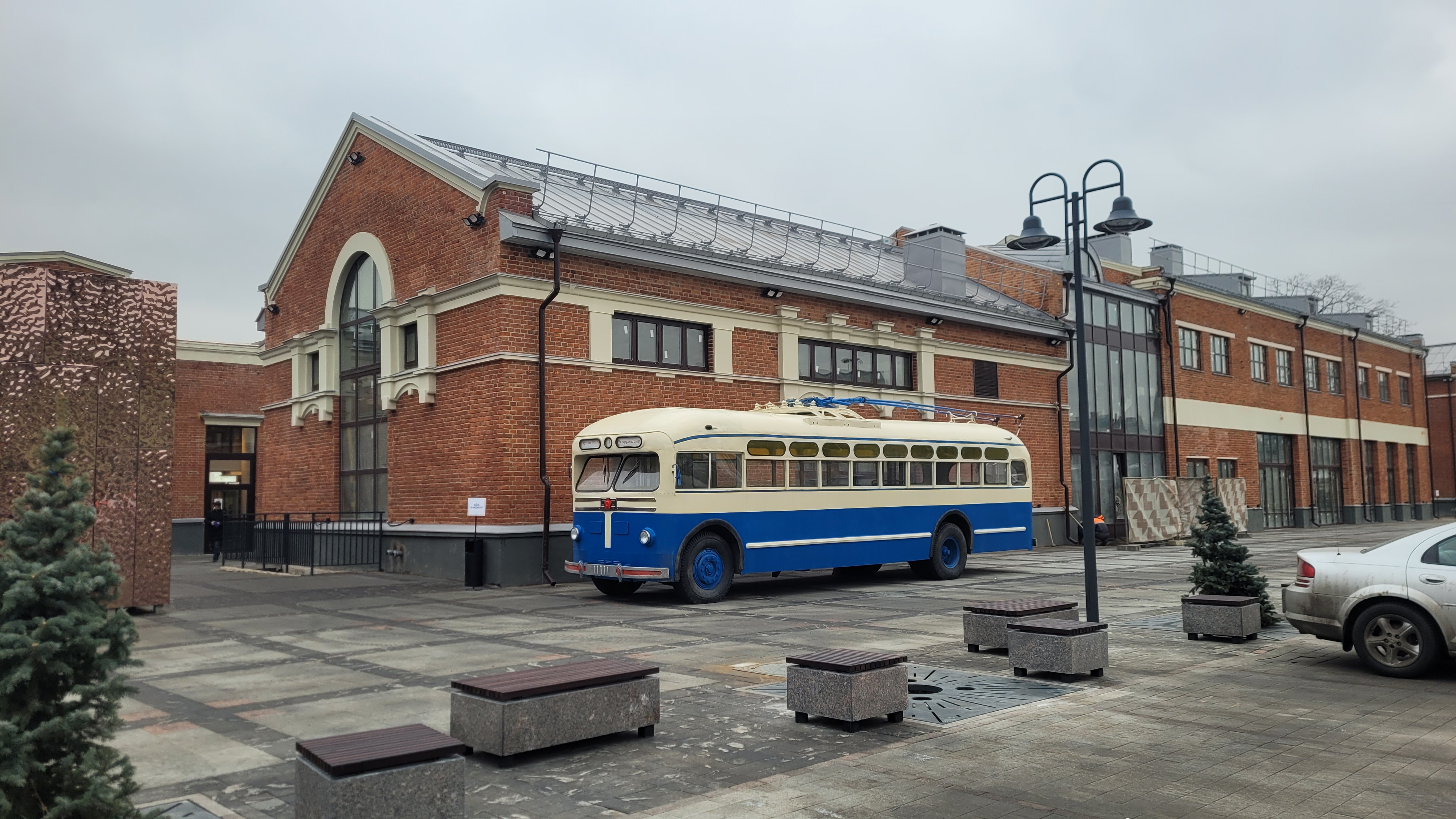
Троллейбус МТБ-82Д №1877 стоит на территории Фуд-Мола (сейчас он стоит на постаменте как памятник)
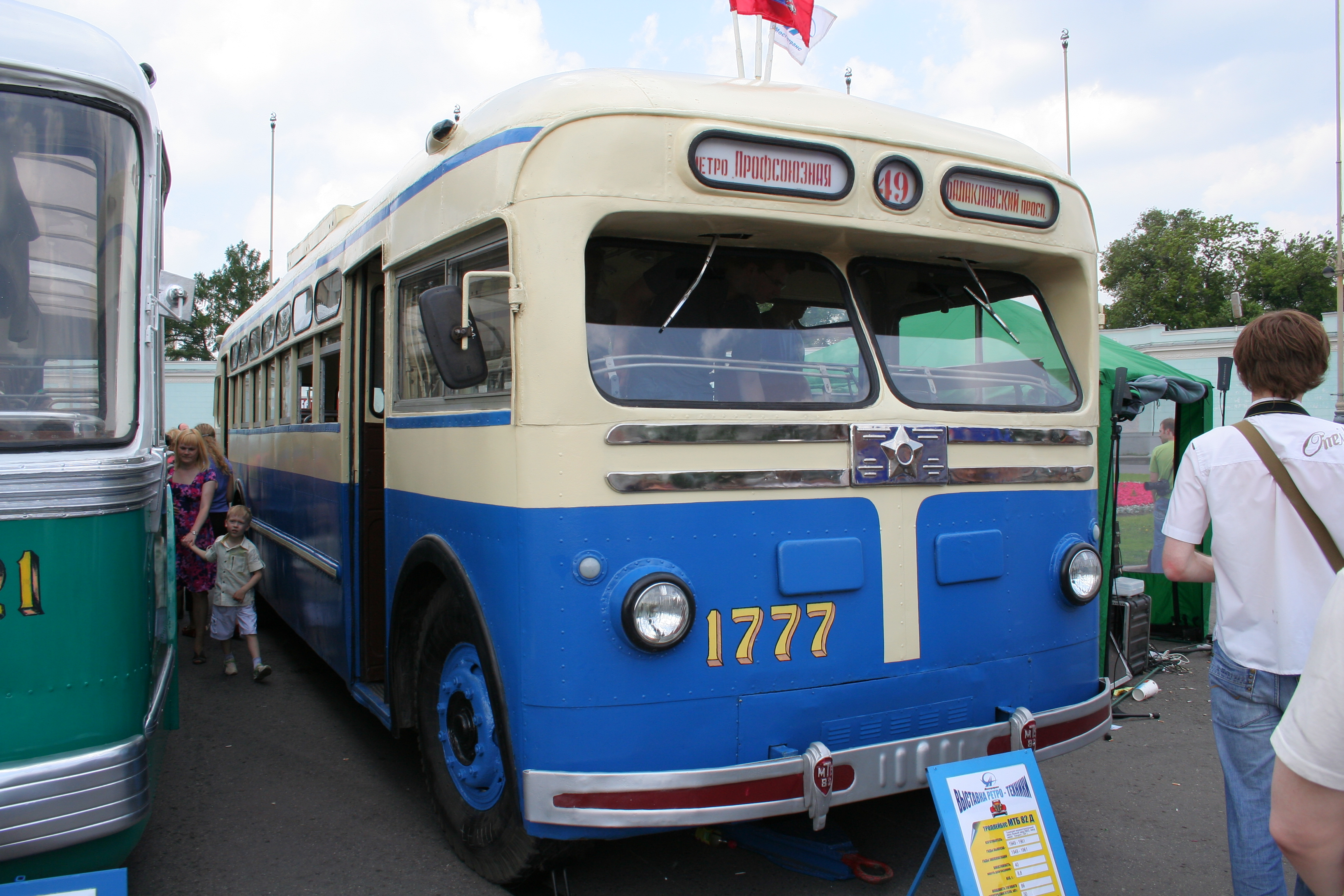
Троллейбус МТБ-82Д №1777 из Музея транспорта Москвы.

## Описание сети

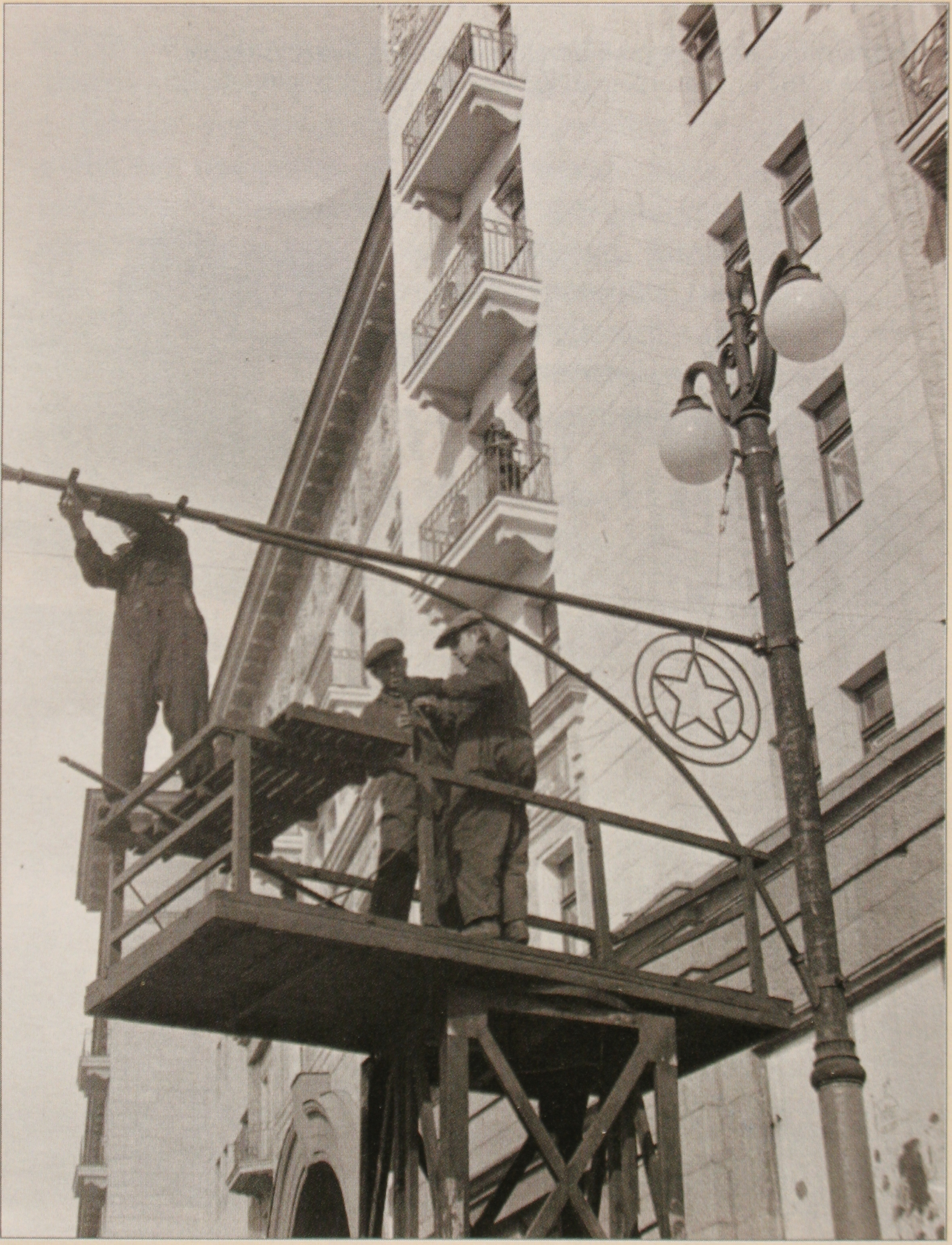
Монтаж сети на улице Горького, 1934 год

### Историческая
Сеть московского троллейбуса была радиально-кольцевой. От Садового кольца расходились около двадцати протяжённых и слабо разветвляющихся линий, идущих по крупным магистралям практически до МКАД. На ряде магистралей троллейбус являлся основным видом наземного транспорта. Из-за массовой ликвидации центральных линий в мае 2016 года сеть оказалась разобщена, а вследствие последующего закрытия периферийных маршрутов в пределах Третьего транспортного кольца она образовала так называемые «кусты» — обособленные маршрутные линии, соединявшиеся с основной сетью при помощи служебных линий, которые ранее являлись линиями регулярных троллейбусных маршрутов. Часть таких линий продолжала использоваться по прямому назначению для пассажирских перевозок на маршрут следования и при движении в парк.
- Центральная часть. Территория в пределах Садового кольца. Единственные маршруты, большая часть которых находилась в пределах Центра — Б, Бк и 10 (ходили по самому кольцу).
  - В районе станции метро «Красные Ворота» (параллельно служебной линии по Каланчёвской улице) отходил участок маршрута № 24, уникальный тем, что пересекал основную сеть только на Разгуляе, но не имевший стрелок до 2003 года (до ликвидации проходил продлённой трассой по части Авиамоторной улицы при объезде квартала). При следовании в парк водитель выходил из троллейбуса и самостоятельно переставлял штанги.
- Северная часть. Линии по Дмитровскому, Алтуфьевскому и Ярославскому шоссе (и их начальным отрезкам), связанные друг с другом через Ботаническую улицу и улицу Академика Королёва. С северо-западной сетью была связана через Третье транспортное кольцо. Обслуживалась 4 и 6 троллейбусными парками.
- Восточная часть. Линии по Щёлковскому шоссе, шоссе Энтузиастов, Волгоградскому проспекту; по Таганской, Нижегородской и Люблинской улицам, Рязанскому проспекту (единственная, которая проходила от Садового кольца до МКАД без ответвлений) и Носовихинскому шоссе (первая линия системы московского троллейбуса, выходившая за пределы МКАД, и вторая после химкинской системы). Обслуживались 2 и 7, а также Новокосинским автобусно-троллейбусным парком.
- Южная часть. Линии по Каширскому и Варшавскому шоссе (между ними имелась дополнительная связь через улицы Нагатинская и Садовники), проспекту Андропова и Липецкой улице, Севастопольскому, Новоясеневскому проспектам и Профсоюзной улице. Хордовые линии по улицам Каховка и Намёткина, а также по Нахимовскому и Ломоносовскому проспектам (последняя связывала эту сеть с юго-западной сетью). С восточной сетью была связана через Третье транспортное кольцо и Дубровку. Обслуживались 7 и 8 троллейбусными парками.
- Юго-западная часть. Троллейбусные линии по магистралям, окружавшие территорию МГУ: проспектам Ленинскому, Ломоносовскому, Вернадского, Университетскому, Мичуринскому и Кутузовскому, улицам Мосфильмовской и Косыгина. Являлся наиболее густым и связанным участком сети за пределами центра. Обслуживался 5 и 8 парками, а также Филёвским автобусно-троллейбусным парком.
- Северо-западная часть. Линии по Ленинградскому проспекту и шоссе и Волоколамскому шоссе с двумя крупными ответвлениями в Братцево и Коптево. Обслуживалась 1 троллейбусным парком.
  - От Ленинградского шоссе в районе Северного речного вокзала отходило ответвление в Ховрино, уникальное тем, что представляло собой одностороннюю закольцовку вокруг 2-го микрорайона Химок-Ховрина, но никогда не имевший стрелки в районе метро «Беломорская» для движения в направлении кинотеатра «Нева». В свою очередь встречная линия по Беломорской улице, на участке между Смольной улицей и Ленинградским шоссе, также никогда не использовалась в постоянном сообщении для движения в центр. При следовании в парк водитель переставлял штанги.
- Западная часть. Линии по Большой Филёвской улице и проспекту Маршала Жукова с ответвлениями в Серебряный бор и Крылатское. Между собой связывались линиями в районе Красной Пресни, Третьего транспортного кольца и Хорошёвское шоссе, с северо-западной сетью — по улицам Народного Ополчения и Алабяна. Обслуживалась преимущественно 1 и 5 троллейбусными парками, а также Филёвским автобусно-троллейбусным парком.

### С сентября 2020 года

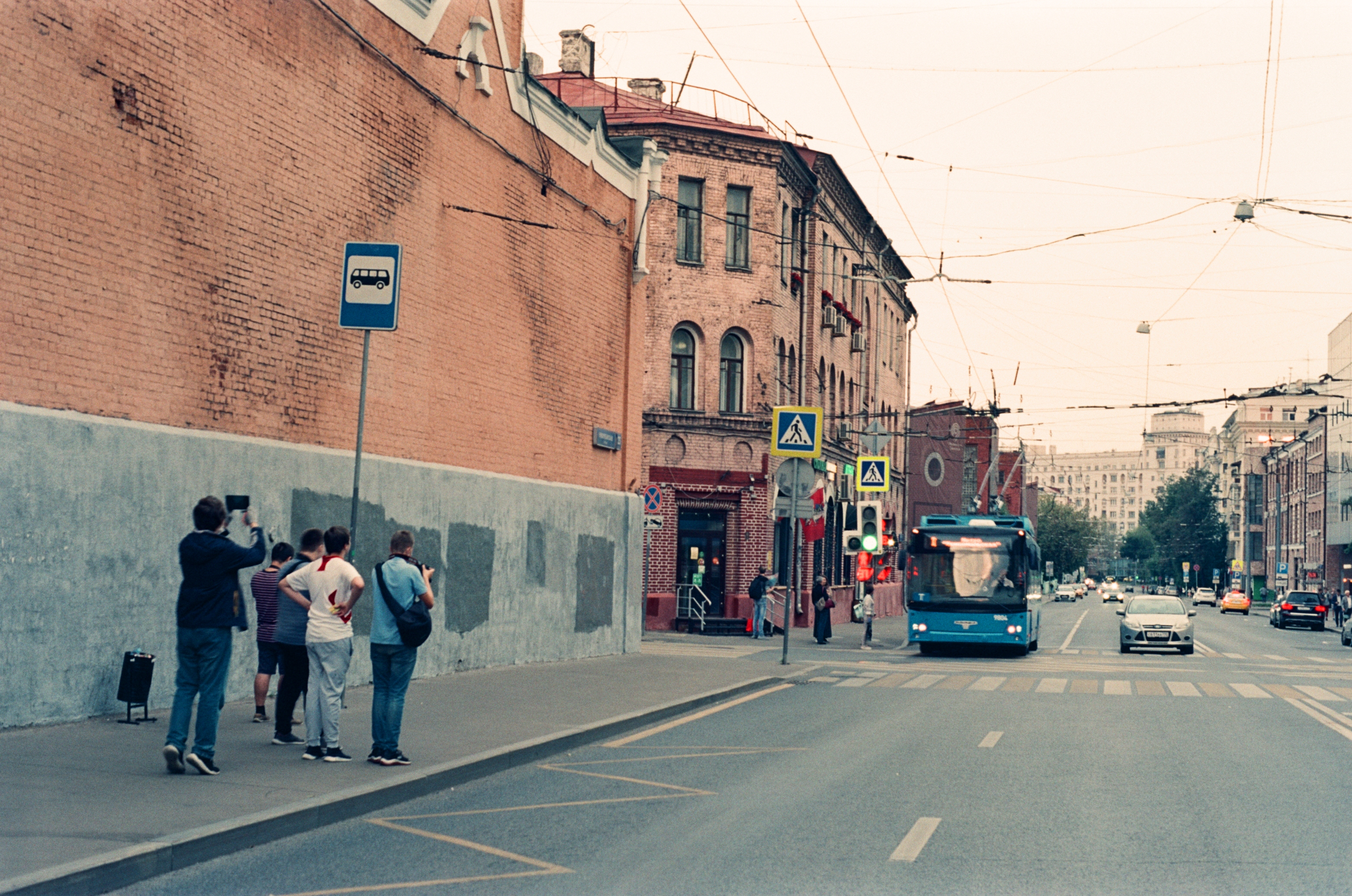
Троллейбус СВАРЗ-МАЗ-6275 № 9804. Новорязанская улица. Маршрут № Т, первый вечер работы этой линии

Единственный маршрут № Т проходит по улицам Краснопрудная, Нижняя Красносельская, Спартаковская, Новорязанская и Рязанскому проезду. Для музейного маршрута была построена некоторая новая инфраструктура: линия по Нижней Красносельской улице от Краснопрудной улицы до Ольховской улицы (ранее была линия только в обратную сторону), остановка «Ольховская улица». До апреля 2022 года троллейбусы следовали на маршрут по служебной линии длиной 19 км от площадки «Новокосинская» филиала «Восточный» (ныне — «Северо-Восточный»), сейчас троллейбусы обслуживаются на площадке завода СВАРЗ, на маршрут следуют по улицам Матросская Тишина, Гастелло и Бакунинской, а в парк — по Стромынке и 1-й Боевской.
По данным на 2025 год различные фрагменты троллейбусных линий сохраняются под Савёловской эстакадой, на Краснопролетарской улице, Преображенской площади, улицах Преображенской, Александра Солженицына, Вельяминовской, Первомайской, Радио, Красноказарменной, Авиамоторном проезде и Большой Юшуньской улице (линии, построенной в 2004 году и так и не подключенной и не введённой в эксплуатацию).

### Химкинская сеть
На территории Москвы, недалеко от бывшего ответвления в Братцево, частично проходит пригородно-городская троллейбусная сеть, управляемая МУП «Химкиэлектротранс», никогда не пересекавшаяся и не имевшая общих участков с московской. К станции метро «Планерная» подходят два троллейбусных маршрута, следующих из подмосковного города Химки.

## Маршруты

### Действующий маршрут
| № | Маршрут                       | Основная трасса следования                                                                | Промежуточные станции метро, МЦК и МЦД | Примечания                          |
| - | ----------------------------- | ----------------------------------------------------------------------------------------- | -------------------------------------- | ----------------------------------- |
| Т | Комсомольская — Комсомольская | Краснопрудная улица, Нижняя Красносельская улица, Елоховская площадь, Новорязанская улица | Красносельская                         | Работает ежедневно с 8:30 до 20:00. |

### Закрытые маршруты
| №   | Конечные пункты                                                                               | Дата закрытия        | Причина закрытия |
| --- | --------------------------------------------------------------------------------------------- | -------------------- | --- |
| 1   | Больница имени Боткина — Нагатинская                                                          | 2 мая 2016 года      | Замена на автобусы |
| 1к  | Кинотеатр «Ударник» — Нагатинская                                                             | 8 октября 2016 года  | Введение маршрутной сети «Магистраль» и объединение с маршрутом № 8. Работал по будням |
| 2   | Фили — Александровский сад                                                                    | 2 мая 2016 года      | Замена на автобусы |
| 2к  | Улица Генерала Ермолова — Улица Горького                                                      | 1963 год             | |
| 3   | Улица Фонвизина — Самотёчная площадь                                                          | 7 июля 2016 года     | Замена на автобусы в связи с благоустройством Садового кольца |
| 3к  | Улица Милашенкова — Самотёчная площадь                                                        | 1 октября 2015 года  | Объединение с маршрутом № 3 |
| 4   | Кинотеатр «Ударник» — Университет                                                             | 13 июля 2020 года    | Замена на автобусы |
| 4к  | Ленинский проспект — Площадь Революции                                                        | 1945—1948 год        | |
| 5   | Стадион «Лужники» (северная) — Никитский бульвар                                              | 8 сентября 2007 года | Закрытие конечной станции «Лужники» (северная). Планировалось восстановление маршрута после строительства контактной сети по улице Хамовнический Вал до конечной станции «Лужники» (южная), а также отмена временного автобусного маршрута № 05 |
| 5к  | Краснопресненская — Савёловский вокзал                                                        | 15 мая 2007 года     | Перенумерован в № 95 |
| 6   | Кинотеатр «Нева» — Песчаная площадь                                                           | 10 марта 2020 года   | Замена на автобусы |
| 6к  | Кинотеатр «Нева» — Войковская                                                                 | 3 августа 2009 года  | Замена на маршрут № 43к |
| 7   | Кинотеатр «Ударник» — Парк Победы                                                             | 18 мая 2019 года     | Замена на автобусы в связи с реконструкцией площади Киевского вокзала |
| 7к  | Улица Генерала Ермолова — Октябрьская                                                         | 18 мая 2019 года     | Замена на автобусы в связи с реконструкцией площади Киевского вокзала |
| 8   | Москворецкий рынок — Кинотеатр «Ударник»                                                      | 18 июня 2020 года    | Замена на автобусы |
| 8к  | Москворецкий рынок — Нагатинская                                                              | 8 марта 2003 года    | Временный маршрут в связи с реконструкцией Донбасской трамвайной эстакады |
| 9   | Гостиница «Останкино» — Лубянка                                                               | 2 мая 2016 года      | Замена на автобусы |
| 9к  | Курский вокзал — ВДНХ                                                                         | 1950 год             | |
| 10  | Даниловская площадь — Самотёчная площадь                                                      | 7 июля 2016 года     | Замена на автобусы в связи с благоустройством Садового кольца |
| 10к | Даниловская площадь — Новый Арбат                                                             | 27 декабря 2008 года | Замена на маршрут № 10 в целях повышения стабильности движения |
| 11  | Загорье — Красногвардейская                                                                   | 18 мая 2019 года     | Замена на автобусы |
| 11к | Загорье — Каширская                                                                           | 16 марта 2020 года   | Замена на автобусы. Работал по будням |
| 12  | Больница РЖД — Китай-город                                                                    | 9 февраля 2019 года  | |
| 12к | Больница РЖД — Белорусский вокзал                                                             | 15 мая 2007 года     | Перенумерован в № 82 |
| 13  | ВДНХ (южная) — Трубная                                                                        | 29 апреля 2017 года  | Замена на автобусы |
| 13к | Марьина Роща — Театральный проезд                                                             | 1968 год             | |
| 14  | Северянинский путепровод — Электрозаводский мост                                              | 9 сентября 2019 года | Замена на электробусы |
| 14к | Северянинский путепровод — Капельский переулок                                                | 1 марта 2006 года    | Улучшение транспортного обслуживания пассажиров по всей трассе следования маршрута № 14. Работал 3 месяца в целях постановки рейсов в график |
| 15  | ВДНХ (южная) — Лужнецкий проезд                                                               | 2 мая 2016 года      | Замена на автобусы |
| 15к | Стадион «Лужники» (северная) — Трубная                                                        | 8 сентября 2007 года | Закрытие конечной станции «Лужники» (северная) |
| 16  | Стахановская — Лубянка                                                                        | 8 октября 2016 года  | Введение маршрутной сети «Магистраль». Перенумерован в № м7к |
| 16к | Стахановская — Метро «Таганская»                                                              | 1 сентября 2003 года | |
| 17  | Киевский вокзал — Озёрная                                                                     | 18 мая 2019 года     | Замена на автобусы в связи с реконструкцией площади Киевского вокзала |
| 18  | Рижский вокзал — Стрельбищенский переулок                                                     | 29 мая 2017 года     | Замена на автобусы |
| 19  | Крылатское — Сокол                                                                            | 25 ноября 2017 года  | Замена на автобусы |
| 20  | Серебряный Бор — Белорусский вокзал                                                           | 17 августа 2020 года | Замена на автобусы. По выходным следовал до Берега Москвы-реки |
| 20к | Серебряный Бор — Полежаевская                                                                 | 17 августа 2020 года | Замена на автобусы. Работал по будням в часы пик |
| 21  | Берег Москвы-реки — Полежаевская                                                              | 1 июня 2020 года     | Замена на автобусы |
| 21к | Серебряный Бор — Полежаевская                                                                 | 1995—1999 год        | |
| 22  | 16-я Парковая улица — Новорязанская улица                                                     | 3 августа 2020 года  | Замена на автобусы |
| 22к | 16-я Парковая улица — Электрозаводский мост                                                   | 19 марта 2007 года   | Перенумерован в № 87 |
| 23  | Уссурийская улица — Измайловская                                                              | 17 июня 2017 года    | Замена на автобус № 223 |
| 23к | Площадь Ильича — 1-я Хуторская улица                                                          | 1963 год             | |
| 24  | Авиамоторная — Красные Ворота                                                                 | 1 февраля 2020 года  | Замена на автобусы |
| 25  | Проспект Будённого — Лубянка                                                                  | 4 июля 2014 года     | Демонтаж линии по улицам Покровка и Маросейка |
| 25к | Проспект Будённого — Комсомольская                                                            | 1 декабря 2008 года  | Перенумерован в № 88 |
| 26  | Стахановская — Автозаводский мост                                                             | 25 августа 2017 года | Замена на автобусы |
| 27  | Ветеринарная академия — Таганская                                                             | 1 июня 2020 года     | Замена на автобусы |
| 28  | Парк Культуры — Ленинский проспект                                                            | 25 августа 2020 года | Замена на автобусы |
| 29  | Улица Милашенкова — Динамо                                                                    | 18 марта 2017 года   | Замена на автобусы |
| 29к | Улица Милашенкова — Сущёвский Вал                                                             | 18 марта 2017 года   | Замена на автобусы |
| 30  | Авиамоторная — Выхино                                                                         | 19 июня 2020 года    | Замена на автобусы |
| 31  | Стадион «Лужники» (южная) — Трубная                                                           | 2 мая 2016 года      | Замена на автобусы |
| 31к | Стадион «Лужники» (южная) — Трубная                                                           | 3 ноября 2011 года   | Объединение с маршрутом № 31 |
| 32  | Уссурийская улица — Гаражная улица                                                            | 29 мая 2017 года     | Замена на автобусы |
| 33  | Кинотеатр «Ударник» — Новаторская                                                             | 8 октября 2016 года  | Введение маршрутной сети «Магистраль». Перенумерован в № м4к |
| 33к | Новаторская — Октябрьская                                                                     | 8 октября 2016 года  | Введение маршрутной сети «Магистраль. Работал по будням |
| 34  | Киевский вокзал — Юго-Западная                                                                | 18 мая 2019 года     | Замена на автобусы в связи с реконструкцией площади Киевского вокзала |
| 34к | Киевский вокзал — Улица Кравченко (северная)                                                  | 18 мая 2019 года     | Замена на автобусы в связи с реконструкцией площади Киевского вокзала. Работал по будням |
| 35  | Улица Маршала Тухачевского — Краснопресненская                                                | 14 мая 2020 года     | Замена на автобусы |
| 35к | Улица Маршала Тухачевского — Краснопресненская                                                | 28 ноября 2015 года  | Замена на маршруты № 35 и № 66 |
| 36  | ВДНХ (южная) — Бескудниковский переулок                                                       | 12 марта 2019 года   | Замена на электробусы |
| 36к | ВДНХ (южная) — Гостиница «Алтай»                                                              | 1974 год             | |
| 37  | Гостиница «Останкино» — Капельский переулок                                                   | 7 октября 2017 года  | Замена на автобус № м9 |
| 38  | Ветеринарная академия — Дубровка                                                              | 18 мая 2019 года     | Замена на автобусы. Работал по будням |
| 38к | Ветеринарная академия — Текстильщики                                                          | 18 мая 2019 года     | Замена на автобусы |
| 39  | Фили — Смоленская                                                                             | 7 июля 2016 года     | Замена на автобусы в связи с благоустройством Садового кольца |
| 40  | Велозаводская улица — Аннино                                                                  | 11 июня 2020 года    | Замена на автобусы |
| 40м | Варшавская — Аннино                                                                           | 23 декабря 2002 года | Работал 3 дня на время закрытия участка Серпуховско-Тимирязевской линии метро от «Пражской» до «Аннино» в связи с подготовкой к открытию станции «Бульвар Дмитрия Донского»                                                                     |
| 41  | Уссурийская улица — Комсомольская                                                             | 9 сентября 2019 года | Замена на автобусы |
| 41к | Уссурийская улица — Преображенская площадь                                                    | 19 марта 2007 года   | Перенумерован в № 83 |
| 42  | Рижский вокзал — Динамо                                                                       | 9 сентября 2019 года | Замена на электробусы |
| 43  | Прибрежный проезд — Карамышевская набережная                                                  | 17 июня 2020 года    | Замена на автобусы |
| 43к | Прибрежный проезд — Войковская                                                                | 23 марта 2020 года   | Замена на автобусы. Работал по будням |
| 44  | Парк Победы — Александровский сад                                                             | 2 мая 2016 года      | |
| 45  | Лубянка — 4-я Кабельная улица                                                                 | 8 октября 2016 года  | Введение маршрутной сети «Магистраль». Перенумерован в № м8 |
| 46  | Велозаводская улица — Коломенская                                                             | 23 июня 2014 года    | Незначительный пассажиропоток и дублирование других маршрутов. Работал по будням |
| 47  | Бескудниковский переулок — Самотёчная площадь                                                 | 7 июля 2016 года     | Замена на автобусы в связи с благоустройством Садового кольца |
| 47к | Сущёвский Вал — Бескудниковский бульвар                                                       | 21 апреля 2008 года  | |
| 48  | Гостиница «Турист» — Капельский переулок                                                      | 26 августа 2017 года | |
| 48к | Гостиница «Турист» — Капельский переулок                                                      | 7 июня 2010 года     | Оптимизация маршрутной сети |
| 49  | Университет — Балаклавский проспект                                                           | 21 мая 2020 года     | Замена на автобусы |
| 49к | Профсоюзная — Улица Миклухо-Маклая                                                            | 13 апреля 1991 года  | Низкий пассажиропоток и нехватка подвижного состава |
| 50  | Марьино — Текстильщики                                                                        | 18 мая 2019 года     | Замена на автобусы |
| 50к | Текстильщики — Улица Нижние Поля                                                              | 1 декабря 1998 года  | |
| 51  | Площадь Соловецких Юнг — Измайловская                                                         | 3 июня 2017 года     | Замена на автобусы |
| 52  | Москворецкий рынок — Профсоюзная                                                              | 21 мая 2020 года     | Замена на автобусы |
| 53  | Новогиреево — Таганская                                                                       | 2 ноября 2019 года   | Замена на автобусы |
| 54  | Филёвский парк — Белорусский вокзал                                                           | 21 марта 2020 года   | Замена на автобусы |
| 55  | Площадь Соловецких Юнг — Первомайская                                                         | 11 февраля 2017 года | Замена на автобусы |
| 56  | Базовская улица — Белорусский вокзал                                                          | 21 апреля 2018 года  | Замена на автобусы |
| 56к | Сущёвский Вал — Базовская улица                                                               | 1 декабря 2009 года  | Замена на маршрут № 56 |
| 57  | Мост Октябрьской железной дороги — Войковская                                                 | 18 июня 2020 года    | Замена на автобусы |
| 58  | Речной вокзал — Петрозаводская улица                                                          | 18 марта 2020 года   | Замена на автобусы. Работал ежедневно, кроме Вербного воскресенья, Пасхи и первого воскресенья после неё |
| 59  | Улица Генерала Глаголева — Сокол                                                              | 25 августа 2020 года | Замена на автобусы |
| 60  | Варшавская — Новые Черёмушки                                                                  | 25 августа 2020 года | Замена на автобусы |
| 61  | Карамышевская набережная — Панфиловская                                                       | 1 июня 2020 года     | Замена на автобусы |
| 62  | Кинотеатр «Ударник» — Озёрная                                                                 | 8 октября 2016 года  | Введение маршрутной сети «Магистраль». Перенумерован в № м4 |
| 63  | 138-й квартал Выхина — Таганская (Лубянская площадь до 08.10.2016)                            | 25 августа 2017 года | Замена на автобусы |
| 63к | 138-й квартал Выхина — Таганская                                                              | 5 августа 2017 года  | Перенумерован в № 63 |
| 64  | Ивановское — Выхино                                                                           | 25 августа 2020 года | Замена на автобусы |
| 65  | Серебряный Бор — Аэропорт                                                                     | 13 июля 2020 года    | Замена на автобусы. По часовой стрелке вокруг бывшей территории аэродрома, навстречу маршруту № 86 |
| 66  | Филёвский парк — Тишинская площадь                                                            | 15 февраля 2020 года | Замена на автобусы |
| 67  | Каширское шоссе, 148 — Автозаводский мост                                                     | 7 ноября 2016 года   | Замена на автобусы |
| 67к | Каширское шоссе, 148 — Каширская                                                              | 17 июля 2015 года    | Объединение с маршрутом № 67 |
| 68  | Ивановское — Авиамоторная                                                                     | 3 августа 2015 года  | Незначительный пассажиропоток и дублирование других маршрутов. Работал по будням и в Пасху |
| 69  | ВДНХ (южная) — Петровские Ворота                                                              | 10 августа 2012 года | Дублирование трассы маршрутами № 13 и № 15 |
| 70  | Братцево — Белорусский вокзал                                                                 | 3 августа 2020 года  | Замена на автобусы |
| 70к | Братцево — Захарково                                                                          | 30 марта 2020 года   | Замена на автобусы. Работал в будни |
| 71  | Каширское шоссе, 148 — Добрынинская                                                           | 13 мая 2017 года     | Замена на автобусы |
| 71к | Каширское шоссе, 148 — Каширская                                                              | 17 июля 2006 года    | Перенумерован в № 67к. Работал по будням |
| 72  | Проезд Карамзина — Варшавская                                                                 | 25 августа 2020 года | Замена на автобусы |
| 72к | Тарусская улица — Варшавская                                                                  | 1986 год             | |
| 73  | ВДНХ (южная) — 6-й микрорайон Бибирева                                                        | 30 марта 2019 года   | Замена на электробусы |
| 74  | Марьино — Кузьминки                                                                           | 1 июня 2020 года     | Замена на автобусы |
| 75  | Ивановское — Новокосино                                                                       | 28 марта 2020 года   | Замена на автобусы |
| 75к | Текстильщики — Улица Академика Скрябина                                                       | 13 февраля 1998 года | |
| 76  | Холмогорская улица — ВДНХ                                                                     | 15 июля 2019 года    | Замена на электробусы |
| 77  | Ивановское — Улица Плеханова                                                                  | 1 июня 2020 года     | Замена на автобусы |
| 78  | Вагоноремонтная улица — Белорусский вокзал                                                    | 5 августа 2017 года  | Замена на автобусы |
| 78к | Сущёвский Вал — Вагоноремонтная улица                                                         | 1 декабря 2009 года  | Замена на маршрут № 78 |
| 79  | Стадион «Лужники» (южная) — Савёловский вокзал                                                | 7 июля 2016 года     | Замена на автобусы в связи с благоустройством Садового кольца |
| 79к | Стадион «Лужники» (южная) — Улица Новый Арбат                                                 | 5 декабря 2015 года  | Объединение с маршрутом № 95 под № 79. Работал в будни |
| 80  | 6-й микрорайон Бибирева — Осташковская улица                                                  | 8 мая 2019 года      | Замена на электробусы |
| 81  | Беляево — Новоясеневская                                                                      | 30 апреля 2020 года  | Замена на автобусы |
| 82  | Больница РЖД — Белорусский вокзал                                                             | 1 июня 2020 года     | Замена на автобусы |
| 83  | Уссурийская улица — Преображенская площадь                                                    | 1 августа 2019 года  | Замена на электробусы |
| 84  | Кинотеатр «Ударник» — Озёрная                                                                 | 8 октября 2016 года  | Введение маршрутной сети «Магистраль» |
| 85  | Проезд Карамзина — Профсоюзная                                                                | 20 июля 2020 года    | Замена на автобусы |
| 86  | Серебряный Бор — Сокол                                                                        | 3 июня 2017 года     | Замена на автобусы. Против часовой стрелки вокруг бывшей территории аэродрома, навстречу маршруту № 65 |
| 87  | 16-я Парковая улица — Электрозаводский мост                                                   | 3 августа 2015 года  | Незначительный пассажиропоток и дублирование других маршрутов |
| 88  | Проспект Будённого — Комсомольская                                                            | 5 июня 2017 года     | Замена на автобусы. Работал по будням |
| 95  | Краснопресненская — Савёловский вокзал                                                        | 5 декабря 2015 года  | Объединение с маршрутом № 79к под № 79 |
| Б   | Садовое кольцо (против часовой стрелки)                                                       | 7 июля 2016 года     | Замена на автобусы в связи с благоустройством Садового кольца |
| Бк  | Садовое кольцо (по часовой стрелке)                                                           | 7 июля 2016 года     | Замена на автобусы в связи с благоустройством Садового кольца |
| В   | Выставочный. Незамкнутое кольцо по территории ВДНХ, конечные по обе стороны от главного входа | 1970 год             | |
| м4  | Кинотеатр «Ударник» — Озёрная                                                                 | 25 августа 2020 года | Замена на электробусы |
| м4к | Кинотеатр «Ударник» — Новаторская                                                             | 7 октября 2017 года  | Замена на автобус № 144к |
| м7  | Лубянка — 138-й квартал Выхина                                                                | 17 июня 2017 года    | Замена на автобусы. До введения маршрутной сети «Магистраль» работал под № 63 |
| м7к | Лубянка — Стахановская                                                                        | 17 июня 2017 года    | Замена на автобусы |
| м8  | Лубянка — 4-я Кабельная улица                                                                 | 10 июня 2017 года    | Замена на автобусы |

## Троллейбусные парки, их история и маршруты

### Филиал Центральный, эксплуатационная площадка на Ленинградском ш., д. 4 (ранее1-й троллейбусный парк)
Адрес: Ленинградское шоссе, 4. 55°48′41″ с. ш. 37°30′24″ в. д.
Площадка закрыта 25.08.2020. С 01.08.2016 — Филиал Центральный

### Филиал Восточный, эксплуатационная площадка на Новорязанской улице, д. 23 (ранее 2-й троллейбусный парк)
Адрес: Новорязанская улица, 23. 55°46′22″ с. ш. 37°39′45″ в. д.
Площадка закрыта 01.07.2017. С 01.08.2015 — Новокосинский автобусно-троллейбусный парк.

### Филиал Центральный (ранееФилёвский автобусно-троллейбусный парк)
Адрес: улица Дениса Давыдова, 2. 55°44′23″ с. ш. 37°31′06″ в. д.
Площадка закрыта 11.11.2019. До 1960 — 3-й троллейбусный парк, До 01.08.2016 — Филёвский автобусно-троллейбусный парк.

### 4-й троллейбусный парк

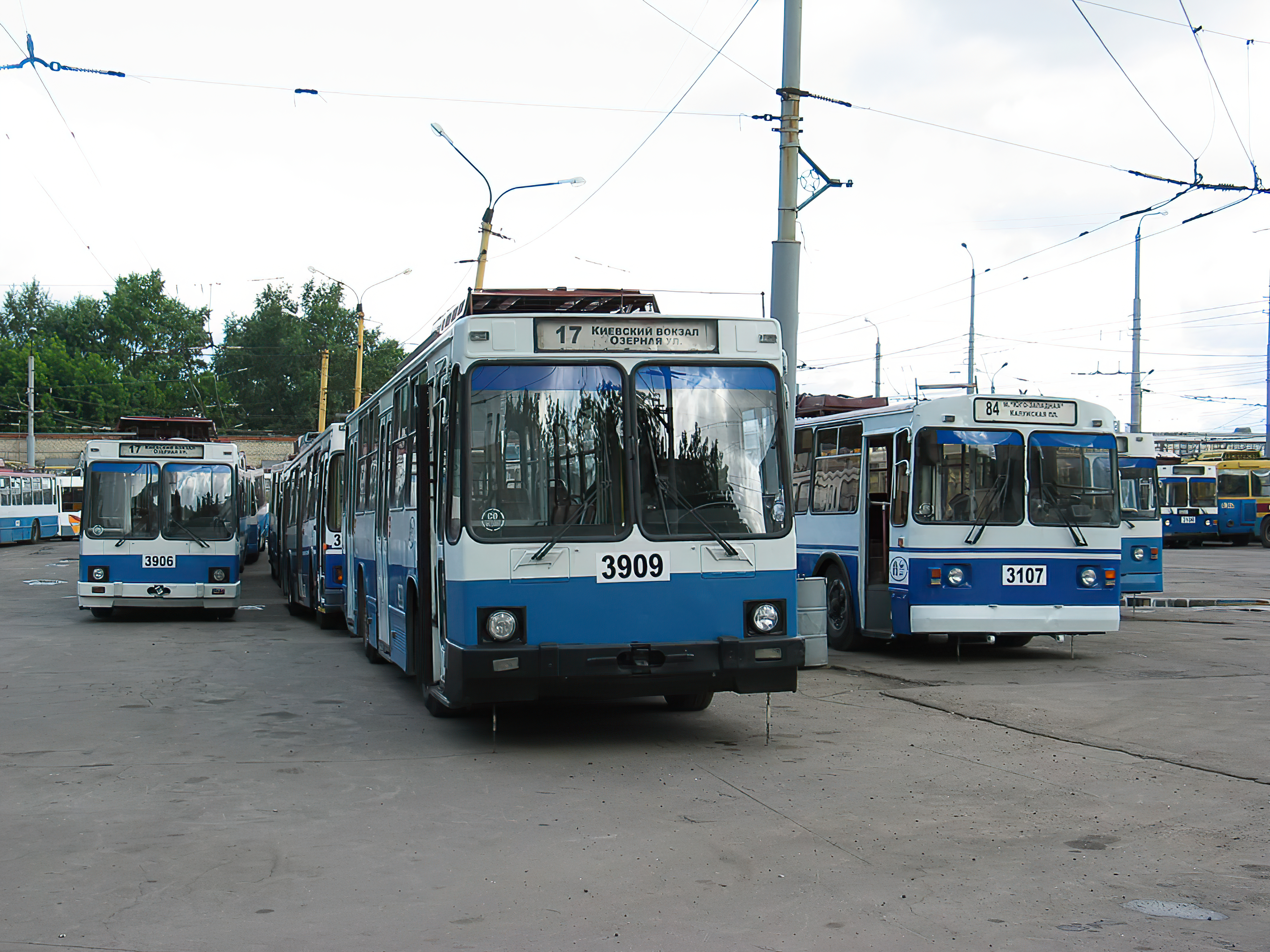
ФАТП — один из нескольких парков России, где эксплуатировались днепропетровские троллейбусы ЮМЗ-Т2

Носит имя П. М. Щепетильникова.
Адрес: Лесная улица, 20. 55°46′47″ с. ш. 37°35′32″ в. д.

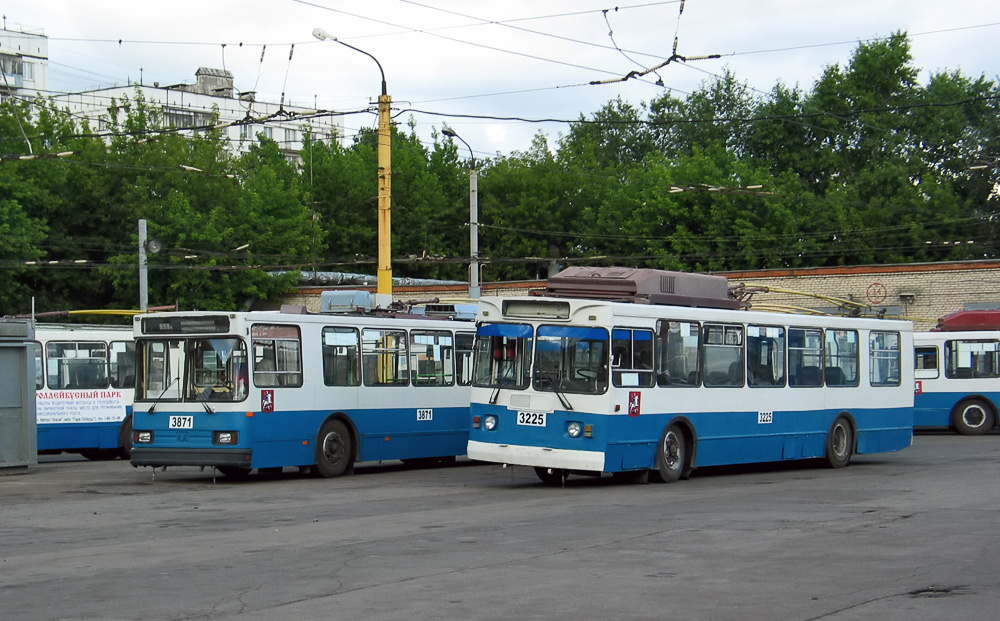
Троллейбусы АКСМ-20101 и ЗиУ-682ГМ1 на территории парка

Расформирован 12.04.2014 года

### Филиал Центральный, эксплуатационная площадка на Ходынской улице, д. 5 (ранее5-й троллейбусный парк)
Носит имя И. И. Артамонова.
Адрес: Ходынская улица, 5. 55°46′09″ с. ш. 37°33′30″ в. д.
Бывший адрес: Трубецкая улица, 1. 55°43′50″ с. ш. 37°34′31″ в. д.
Площадка закрыта 10.05.2020. С 01.08.2015 — Филёвский автобусно-троллейбусный парк

### Филиал Северо-восточный (ранее 6-й троллейбусный парк)
Адрес: улица Бочкова, 3/15. 55°48′40″ с. ш. 37°37′47″ в. д.
До 01.08.2016 — 6-й троллейбусный парк. Закрыт 09.09.2019

### 8-й троллейбусный парк, эксплуатационная площадка на Нагатинской улице, д. 12 (ранее 7-й троллейбусный парк)
Адрес: Нагатинская улица, 12. 55°40′42″ с. ш. 37°38′17″ в. д.
С 01.02.2016 — 8-й троллейбусный парк. Площадка закрыта 26.08.2017

### Филиал Черёмушкинский (ранее 8-й троллейбусный парк)
Адрес: Электролитный проезд, 4. 55°40′15″ с. ш. 37°37′05″ в. д.
До 08.2020 — 8-й троллейбусный парк. Закрыт 25.08.2020

### Филиал Восточный (ранееНовокосинский автобусно-троллейбусный парк)

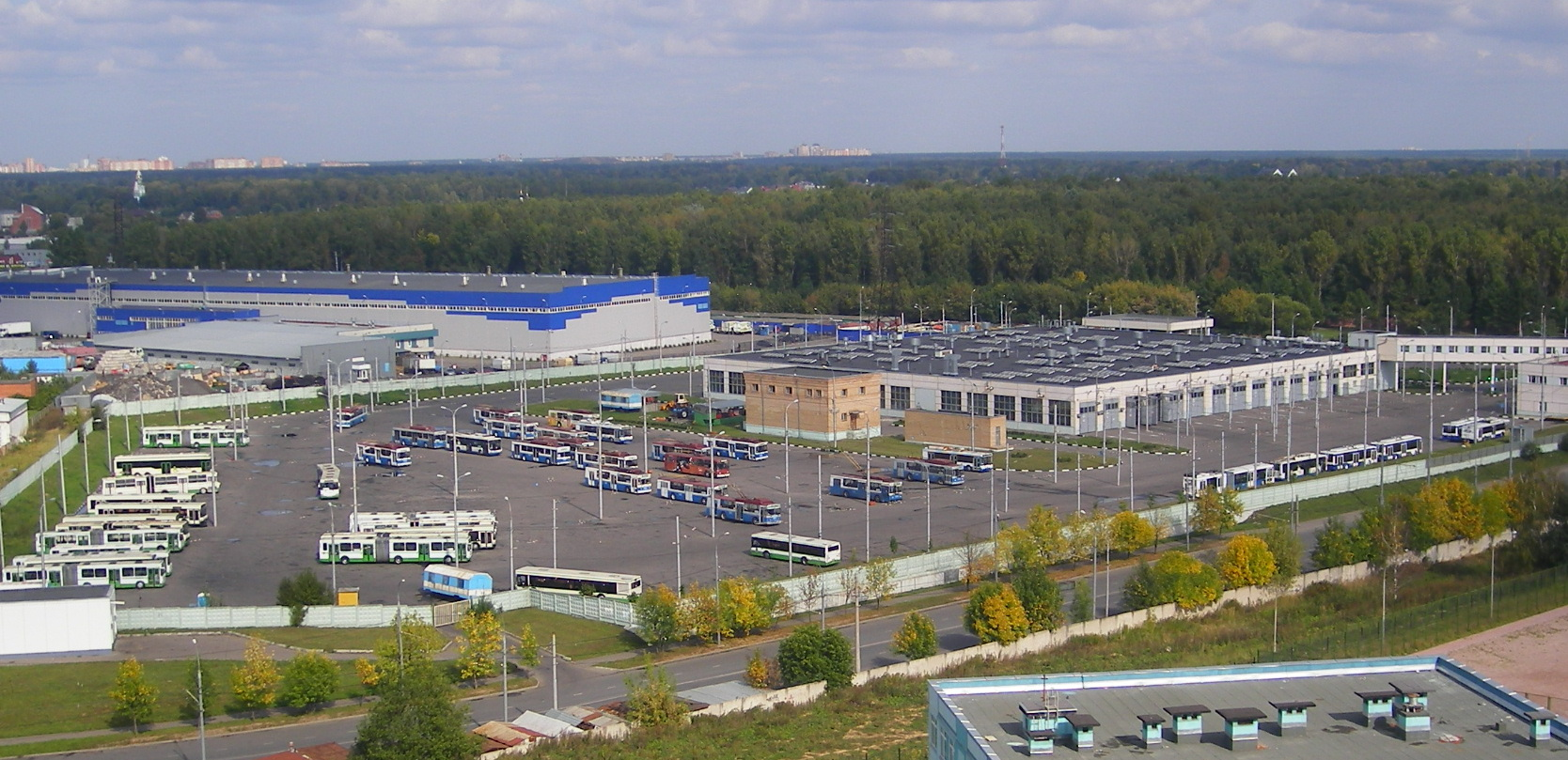
Вид на парк с высоты 16-го этажа жилого дома

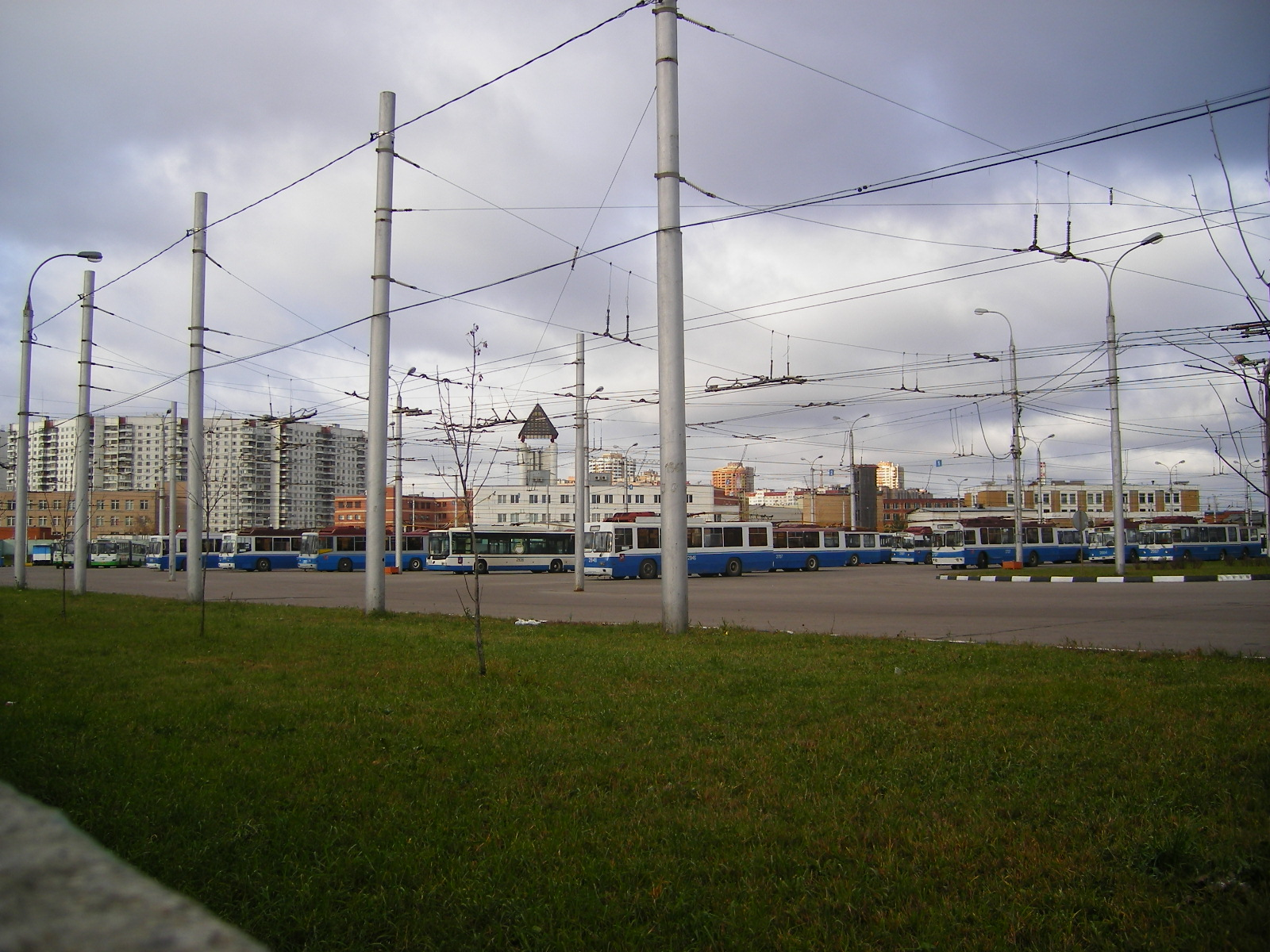
Вид на площадку для отстоя машин

Адрес: улица Галины Вишневской, вл. 1. 55°44′37″ с. ш. 37°53′09″ в. д.
Обслуживает музейный маршрут № Т.
Строительство нового парка на 150 машиномест, которому предполагалось присвоить номер 9, началось в марте 1997 года. Время открытия неоднократно переносилось, темпы строительства практически всё время оставались низкими. Фактически к лету 2000 года была только огорожена территория, на малом участке которой небольшим количеством техники проводились земляные работы. После увеличения в 2000 году объёма финансирования картина начала меняться. Осенью был заложен фундамент административного здания, а к апрелю 2001 года строительство вышло на уровень 2 этажа. В 2002 году строительство активизировалось, и в декабре 2005 парк был официально открыт.
В 2006 году к парку была проведена линия, поставлено некоторое оборудование для обслуживания троллейбусов, но полноценным транспортным предприятием он не стал, по-прежнему являясь частью 2-го троллейбусного парка. Кроме того, на его основной площадке в районе станции метро «Комсомольская» подвижной состав, работавший на переданных в Новокосино маршрутах, проходил практически всё обслуживание; на новой территории, по состоянию на ноябрь 2009, осуществлялось только ЕО, мелкий заявочный ремонт и ТО-1.
Несмотря на то, что для более крупных работ троллейбусы по-прежнему приезжали на старую территорию, это всё равно позволило значительно сократить число длительных (более часа каждый) нулевых рейсов на маршруты и обратно, снизить отстой на улице за пределами парка и частично разгрузить его ремонтные мощности.
Три года в Новокосино обслуживался только маршрут 77 (со 2 сентября 2006) и автобусы, и лишь летом 2009 года работы по выходу парка на проектную мощность активизировались. За короткое время туда передали ещё пять маршрутов, выпуск на которые ранее осуществлялся с территории 2-го парка на Новорязанской улице: 53 (с 11 июля 2009 года), 68 (с 13 июля 2009 года), 64 (с 18 июля 2009 года), 22 (с 29 августа 2009 года), 87 (с 31 августа 2009 года). Кроме того, с 26 сентября 2009 года из 4-го парка в Новокосине был передан маршрут 30.

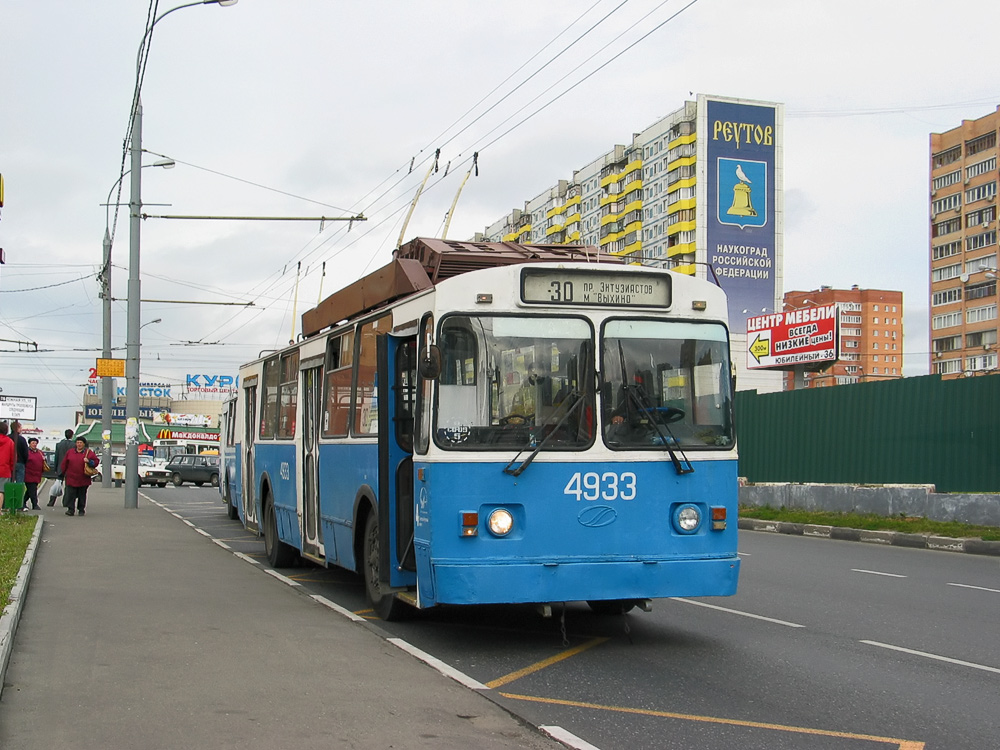
25.09.2009 первые троллейбусы были переданы из 4-го парка в Новокосине

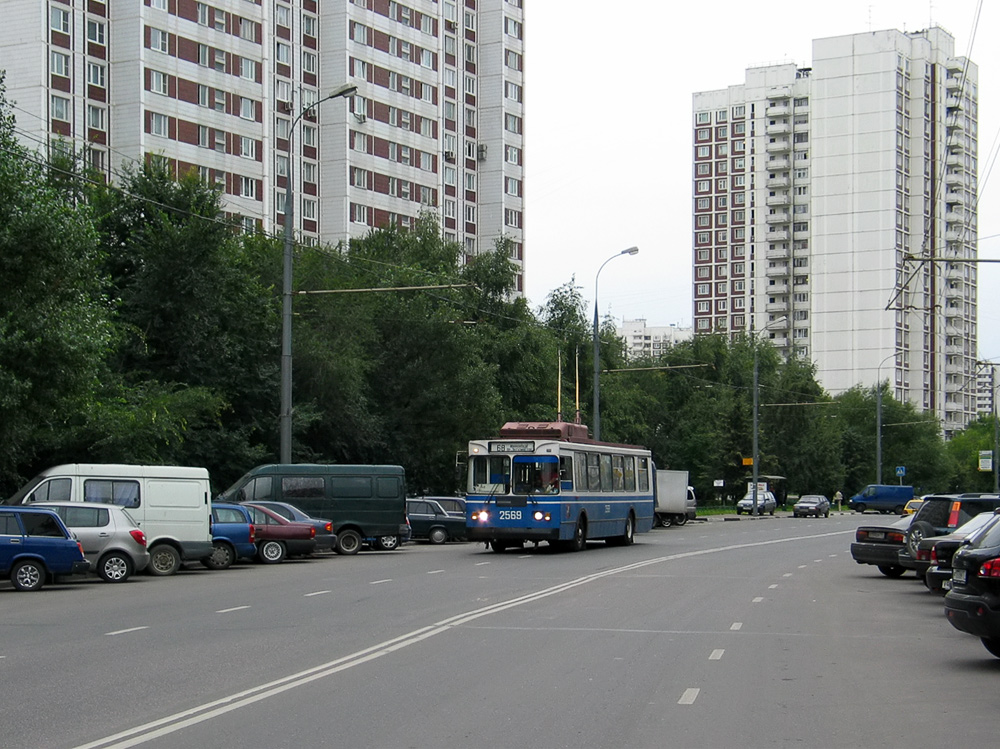
Троллейбус следует в парк по Новокосинской улице

В феврале 2014 года парк был выделен в самостоятельное предприятие. На площадку переводился 4-й автобусный парк с Новорязанской улицы, а также организовалось троллейбусное отделение. Также была начата смена номеров троллейбусов с 2xxx на 9xxx.
Не ясны были перспективы маршрутного движения в Новокосино. На длинной линии к парку, по которой предполагалось пустить троллейбусы из Новокосина в Выхино и Ивановское, осуществлялись только нерегулярные пассажирские рейсы, следующие на маршруты и обратно.
До 01.08.2016 — Новокосинский автобусно-троллейбусный парк, до 21.05.2015 — 4-й автобусный парк, троллейбусное отделение. Закрыт 25.08.2020. С 04.09.2020 по 01.04.2022 обслуживал маршрут № Т.

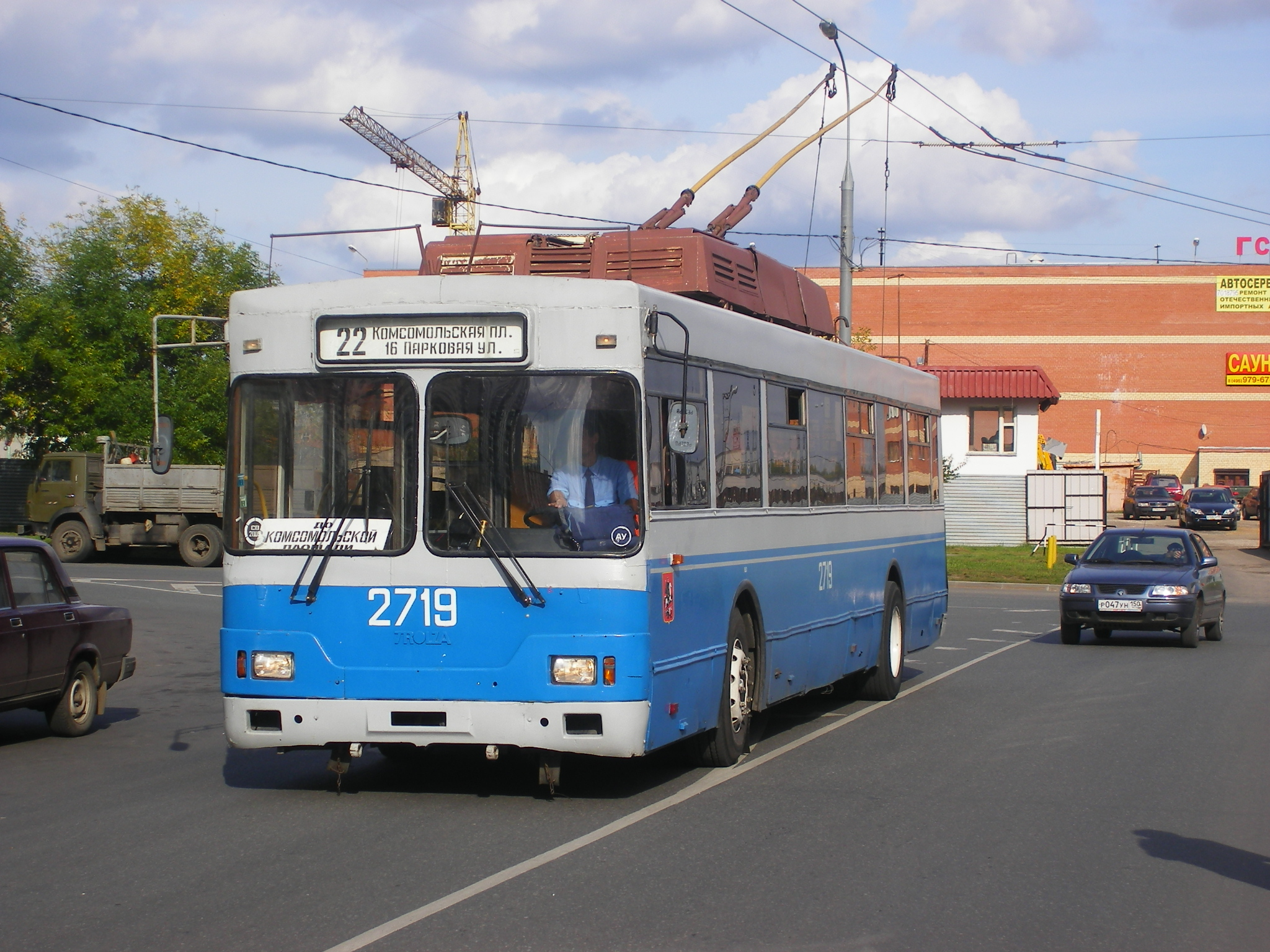
Троллейбус Тролза-5275 № 2719 следует из парка с табличкой «До Комсомольской площади»
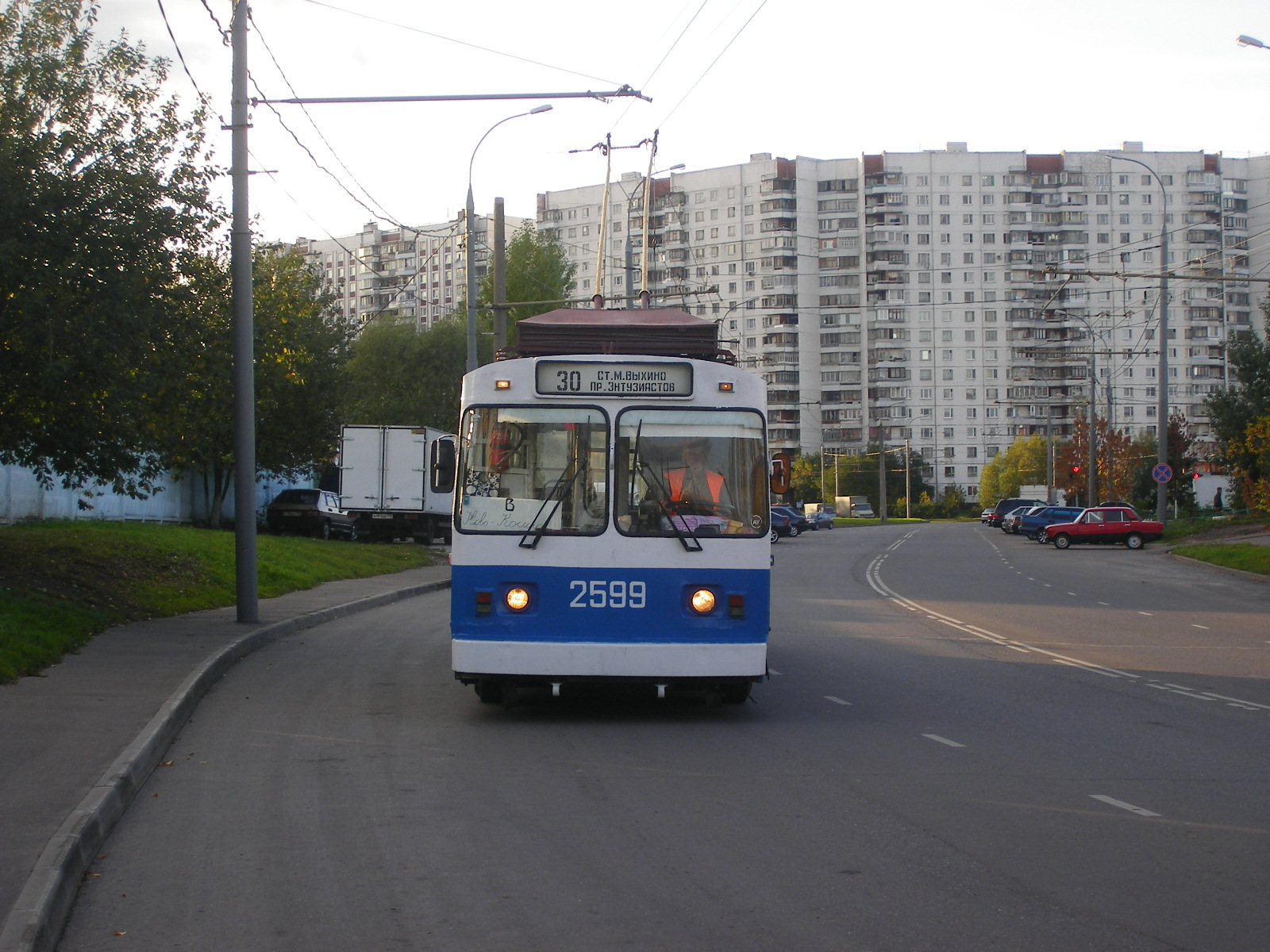
Троллейбус ВМЗ-170 № 2599 следует в парк в табличкой «В Ново-Косино»
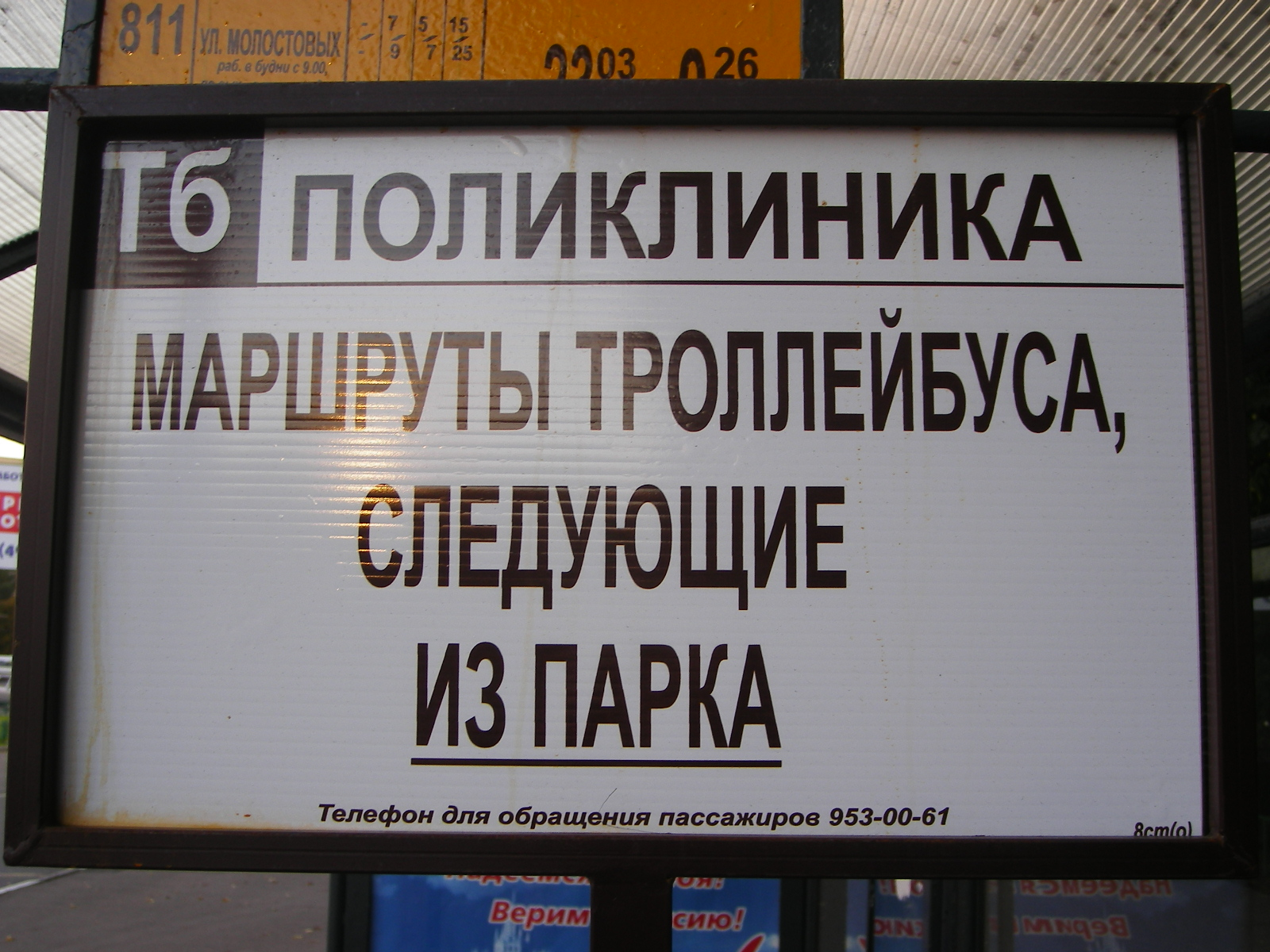
Маршрутный трафарет на остановках, где троллейбусы следуют из парка
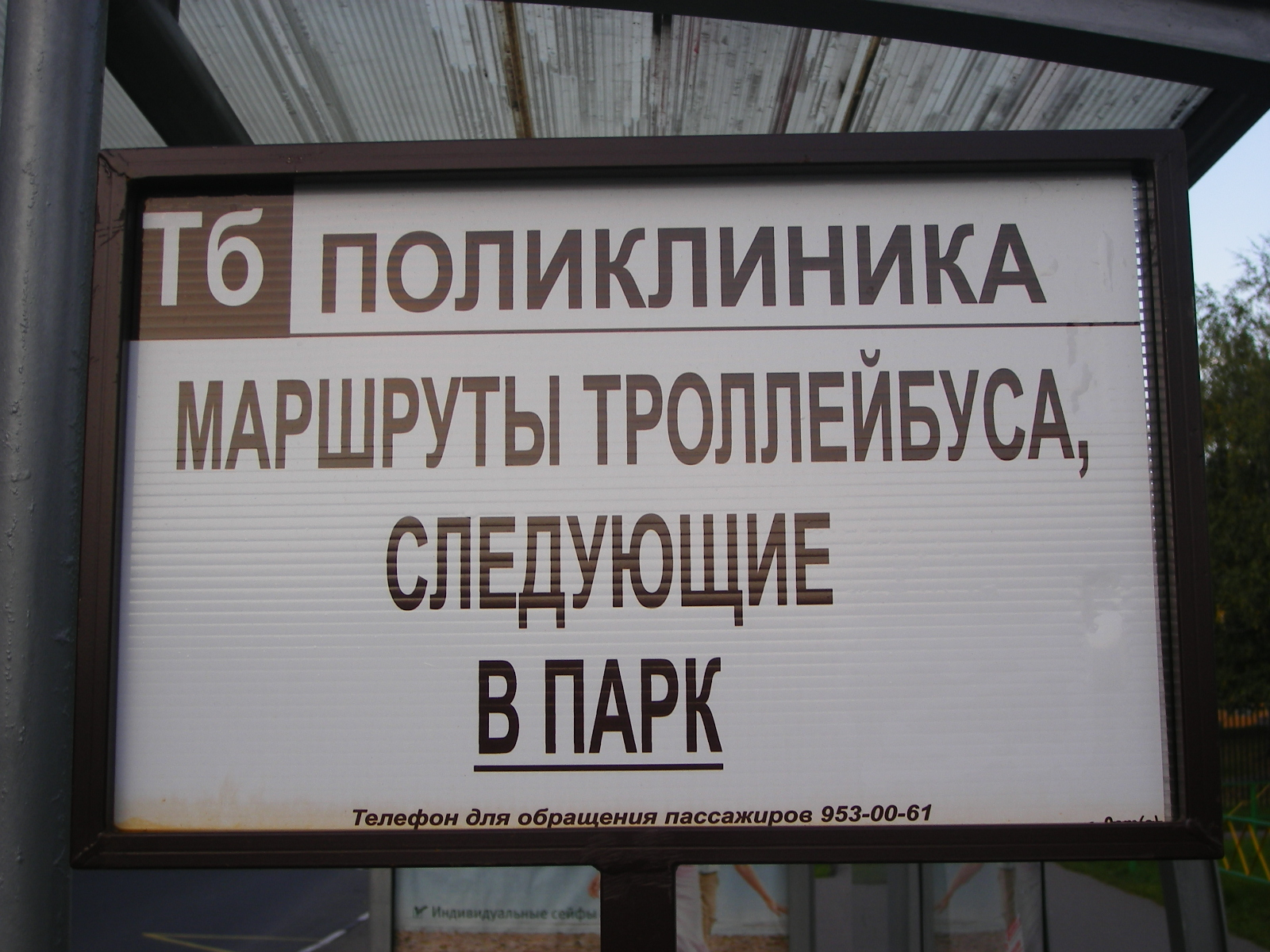
Маршрутный трафарет на остановках, где троллейбусы следуют в парк

## Недостроенные парки

### Троллейбусный парк в районе Митино
Строительство парка на 250 машино-мест началось в 1998 году и практически сразу же было заморожено. К лету 2001 году строители не продвинулись дальше фазы земляных работ. Отчасти это было вызвано тем, что жители соседнего 8-го микрорайона Митина организовывали митинги против строительства неэкологичного, по их мнению, объекта (неизвестно кем был запущен слух, что на этой площадке строится мусороперерабатывающий завод и многие поверили этому слуху, хотя ни размеры площадки, ни её расположение — практически под окнами жилых домов по Волоцкому переулку — явно не располагают к размещению подобного объекта). В итоге было принято компромиссное решение — полноценного парка строить не будут, но для обслуживания жителей Митина будет построена открытая площадка для стоянки троллейбусов — филиал 1-го парка.
Несмотря на это, парк начал строиться в виде полноценного и самостоятельного предприятия. По состоянию на апрель 2008 были готовы в конструкциях здание ремонтного цеха и тяговая подстанция, велись работы по асфальтированию открытой площадки. Большая часть работ, необходимых для ввода парка в строй, уже была выполнена.
Сроки открытия были неизвестны, что было обусловлено крайне низким финансированием — в 2010 году на все работы было предусмотрено только 45 миллионов рублей, что, например, в два раза меньше, чем продолжение реализации программы по переводу 11-го автобусного парка на использование природного газа. Согласно государственной программе города Москвы «Развитие транспортной системы на 2012—2016 годы» достройка троллейбусного парка в районе Митино планировалась к 2012 году.
По состоянию на декабрь 2012 года строительные работы не велись и никаких серьёзных внешних изменений в сравнении с 2008 годом не имелось. Весной 2013 года появилась информация, что в качестве троллейбусного парк достроен не будет, а станет автобусным.
В период с мая 2013 до лета 2015 года площадка использовалась для хранения газовых автобусов 11-го автобусного парка, на время следствия отставленных от эксплуатации, после чего была снова заброшена. В 2015 году появились слухи о достройке на базе Митинского троллейбусного парка 11-го автобусного парка после объединения его с Зеленоградским автокомбинатом (19-й автобусный парк).
В июне 2018 года стало известно, что вместо троллейбусного парка будет построен автобусный парк на 298 машиномест, но в августе 2019 года заместитель мэра Москвы по транспорту Максим Ликсутов сообщил, что на будущей площадке вместо автобусного парка будет размещаться электробусный.
Электробусный парк был открыт 6 июля 2023 года.

## Происшествия

### Пожар на Дмитровском шоссе в 1993 году
24 июня 1993 года на Дмитровском шоссе в ходе ДТП с участием нескольких автомобилей, включая бензовоз, произошёл крупный пожар. Из-за разлившегося и загоревшегося топлива из цистерны пострадали несколько троллейбусов, в которых находились пассажиры. В результате катастрофы погибли 11 человек, пострадали от 25 до 42 человек, 12 из них попали в реанимацию. Около двадцати человек получили медицинскую помощь на месте. В ряде источников указывается информация о 12 погибших.

### Террористические акты 11—12 июля 1996 года
11 июля 1996 года на Пушкинской площади в троллейбусе, двигавшемся по маршруту № 12, было взорвано самодельное взрывное устройство. Взрывная волна частично ушла на улицу, изуродовав всю переднюю часть троллейбуса. В результате террористического акта пострадало 8 человек.
На следующий день, 12 июля 1996 года, на проспекте Мира у дома № 89 в троллейбусе, следовавшем по маршруту № 48, вновь прогремел взрыв. Подозрительную сумку пассажиры заметили незадолго до происшествия. Кто-то из них пошёл к водителю, чтобы сказать о находке. В это время сработало взрывное устройство мощностью около 300 граммов в тротиловом эквиваленте. Троллейбус был переполненным, поэтому пострадавших оказалось значительно больше, чем в предыдущий день — 28 человек.
Террористические акты так и не были раскрыты. По некоторым данным, в их организации признался Салман Радуев.

### Авария в энергосистеме Москвы 25 мая 2005 года
25 мая 2005 года из-за аварии на электроподстанции Чагино произошёл крупномасштабный сбой в подаче электроэнергии в Москве, в результате которого в том числе было нарушено троллейбусное сообщение.